# 近畿地方

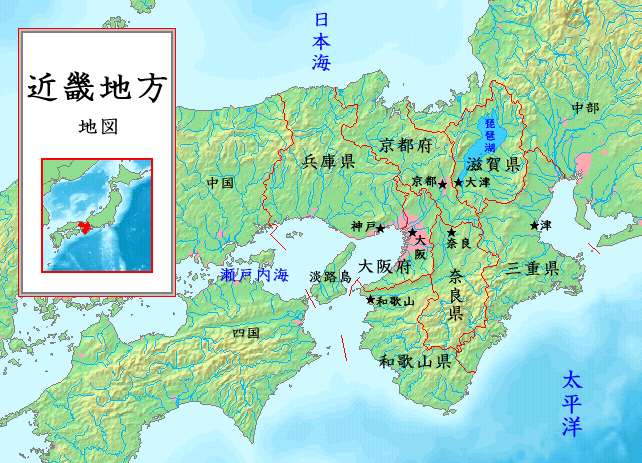
近畿地方の地形図

近畿地方（きんきちほう）は、本州中西部に位置する日本の地域である。かつての令制国における畿内（五畿内、五畿。「畿」は「都」の意）とその近隣地域から構成される。難波宮・平城宮・平安宮など古代より日本の都が置かれた皇城の地である。現代では域内に、京都市・大阪市・神戸市を中心とする京阪神大都市圏（近畿大都市圏）を据える。
「近畿地方」の範囲について法律上の明確な定義はないが、認定教科書（文部科学省指導要綱）および主要な百科事典では大阪府・京都府・兵庫県・奈良県・和歌山県・滋賀県・三重県の2府5県を指すことが多く、当項でも特記がある場合を除いてこの範囲で説明する。

## 概要
「近畿」はこの地方に長らく日本の都が置かれていたことにちなむ語である。律令制における広域行政区画「畿内」とその近隣地域という意味で、現代語に置き換えると「首都圏」に近い。主に歴史・文化用語で用いられる「上方」も、京都に皇居が所在していたことにちなむ語である。現在では大阪府大阪市を首位都市とした地域であり、兵庫県神戸市と京都府京都市とともに首都圏に次ぐ京阪神大都市圏を形成している。一方で三重県は北勢・中勢を中心に愛知県名古屋市とのつながりが強い地域が多いため、東海地方（中京圏）にも含まれる。そのため、三重県を除いて「近畿（関西）2府4県」とされることもある。テレビ局の広域放送においても近畿広域圏は三重県を除く2府4県であり、三重県は東海3県の一つとして愛知県と岐阜県とともに中京広域圏に含まれている。
「近畿」という名称は明治時代に地理の教科書で採用されて広まったものである。1898年（明治31年）に『中外地理学 内国之部』で「近畿区」として、翌年に『日本地理』で「近畿地方」として使われたのが最初で（どちらも中学校教科書）、1903年（明治36年）の第1期国定教科書『小学地理』で確立された。なお、ジョアン・ロドリゲスの『日本教会史』は「畿内（五畿内）」の同義語として「京畿」と「近畿」を挙げており、「近畿」という言葉自体は近世にも存在していたことが分かる。
類似した範囲を指す名称として「関西」があるが、「関西」が指す範囲は時代によって変化しており（当初は西日本一帯を指す語）、現代でも場面や個人によってまちまちである。現在、「関西」は民間または海外向け、「近畿」は行政や気象庁など公的な場面で使用される場合が多い。

### 名称の使用例
近畿大学（近大）、KinKi Kids、近畿自動車道、近畿日本鉄道（近鉄）、近畿産業信用組合など。

### 英語との関係
「近畿」と発音が類似する英語の "kinky" に「ねじれた」「変態の」といった意味があり、国際化の進展で風評被害の問題となったことから、近畿大学が2016年4月から、英文名称を「KINKI UNIVERSITY」から「KINDAI UNIVERSITY」に変更した。近畿経済産業局は英文表記に "Kansai"を用いており、近畿運輸局も2015年から英文表記に "Kansai" を必要に応じて使っている。また、近畿商工会議所連合会が2015年7月22日に「関西商工会議所連合会」に名称変更した。2014年秋には、関西経済連合会が国に対し、出先機関の名称の「関西」への統一などを求めたが、その後も統一はされていない。2003年6月28日には大手私鉄の近畿日本鉄道の英語名もKinki Nippon Railway Co., Ltd.から公式略称の近鉄に合わせてKintetsu Corporationに変更している（その後2015年4月1日にKintetsu Railway Co., Ltd.に再変更）。
近畿地方で話者の多い甲種アクセントでは「きんき」（「ん」にアクセント）と読み、英語"kinky"とはアクセント位置が異なるが、それでも近畿がkinkyと聞こえてしまう状態にある。

## 範囲
近畿地方の範囲は、『小学地理』で示されて以来、前述の2府5県を指すのが通常である。しかし、『小学地理』以前は「近畿」が指す範囲には揺れがあり、『中外地理学 内国之部』では三重県を除く2府4県で「近畿区」、『日本地理』では福井県を含む2府6県で「近畿地方」と示されていたこともあった。現在も場面によっては範囲が変わることがあり、特に名古屋市との経済的結びつきが強い三重県は東海地方に含まれる場面が多い。三重県庁はホームページで「三重県は中部地方にも近畿地方にも属していると考えています。」との見解を示している。また、福井県嶺南地方は1876年から1881年まで滋賀県に属し、近畿地方に含まれていた。
一部の団体等においては、福井県（中部地方、北陸地方）、鳥取県（中国地方、山陰地方）、徳島県（四国地方）など、近畿地方と結びつきの強い周辺の県を「近畿圏」「関西圏」として近畿地方に含むこともある。福井県と徳島県に関しては、民間の企業や団体が行う事業の地域区分で、本来の区分（北陸・四国）のなかで1県しか事業展開されていないことなどを理由に、近畿地方のブロックに含まれる場合がある（福井県の競輪や競艇の区分や、徳島県の日本マクドナルド社のクォーターパウンダー販売当時の地域区分、読売テレビを除く近畿広域民放の取材エリアなど）。国の省庁が掲げる地方区分でも様々な理由によりその管轄区域に変更、増減が見られる。
近畿地方にどの府県を含むかについての具体例は、以下のとおり。
三重県を除く例
- 公職選挙法に定める衆議院比例代表選出議員選挙の近畿選挙区
- 人事院（近畿事務局）、内閣府（警察庁近畿管区警察局、金融庁）、総務省（近畿総合通信局）、法務省（大阪高等検察庁、大阪法務局、大阪矯正管区、出入国在留管理庁大阪出入国在留管理局、公安調査庁近畿公安調査局、近畿地方更生保護委員会）、財務省（近畿財務局、国税庁大阪国税局）、農林水産省（近畿農政局）、国土交通省（近畿運輸局及び神戸運輸監理部、国土地理院近畿地方測量部、気象庁大阪管区気象台の近畿地方予報区）、環境省（近畿地方環境事務所）
- 最高裁判所（大阪高等裁判所）や知的財産関連の民事裁判等の司法面
- 放送における近畿広域圏。なお読売テレビ以外の広域民放は徳島県も取材エリアに含めており、ローカルニュース番組中では「近畿と徳島」と表現される場合がある。近畿地方の放送局の電波はスピルオーバーにより徳島県の一部にも届いており、ケーブルテレビによる区域外再放送も県西部（池田ケーブルネットワーク）を除く一帯で行われている（毎日放送・朝日放送テレビ・関西テレビ放送。一部局では讀賣テレビ放送・サンテレビ・テレビ大阪・テレビ和歌山も）。
- 国土形成計画法に定める近畿圏
- 近畿弁護士会連合会、近畿税理士会
- 近畿宝くじ
- 日本高等学校野球連盟（秋季近畿地区高等学校野球大会、春季近畿地区高等学校野球大会）

三重県を除き、福井県を含む例
- 内閣府（公正取引委員会近畿中国四国事務所の本所直轄）、総務省（近畿管区行政評価局）、国土交通省（近畿地方整備局の港湾空港整備を除く部門）、経済産業省（近畿経済産業局、中部近畿保安監督部近畿支部）、厚生労働省（近畿厚生局）、防衛省（近畿中部防衛局の本局管轄）

三重県・福井県を含む例
- 近畿圏整備法（1963年）法第一章第二条に「『近畿圏』とは、福井県、三重県、滋賀県、京都府、大阪府、兵庫県、奈良県及び和歌山県の区域（政令で定める区域を除く。）」と定義されている。福井県・三重県・滋賀県は中部圏開発整備法で定義されている「中部圏」と重複する。
- 農林水産省（林野庁近畿中国森林管理局）

三重県・福井県・徳島県を含む例
- 関西元気文化圏

三重県・福井県・鳥取県・徳島県を含む例
- 近畿ブロック知事会 - 鳥取県が加入したのは2008年6月以降。
- 近畿2府8県議会議長会
- 近畿高等学校総合文化祭
- 関西広域連合 - 「関西」を称するが、連携団体である三重県・福井県の2県（知事がオブザーバー参加）を含めれば近畿2府8県の枠組みと同じ。関西広域連合の発足で近畿ブロック知事会を見直す動きもある。

## 地理

近畿地方の主要地形

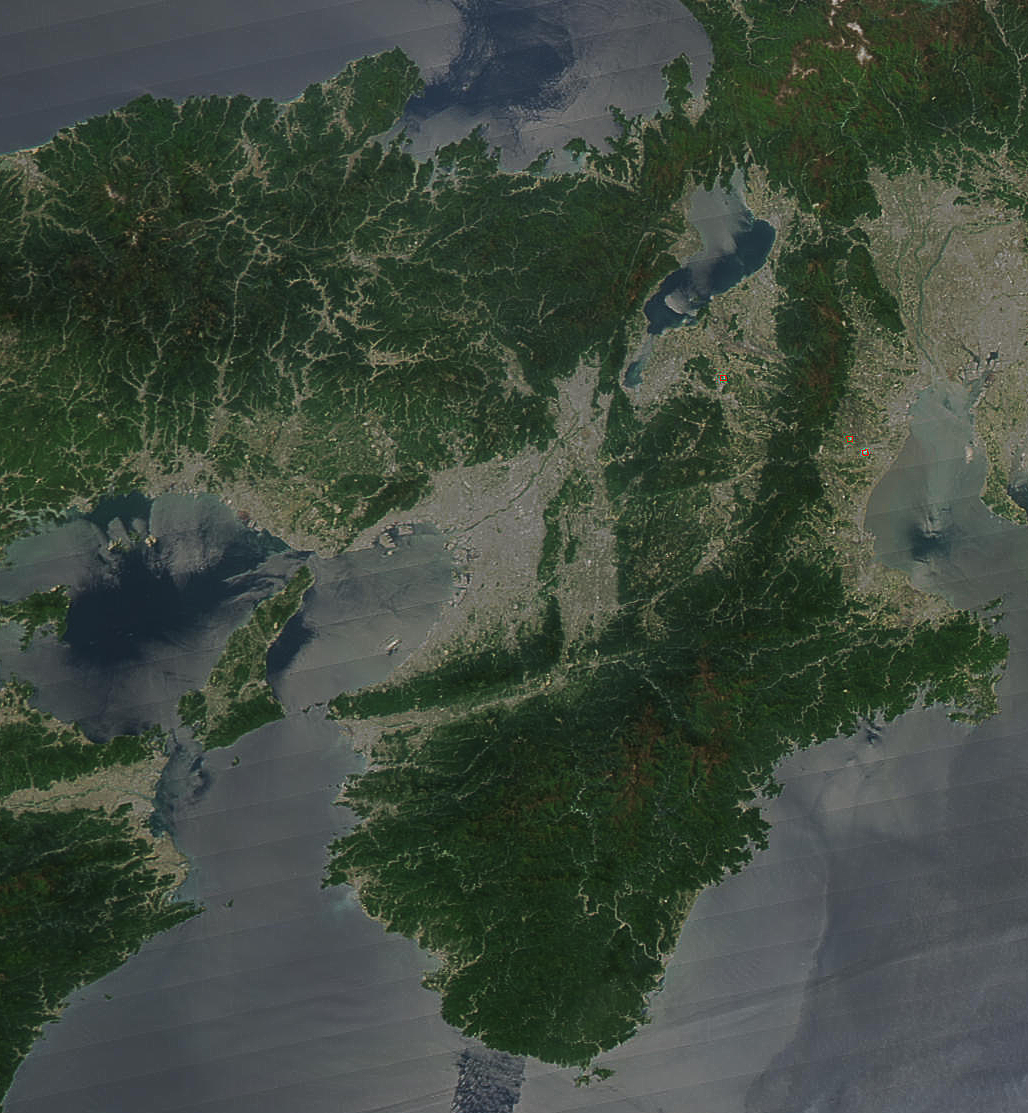
関西地方の衛星画像（2003年）

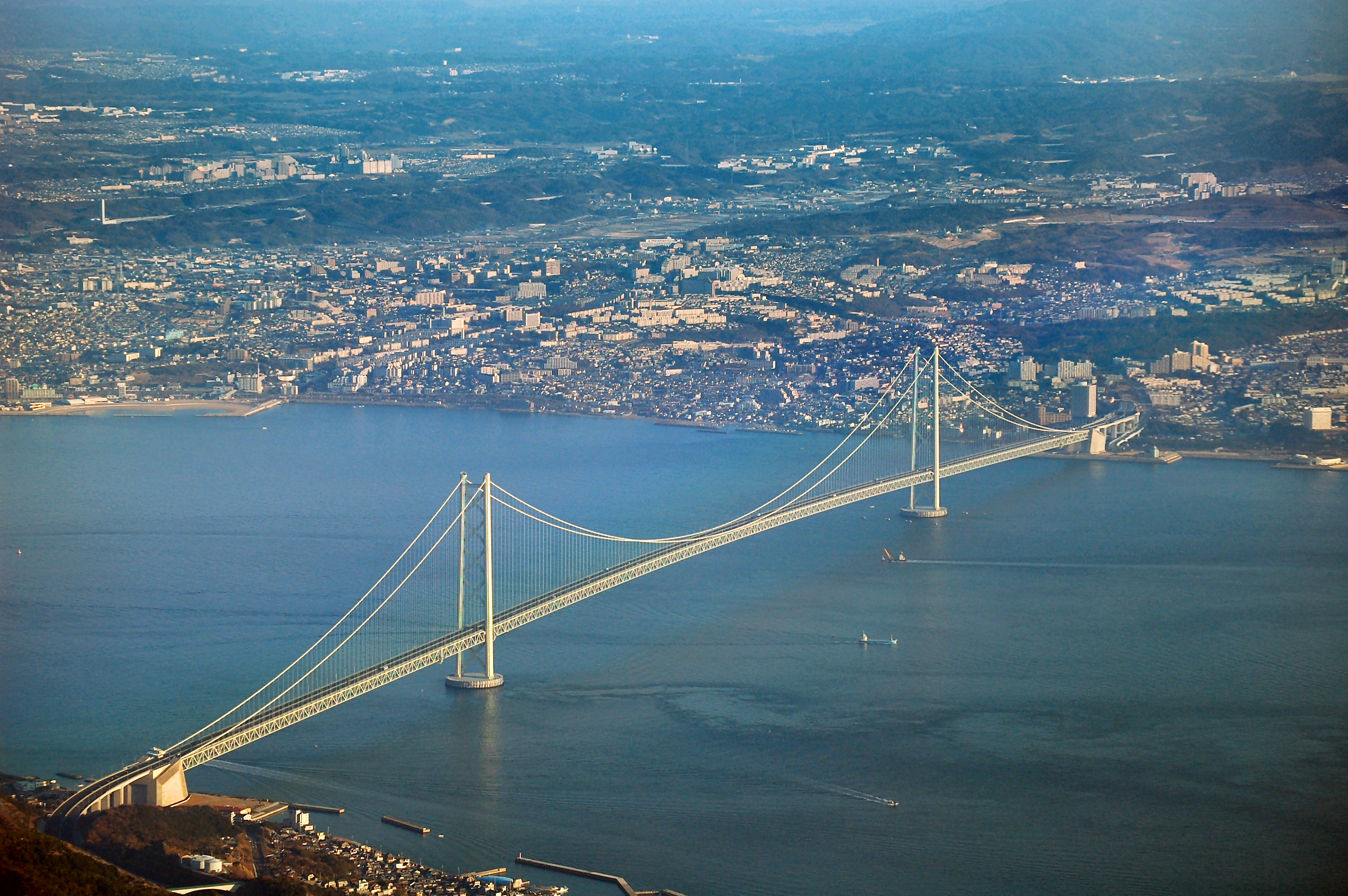
明石海峡

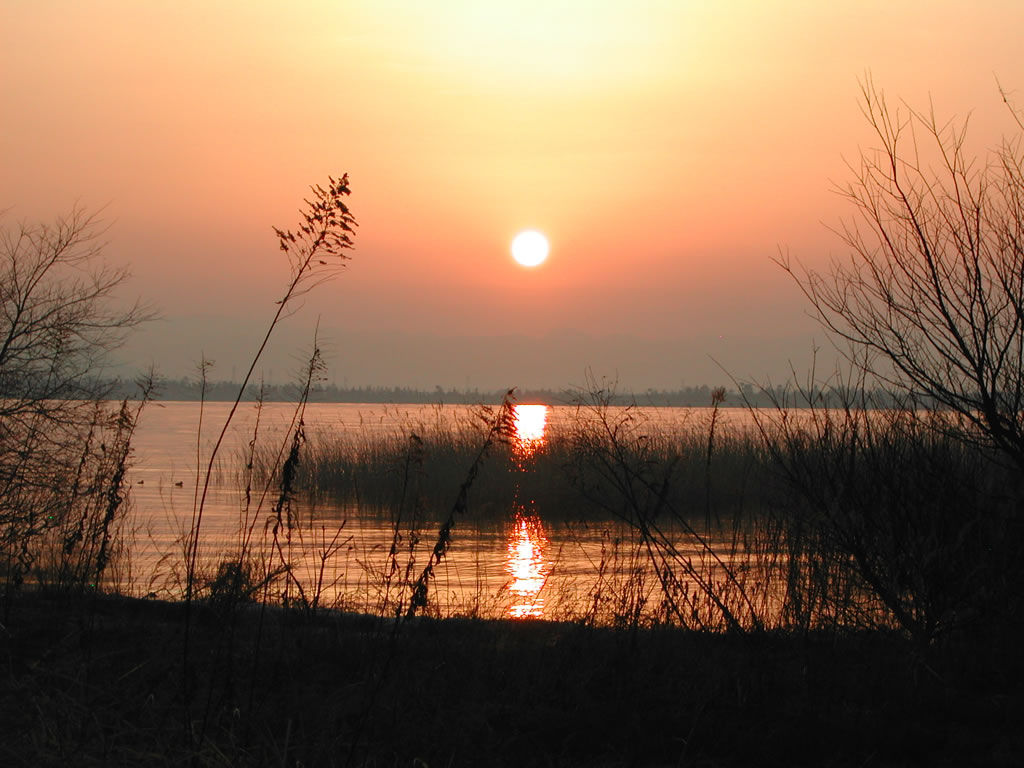
琵琶湖

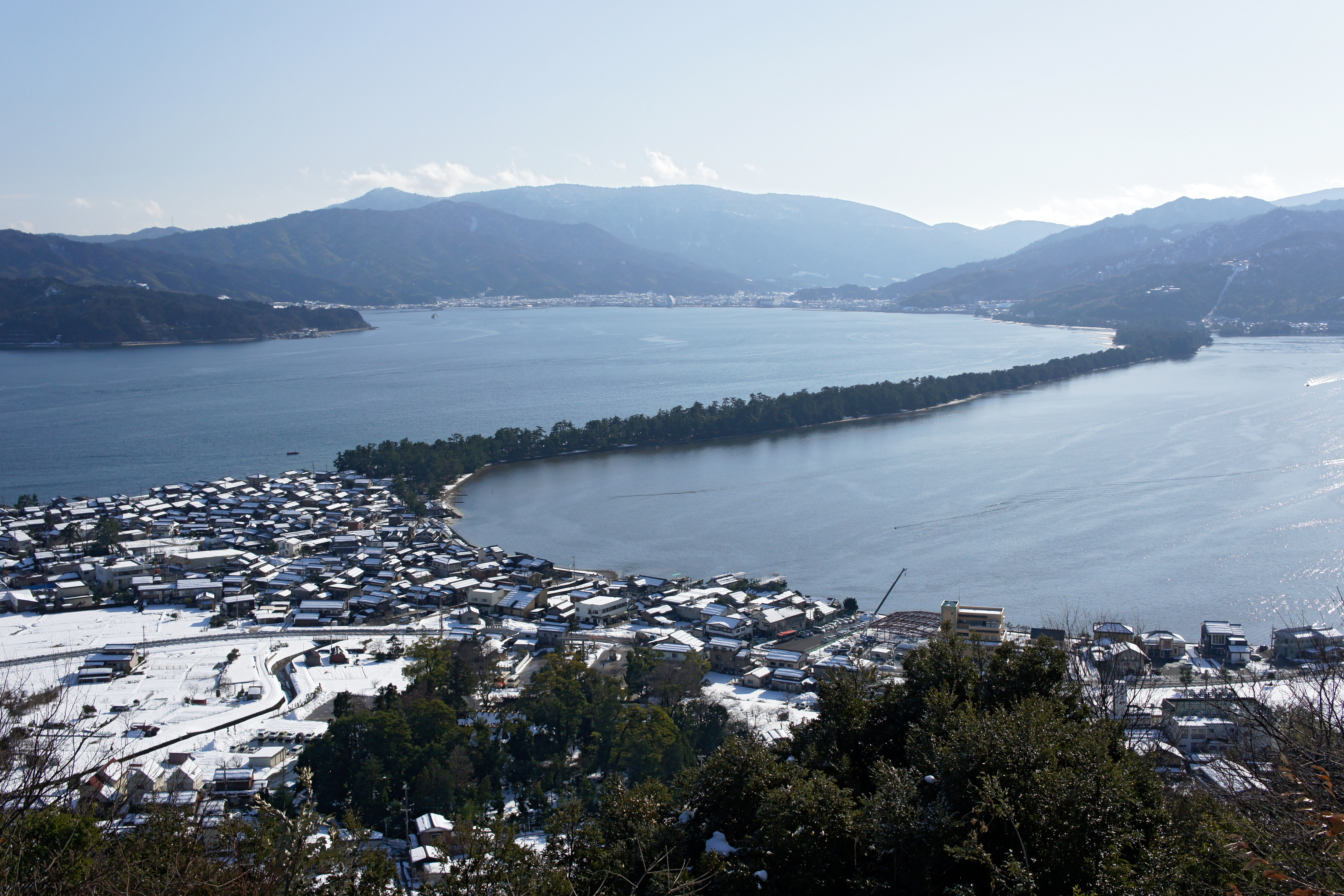
天橋立

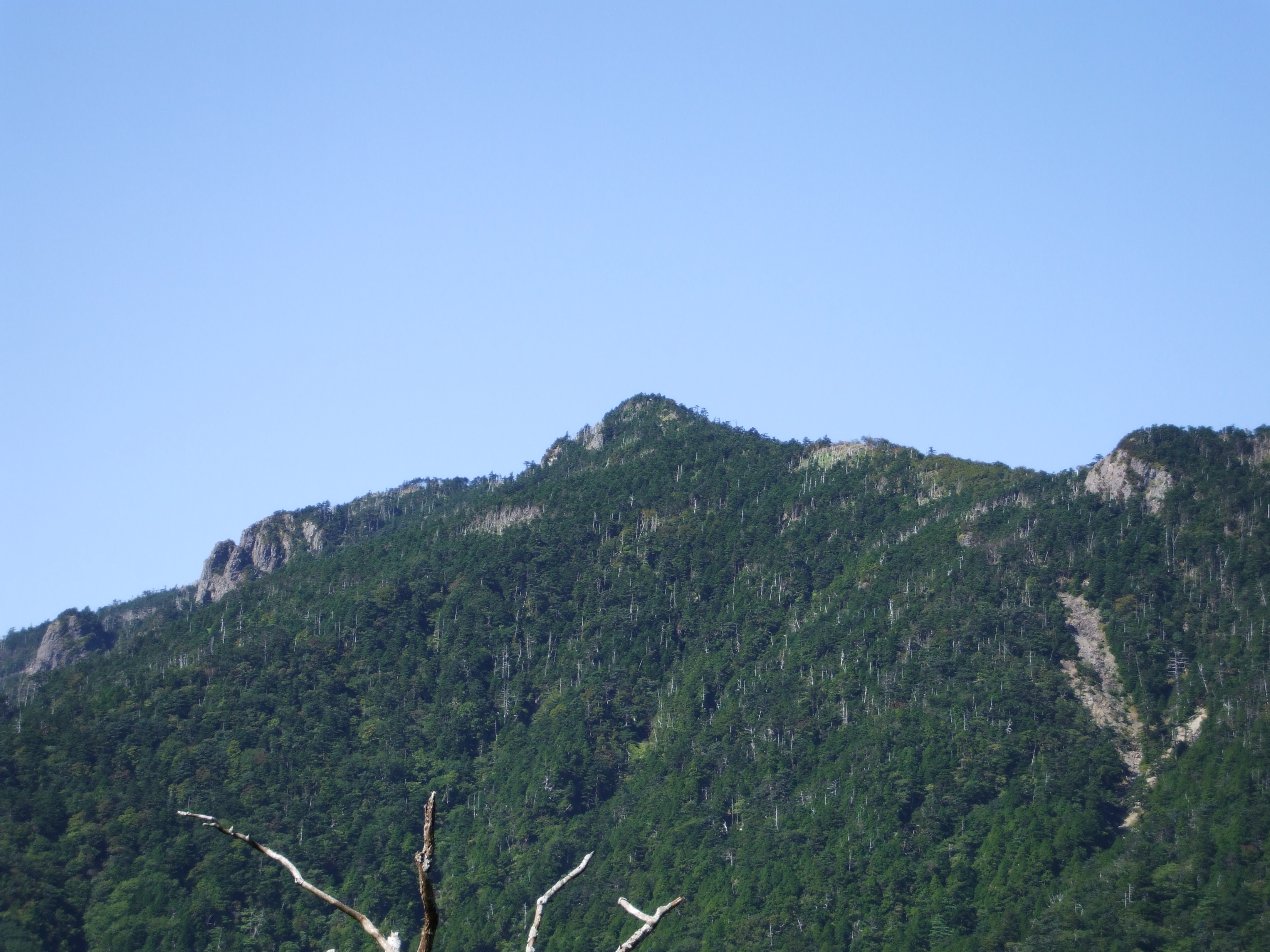
八剣山（八経ヶ岳）

### 地形
敦賀湾から伊勢湾、琵琶湖から淡路島西岸、中央構造線の3辺で囲まれる地域は、第四紀後期の地殻変動により形成された地形が細かく存在する地域で近畿三角帯と呼ばれている。
- 海：瀬戸内海（紀伊水道、和歌山湾、紀淡海峡、鳴門海峡、大阪湾、明石海峡、播磨灘、相生湾）、太平洋（伊勢湾、熊野灘）、日本海（舞鶴湾、若狭湾）
- 島：淡路島、沼島、家島諸島、紀伊大島、友ヶ島、沖島、答志島、賢島、菅島

- 岬：経ヶ岬、田倉崎、日ノ御埼、潮岬、大王崎
- 半島：紀伊半島、志摩半島、丹後半島
- 平野：大阪平野、播磨平野、和歌山平野、洲本平野、三原平野、伊勢平野
- 盆地：京都盆地、奈良盆地、亀岡盆地、篠山盆地、豊岡盆地、近江盆地、山科盆地、上野盆地、福知山盆地
- 山地：伊吹山地、生駒山地、六甲山地、紀伊山地、布引山地、鈴鹿山脈、和泉山脈
- 山：氷ノ山、伊吹山、比叡山、生駒山、八剣山（八経ヶ岳）、大江山、高野山、金剛山、那智山、諭鶴羽山、高見山、御在所岳
- 河川：北川、由良川、淀川（宇治川、瀬田川）、桂川、木津川、大和川、円山川、武庫川、加古川、市川、夢前川、揖保川、千種川、紀の川、熊野川、雲出川、宮川、櫛田川、鈴鹿川、五十鈴川
- 谷：瀞峡（瀞八丁、奥瀞）、保津峡、るり渓、瀞川渓谷、蓬萊峡、立雲峡、音水渓谷、天滝渓谷、御手洗渓谷、奇絶峡、玉川峡、香落渓、石水渓、宇賀渓
- 湖：琵琶湖、余呉湖、阿蘇海
- 温泉：有馬温泉、南紀白浜温泉、南紀勝浦温泉、城崎温泉、湯村温泉、龍神温泉、洲本温泉、榊原温泉、湯の山温泉、湯の花温泉
- 滝：那智滝、箕面滝、原不動滝、猿尾滝、布引の滝 (兵庫県)、布引の滝 (三重県熊野市)、赤目四十八滝

国立公園
- 瀬戸内海国立公園（1934年3月16日指定）
- 吉野熊野国立公園（1936年2月1日指定）
- 山陰海岸国立公園（1963年7月15日指定）
- 伊勢志摩国立公園（1946年11月20日指定）

国定公園
- 琵琶湖国定公園（1950年7月24日指定）
- 若狭湾国定公園（1955年6月1日指定）
- 金剛生駒紀泉国定公園（1958年4月10日指定、1996年10月2日改定）
- 高野龍神国定公園（1967年3月23日指定）
- 明治の森箕面国定公園（1967年12月11日指定）
- 鈴鹿国定公園（1968年7月22日指定）
- 氷ノ山後山那岐山国定公園（1969年4月10日指定）
- 室生赤目青山国定公園（1970年12月28日指定）
- 大和青垣国定公園（1970年12月28日指定）
- 丹後天橋立大江山国定公園（2002年8月3日若狭湾国定公園より独立）
- 京都丹波高原国定公園（2016年3月25日指定）

### 気候
気候は大きく三つに分かれる。近畿北部（兵庫県北部、京都府北部、滋賀県北部）は日本海側気候（北陸・山陰型）、近畿南部（奈良県南部、和歌山県南部、三重県南部）は太平洋側気候（南海型）、その間に挟まれる近畿中部（大阪府、兵庫県南部、京都府南部、滋賀県南部、奈良県北部、和歌山県北部、三重県北中部）は瀬戸内海式気候（京都府南部、滋賀県、奈良県北部、三重県伊賀は、内陸性気候を併せ持つ。三重県北部と中部は、東海・関東型太平洋側気候に属する。）である。
近畿北部
兵庫県豊岡市など日本海側は夏場、中国山地を越える南寄りの風がフェーン現象の影響を受けるために猛暑が連日続きやすい。さらに冬も厳寒である。
冬季は、北西の季節風の影響で降水日数ならびに降雪量が多くなる。兵庫県北部や京都府北部、滋賀県北部の大部分が豪雪地帯に指定されており、滋賀県長浜市の旧余呉町域は、近畿以西唯一で日本最南端の特別豪雪地帯に指定されている。滋賀県米原市、岐阜県揖斐郡揖斐川町、不破郡関ケ原町にまたがる伊吹山では、1927年2月14日に当時世界最深積雪記録となる積雪量1,182cmを記録しており、現在でも滋賀県内ではこの記録は破られていない。(日本全国的には、北海道や東北地方の山岳地域、立山黒部アルペンルートなど、複数の地域において例年15m以上の積雪量が記録される観測地はある。世界的には積雪量が15mを越える居住地域も数多く存在する。)
近畿南部
紀伊山地は、夏は避暑地となるほど冷涼である。ただ奈良県十津川村風屋や上北山村のように、平野部や市街地よりも酷暑となることがよくある地域も存在する。一方で紀伊山地の冬の寒さは厳しく、和歌山県の高野山は冬場の平均気温が青森市や北海道函館市など北日本に匹敵する。太平洋沿岸地域は、黒潮の影響を受けることにより冬でも温暖な地域で和歌山県沿岸には無霜地帯が存在する。
日本でも有数の多雨地帯で、特に三重県尾鷲市から大台ヶ原山までの南東斜面は年間雨量が4,000mmを超えるところもあるほか、奈良県南部の山岳地帯を中心にして冬場は降雪・積雪する場合も多いため、天川村や上北山村にスキー場（大阪市から津市以南の近畿では両村だけ）が存在する。和歌山県南部と三重県南部は、かなり頻繁に台風の直撃を受けることから「台風銀座」と呼ばれており、過去には「伊勢湾台風」が直撃して大きな被害を出した。また、台風本体が東シナ海を通り、日本海に抜ける際や九州または四国に上陸して、中国地方を縦断する際にも暖かく湿った南東の風が紀伊山地にぶつかるため、南東斜面を中心に集中豪雨や洪水などの被害をもたらしやすい。
近畿中部
大阪市や神戸市など都市部では、7月から8月にかけて連日のように熱帯夜が続く。熱帯夜日数は大阪市が約42日、神戸市が約47日であり、近年は都市化によるヒートアイランド現象の影響で夜間の気温が下がりにくく、熱帯夜の増加が顕著である。大阪は「夏の暑さが日本一」と称されるほどの酷暑地帯で、実際に大阪市の夏場の平均気温は那覇市と並び全国の都道府県庁所在地の中で一番高い。京都盆地や奈良盆地といった内陸部は、昼と夜の気温差が大きい上に夏は猛暑が続き、京都市では40℃に迫るほどの高温になる場合もある。内陸部は冬の寒さも厳しく、京都市は「京の底冷え」と言われるが、冬の平均気温は京都市より標高の高い奈良市や大津市のほうが低い。
年間を通して比較的降水量が少なく（特に冬季の降水量がかなり少ない）冬は晴天や曇天が多い。しかし強い冬型の気圧配置で雪雲が京阪神とその周辺に流れ込む時や、南岸低気圧が紀伊半島沖を通過した時などに降雪・積雪する場合があり、京都市や大津市、奈良市、ごく稀に和歌山市でも積雪する時があるが、市街地では数cm程度である。ただ、三重県北部や伊賀では局地的な大雪に見舞われる時があり、記録的大雪例として1995年12月25日から12月27日にかけての寒波で、四日市市で最深積雪53cmの大雪を記録した。また、伊賀や奈良盆地、大阪平野や瀬戸内海沿岸地域で10cm以上の積雪を観測する場合の殆どが南岸低気圧の通過によるものであるが、南岸低気圧によりしばしば大雪をもたらす関東地方の平野部と違い、京阪神周辺は関東ほど上空の強い寒気が入りにくく雨や霙で経過し、積雪を観測せずに済む場合が大半である。台風の影響は、基本的に四国山地と紀伊山地に遮られ大きな被害を受けることは少ないものの、高知県の室戸岬から紀伊水道を通り、淡路島を通過する台風と紀伊半島に上陸して北上する台風の時に大きな被害を受けることがあり、代表的なものとしては「室戸台風」「第2室戸台風」「平成10年台風第7号」「平成30年台風第21号」などが挙げられる。

## 人口
| ISO 3166-2 | 都道府県名 | 全国順位 | 人口       | 割合   |
| ---------- | ---------- | -------- | ---------- | ------ |
| JP-25      | 滋賀県     | 26       | 1,416,763  | 1.11%  |
| JP-26      | 京都府     | 13       | 2,614,099  | 2.06%  |
| JP-27      | 大阪府     | 3        | 8,851,994  | 6.97%  |
| JP-28      | 兵庫県     | 7        | 5,541,371  | 4.36%  |
| JP-29      | 奈良県     | 30       | 1,376,164  | 1.08%  |
| JP-30      | 和歌山県   | 40       | 970,549    | 0.76%  |
|            |            |          | 20,770,940 | 16.34% |

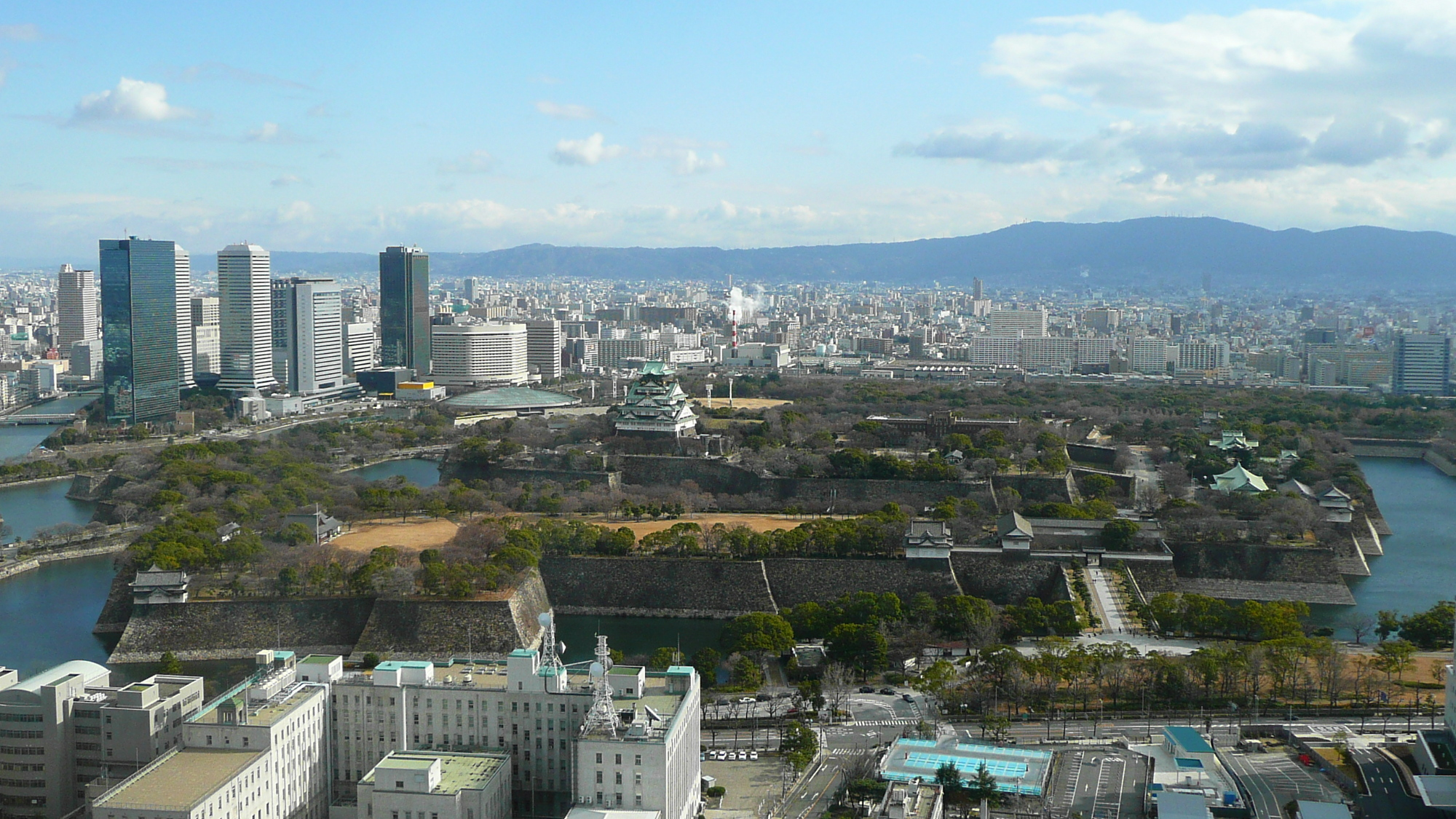
大阪城と大阪平野

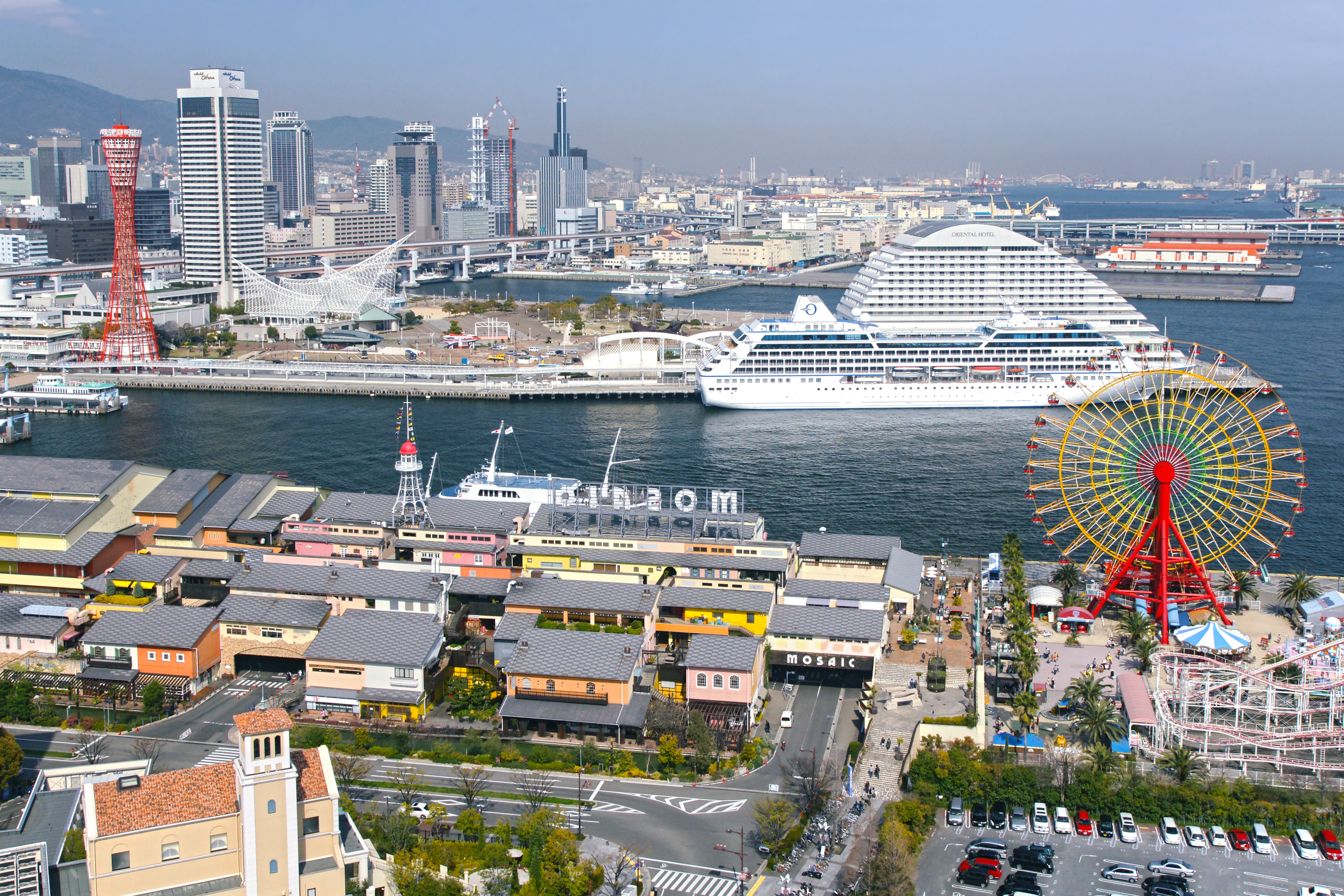
神戸港とハーバーランド

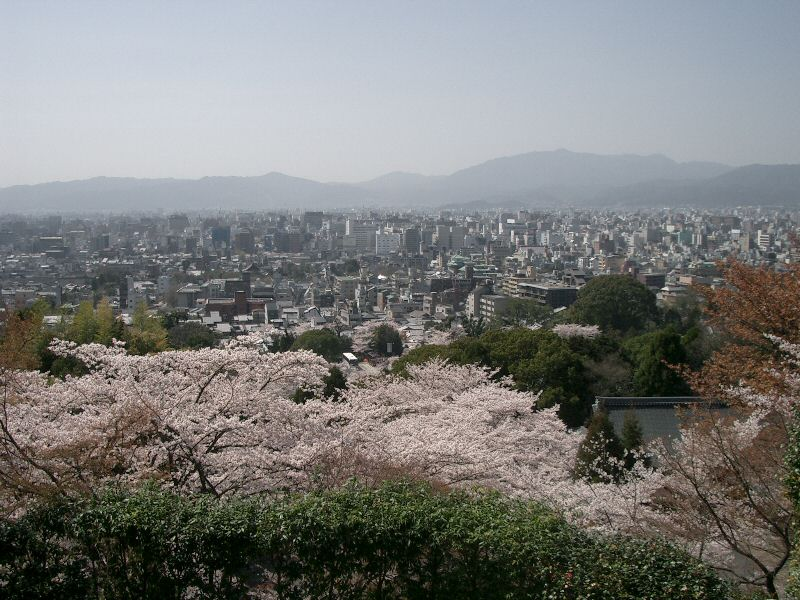
東山から望む京都市街

※順位・人口・割合は2014年11月1日のデータによる。なお、2005年3月31日現在の「住民基本台帳に基づく人口調査結果」（総務省）では、初めて人口が減少に転じ、京都府・大阪府・兵庫県・奈良県の4県を合わせた人口が2004年より0.004%減となっている。
※2025年7月現在、前年比で人口が増加している府県は大阪府のみであり、他５府県では減少となっている。

### 年齢構成
次のグラフは滋賀県・京都府・大阪府・兵庫県・奈良県・和歌山県の人口を合計した。
年齢5歳階級別人口

2004年10月１日現在推計人口

総計 [単位 千人]
| 年齢     | 人口 |
| -------- | ---- |
| 0 - 4歳  | 963  |
| 5 - 9    | 992  |
| 10 - 14  | 994  |
| 15 - 19  | 1084 |
| 20 - 24  | 1282 |
| 25 - 29  | 1488 |
| 30 - 34  | 1682 |
| 35 - 39  | 1453 |
| 40 - 44  | 1272 |
| 45 - 49  | 1202 |
| 50 - 54  | 1455 |
| 55 - 59  | 1633 |
| 60 - 64  | 1506 |
| 65 - 69  | 1214 |
| 70 - 74  | 1019 |
| 75 - 79  | 768  |
| 80歳以上 | 886  |

年齢5歳階級別人口

2004年10月１日現在推計人口

男女別 [単位 千人]
| 男  | 年齢     | 女  |
| --- | -------- | --- |
| 493 | 0 - 4歳  | 470 |
| 508 | 5 - 9    | 484 |
| 505 | 10 - 14  | 489 |
| 549 | 15 - 19  | 535 |
| 643 | 20 - 24  | 639 |
| 740 | 25 - 29  | 748 |
| 830 | 30 - 34  | 852 |
| 715 | 35 - 39  | 738 |
| 626 | 40 - 44  | 646 |
| 592 | 45 - 49  | 610 |
| 712 | 50 - 54  | 743 |
| 795 | 55 - 59  | 838 |
| 729 | 60 - 64  | 777 |
| 582 | 65 - 69  | 632 |
| 468 | 70 - 74  | 551 |
| 328 | 75 - 79  | 440 |
| 272 | 80歳以上 | 614 |

データ出典：第10表/都道府県, 年齢（5歳階級）, 男女別人口－総人口（総務省統計局）

### 主要都市
近畿2府5県の主要都市を人口順に掲載する。
- 政令指定都市

大阪市（2,811,565人）・神戸市（1,487,267人）・京都市（1,433,782人）・堺市（803,898人）
- 中核市

姫路市（516,905人）・東大阪市（485,477人）・西宮市（481,272人）・尼崎市（454,084人）・枚方市（388,670人）・豊中市（398,157人）・和歌山市（342,294人）・奈良市（345,758人）・高槻市（346,272人）・大津市（344,296人）
- 施行時特例市

吹田市（395,728人）・四日市市（299,218人）・明石市（306,366人）・茨木市（290,522人）・八尾市（257,295人）・加古川市（253,928人）・寝屋川市（222,611人）・宝塚市（220,009人）・岸和田市（183,469人）
- 上記以外の県庁所在地

津市（264,767人）

### 都市圏
- 人口10万人以上の都市雇用圏（2015年国勢調査時点の10%都市圏）一覧

| 順位 | 都市雇用圏   | 人口       |
| ---- | ------------ | ---------- |
| 2    | 大阪都市圏   | 1207万8820 |
| 4    | 京都都市圏   | 280万1044  |
| 6    | 神戸都市圏   | 241万9973  |
| 24   | 姫路都市圏   | 77万3389   |
| 34   | 四日市都市圏 | 62万3210   |
| 38   | 和歌山都市圏 | 56万9758   |
| 43   | 津都市圏     | 49万9709   |
| 79   | 東近江都市圏 | 22万8704   |
| 99   | 伊勢都市圏   | 18万3793   |
| 102  | 伊賀都市圏   | 17万9010   |

| 順位 | 都市雇用圏   | 人口     |
| ---- | ------------ | -------- |
| 106  | 甲賀都市圏   | 16万7063 |
| 113  | 長浜都市圏   | 15万6912 |
| 122  | 彦根都市圏   | 13万5495 |
| 124  | 洲本都市圏   | 13万5147 |
| 129  | 田辺都市圏   | 12万8161 |
| 133  | 豊岡都市圏   | 12万4608 |
| 139  | 福知山都市圏 | 11万2756 |

## 経済

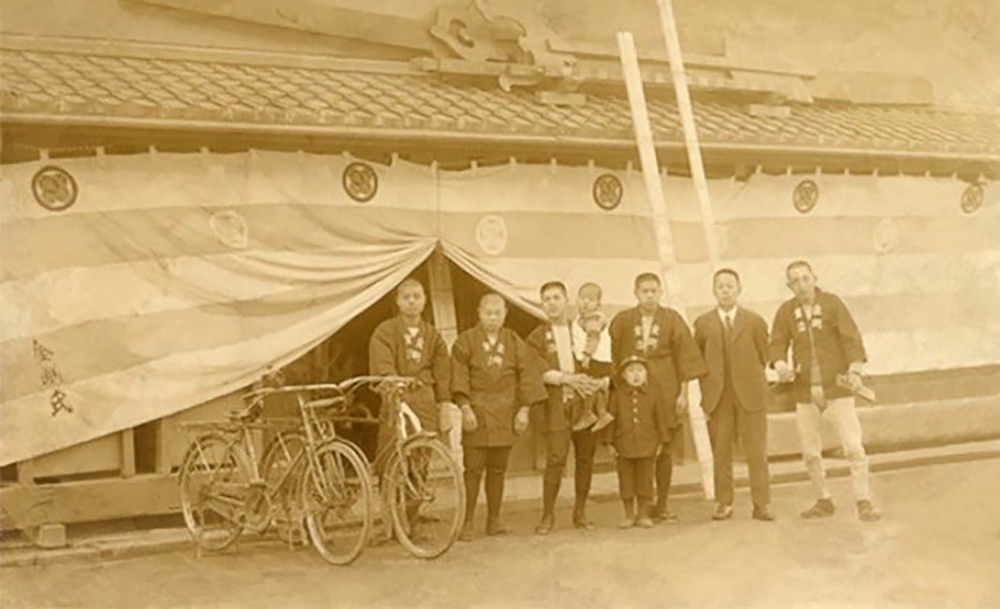
現存する世界最古の企業 金剛組

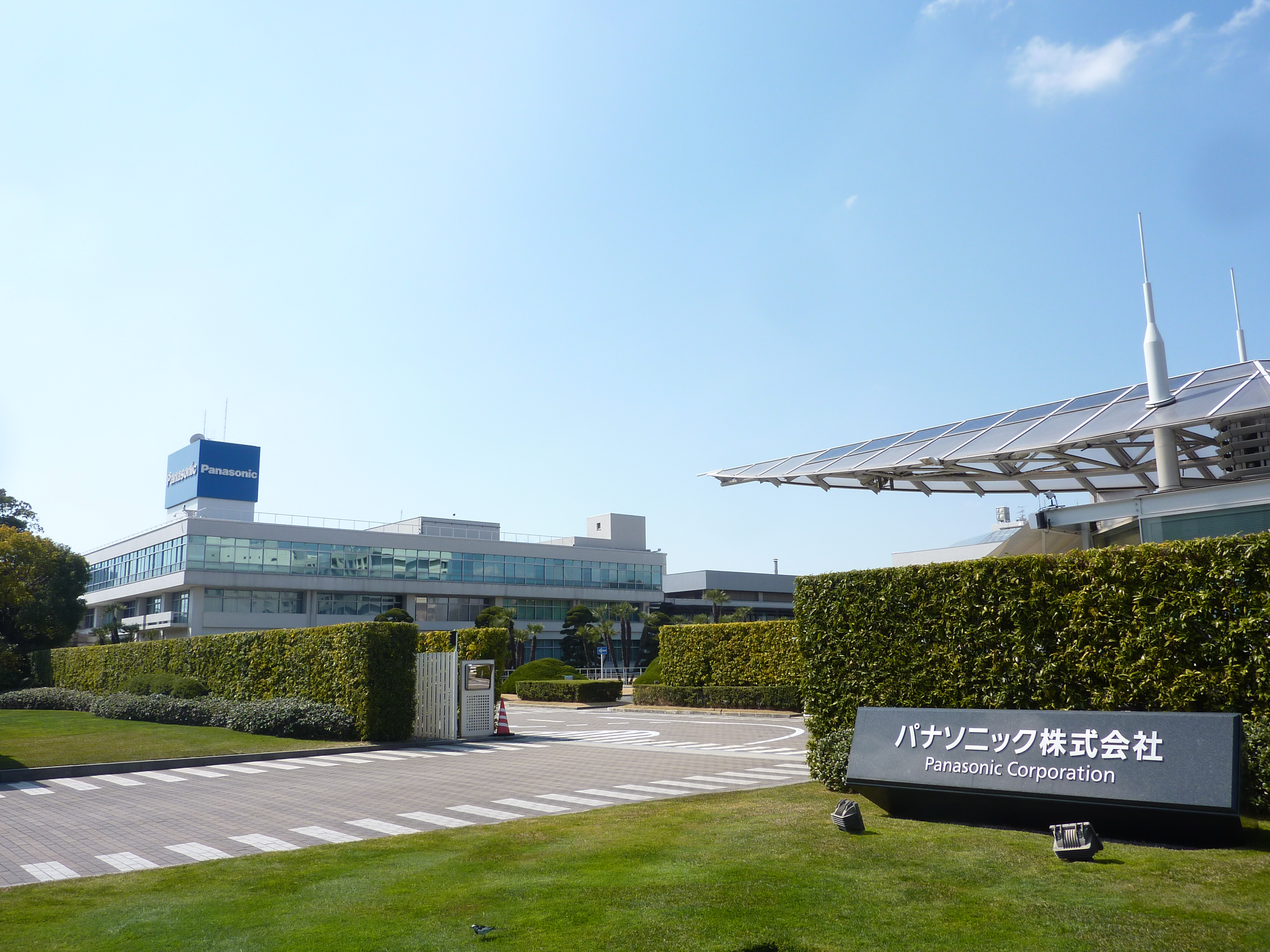
パナソニック本社

近畿地方（2府4県）の府県内総生産 (GDP) は2021年度で約89兆円である。域内に京阪神大都市圏を抱えるため、商業を中心とした第三次産業が産業の主軸となっている。一方、製造業（第二次産業）も盛んで、その多くは大阪府・兵庫県南部（阪神工業地帯）・京都府南部・滋賀県南部に集中している。農林水産業などの第一次産業は、北近畿（兵庫県中北部、京都府中北部）や和歌山県、滋賀県を中心に産出されている。
2021年度 近畿の府県内総生産 (GDP) （単位：10億円）
| 都道府県名 | 府県内総生産 | 構成比  | 全国比  |
| ---------- | ------------ | ------- | ------- |
| 滋賀県     | 6,863        | 7.70%   | 1.19%   |
| 京都府     | 10,905       | 12.24%  | 1.89%   |
| 大阪府     | 41,320       | 46.36%  | 7.16%   |
| 兵庫県     | 22,506       | 25.25%  | 3.90%   |
| 奈良県     | 3,767        | 4.23%   | 0.65%   |
| 和歌山県   | 3,765        | 4.22%   | 0.65%   |
| 2府4県総計 | 89,126       | 100.00% | 15.44%  |
| 全国       | 577,351      | -       | 100.00% |

※データ出典：

## 地域区分
気象予報・経済情勢・交通体系などにおいては、大まかに北部（日本海側）、中部、南部（太平洋側）と3分割されることが多い。明確な境界線はないものの、兵庫県の中国山地から京都府の丹波山地を経て滋賀県の鈴鹿山脈北部に至るラインと、中央構造線と言われる和歌山県の紀ノ川河口付近から奈良県の紀伊山地北部を経て三重県の志摩半島に至るラインにより区分される。
- 北部（日本海側）：兵庫県北部・京都府北部・滋賀県北部
- 中部：大阪府・兵庫県南部・京都府南部・滋賀県南部・奈良県北部・和歌山県北部
- 南部（太平洋側）：奈良県南部・和歌山県南部

観光や地域経済では「京阪神」「北近畿」「南紀」という地域区分がされることがある。これは一般的な北部・中部・南部の概念とは異なり、またそのエリアは限定されておらず使用状況によって変化する。また「畿央」という区分が使われることもある。
- 京阪神（近畿圏）：大阪府・兵庫県南部・京都府南部。滋賀県南部・奈良県北部・和歌山県北部・三重県伊賀地方を含めることもある。
- 北近畿：兵庫県北部・京都府北部。福井県南部（嶺南）・滋賀県北部を含めることもある。
- 南紀：和歌山県南部[注釈 8]。三重県南部や奈良県南部を含めることもある。

気象情報における地域区分
- 北部（日本海側）：京都府北部・兵庫県北部・滋賀県北部※（寒候期は北部、暖候期は中部）
- 中部（太平洋側）：京都府南部・兵庫県南部・滋賀県南部・大阪府・奈良県北部・和歌山県北部
- 南部（太平洋側）：奈良県南部・和歌山県南部

出典: 

## 歴史
近畿地方は弥生時代以降人口が急増し、大陸の文化を吸収して発展した。

### 先史時代

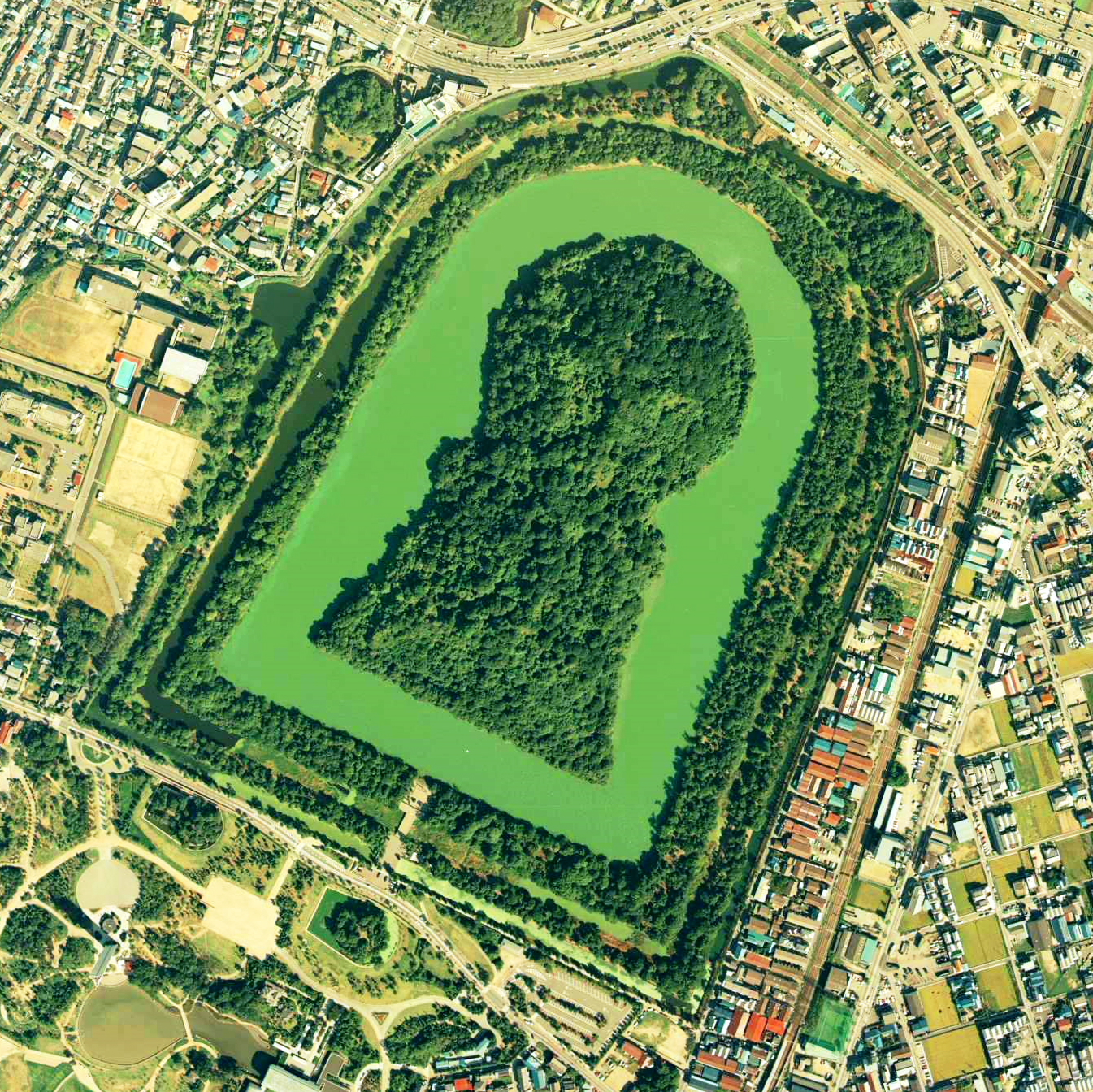
仁徳天皇陵（大仙陵古墳）

弥生時代前期の畿内には、目立った政治勢力はまだそれほど成立していなかったと考えられている。当時の畿内に特徴的なのが、方形に区画するように溝を掘って作られた方形周溝墓である。
弥生時代後期になると、奈良盆地東南部に大規模な集落が出現した（纏向遺跡）。この遺跡からは、日本列島各地から流通してきたと思われる土器が非常に多数発見されており、また王宮跡と見られる大規模な遺構も見つかっていることから、弥生時代後期の倭の中心的な都市の一つだったと考えられている。魏志倭人伝に登場する邪馬台国の有力な候補地ともされている。
近畿地方はヤマト王権が3世紀半ばに成立し古墳時代が始り、大王と呼称された倭国の首長であり河内王朝の始祖である仁徳天皇は難波 (なにわ：現在の大阪市) に都を定め皇居を難波高津宮（なにわのたかつのみや）（大阪市）とした。ヤマト王権は倭国を代表する政治勢力として成長していった。ヤマト王権の王（大王）は代々大阪平野や奈良盆地に王宮を営み、また同地には王族や豪族たちの古墳が多数築かれた。和泉国の大山古墳（堺市）は仁徳天皇の墓と伝承されており、世界最大の規模を誇る。

### 古代

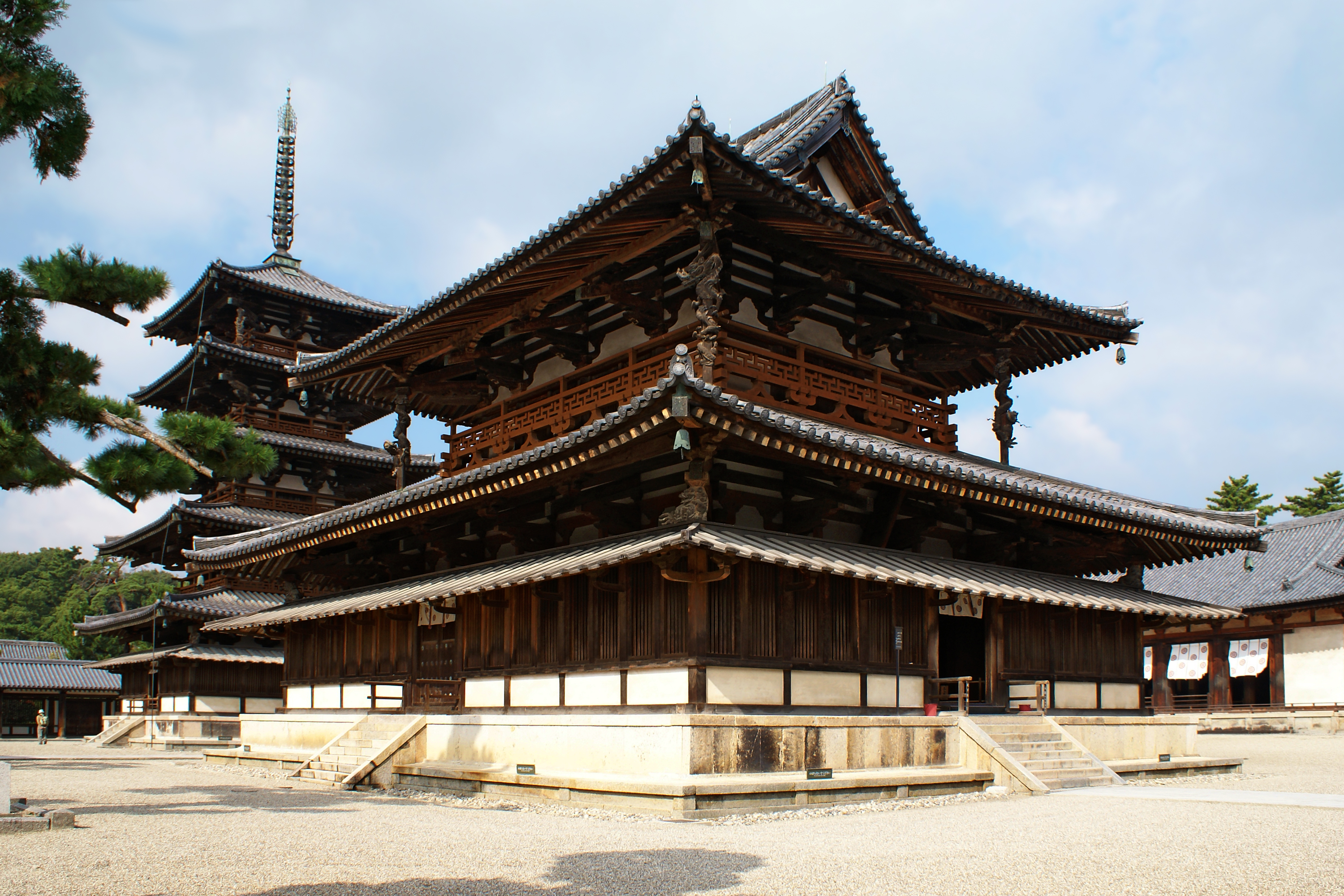
法隆寺

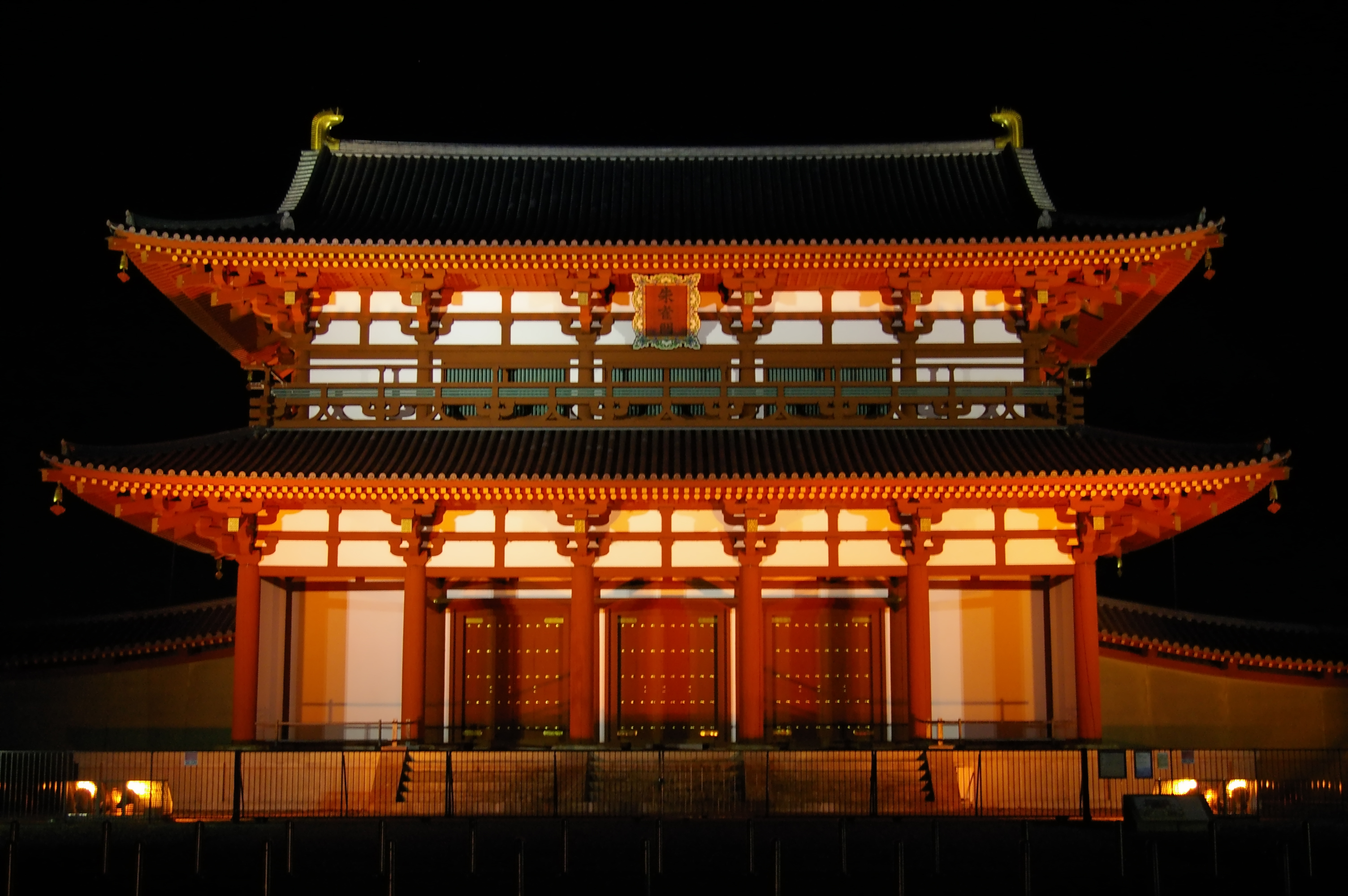
朱雀門（復元）

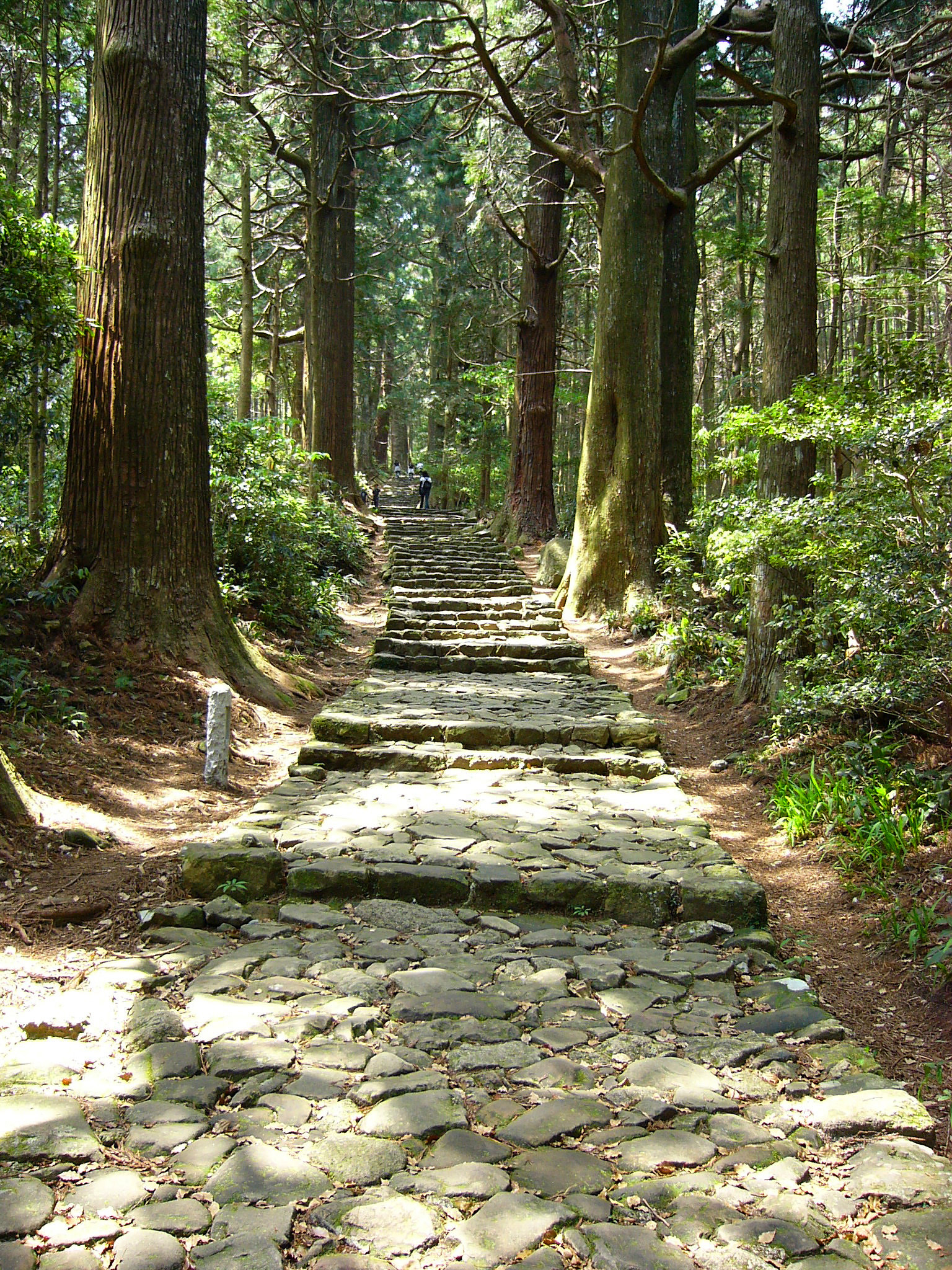
平安後期には熊野詣が流行した

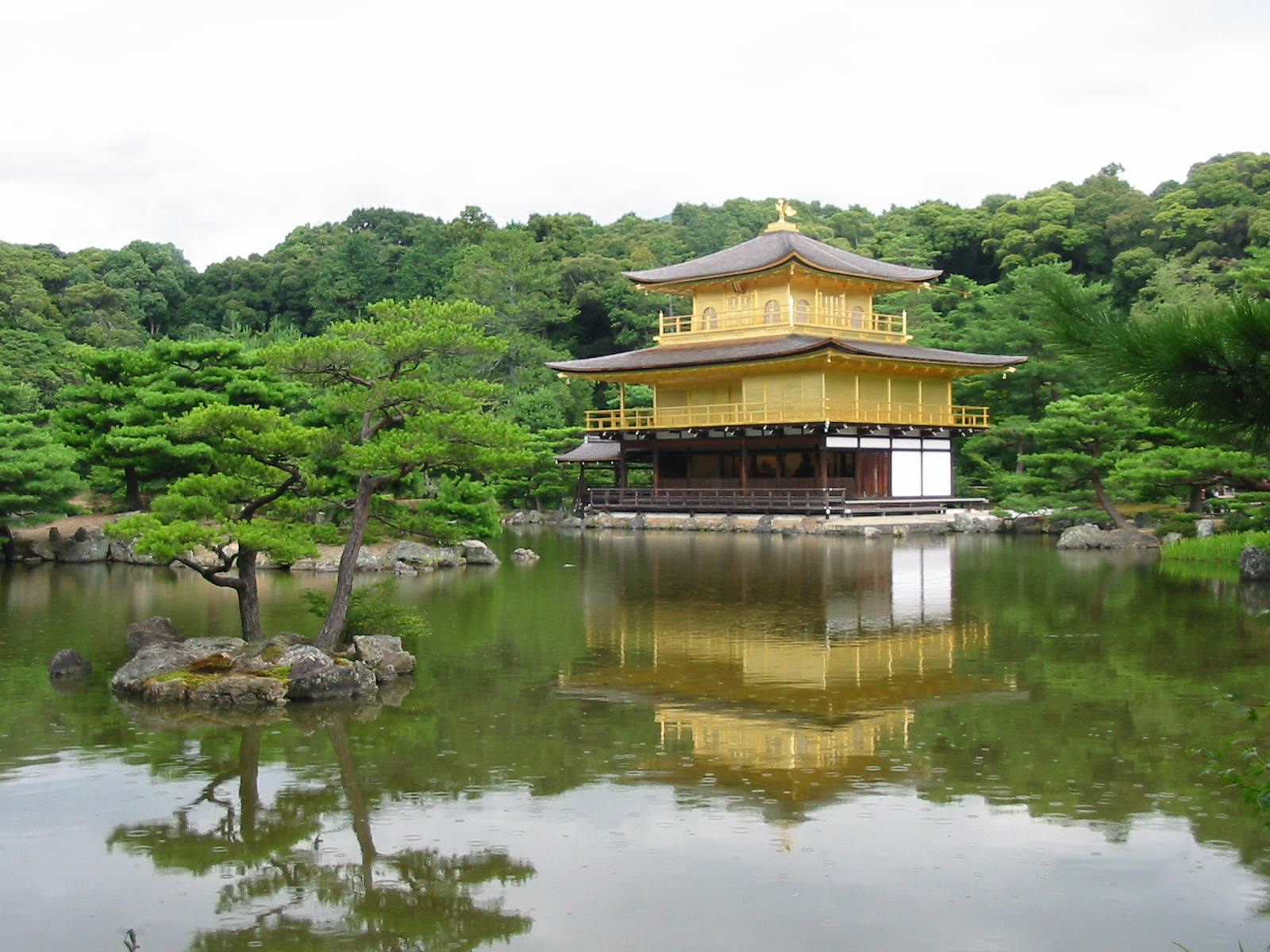
鹿苑寺金閣（1955年再建）

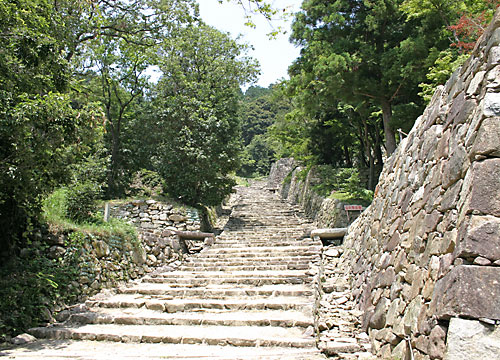
安土城

古墳時代が終わる6世紀中期頃から、王宮が奈良盆地南部の飛鳥に代々営まれるようになった。そのため古墳時代に続く時代区分を飛鳥時代という。
皇極天皇4年（645年）6月12日）に乙巳の変で蘇我入鹿が宮中で暗殺されると、孝徳天皇により大化の改新が行われ、難波高津宮以来、再び飛鳥から難波長柄豊埼宮（大阪市）への遷都が実施された。
古墳時代後期から中国大陸や百済などからの渡来人が多数来朝しており、その一部は飛鳥時代に奈良盆地や大阪平野など畿内近国にも定着したが、大化２年（646年）の改新の詔、天智天皇2年（663年）の白村江の戦いでの大敗を経て、天智天皇3年（664年）の甲子の宣で統治機構の再編が急務となり、天智５年（666年）から百済人の多くは東国へ移されて行き、僅か郷数3だけ残った集落も平安時代末期までには消滅する。
その後、天智天皇が政権を握ると、天智天皇6年（667年）に大津京（大津市）への遷都が行われた。
天武天皇元年（672年）には天智天皇の後継者争いから壬申の乱が勃発した。この古代最大の内乱は畿内を舞台に行われ、これに勝利した大海人皇子（天武天皇）は飛鳥浄御原宮（明日香村）に遷都し、中央集権的な国家造りに取り組んだ。日本史上最初の都城は難波宮であるが、天武後継の持統天皇が奈良盆地南部に営んだ藤原京は、都城制を用いたものとしては日本史上最初の都城である。
大宝元年（701年）に大宝律令が施行され、律令制が本格的に導入され始めた。律令制の地域区分である五畿七道によれば、大和国・山城国・摂津国・河内国・和泉国の5国が五畿（畿内）とされたほか、丹波国・丹後国・但馬国が山陰道に、播磨国が山陽道に、紀伊国・淡路国が南海道に、伊賀国、伊勢国、志摩国が東海道に、近江国が東山道にそれぞれ区分されていた。
和銅3年（710年）には平城京（奈良市）への遷都が行われ、以後を奈良時代という。平城京には10万人が在住したと推定されており、突如として出現した日本最初の大都市であった。
8世紀後期になると、桓武天皇によって長岡京そして平安京（京都市）への遷都が相次いで実施された。この平安遷都の延暦13年（794年）から建久3年（1192年）までを平安時代という。平安後期には平清盛が福原京（神戸市）を計画した。
平安時代を通じて、畿内近国は朝廷の統治が比較的及びやすい地域だった。例えば、9世紀後期には諸官庁の経費をまかなうための官田が畿内に4000町設定されたほか、他の地域で次第に実施されなくなった班田が畿内諸国では10世紀まで継続した。平安中期に名田制が登場すると、名田の面積を均等化した均等名が多く見られた。平安後期の荘園公領制の形成過程では、他地域よりも荘園の増加が早く進行した。

### 中世
鎌倉時代には武士による荘園・公領への侵出が著しくなったが、多くの権門（有力貴族や有力寺社）の権利が複雑に入り組む荘園・公領が汎在する畿内近国では、武士の侵出は他地域ほどとはならなかった。収入の増加を目論む権門は中国由来の農業技術や新たな農業技術の導入に努め、畿内は農業技術の先進地域となった。例えば、畿内では鎌倉時代までに早くも二毛作が実施されていた。
また一方では、商人・職人らが商業上・生産上の特権を得るために、有力寺社の神人となったり、天皇に奉仕する供御人となる動きが顕著に見られた。こうした神人・供御人らは獲得した特権を背景として座とよばれる同盟を結成し、畿内のみならず他地域に渡る広範な交易活動を展開した。
農業生産の向上と交易活動の広域化は鎌倉中期ごろから進展していき、畿内を中心に流通の活発化、銭貨の普及、そして社会の流動化をもたらすこととなった。従来の荘園領主・武士層とは異なる階層が急速に経済力・政治力を持ち始め、彼らは悪党と呼ばれた。後醍醐天皇の倒幕運動に呼応した楠木正成も悪党の一人だったと考えられている。
悪党の台頭は社会構造の流動化を加速させ、従来は荘園領主・国衙・武士に支配されるのみであった村落が、自検断権を持ち領主と対等に交渉しうる惣村へと発達した。室町時代当時、惣村だけではなく、神人・供御人として広範な商業活動を行っていた土倉・馬借らや、在地武士層である国人らも高い自立性を有していた。その帰結の一つとして、15世紀前期から土一揆・徳政一揆・惣国一揆が発生した。こうした自立性・自主性の高さから、戦国時代になっても他地域のように戦国大名による一円的な支配は行われず、織田信長・豊臣秀吉の出現を待つことになる。
南北朝以降勘合貿易や南蛮貿易の拠点であった堺は、会合衆と呼ばれた有力商人らによる自治都市として栄え、「東洋のベニス」とも称された。しかし織田信長・豊臣秀吉の支配下で都市は解体され、商人の多くは古代から港湾都市である大坂へ移住させられた。

### 近世

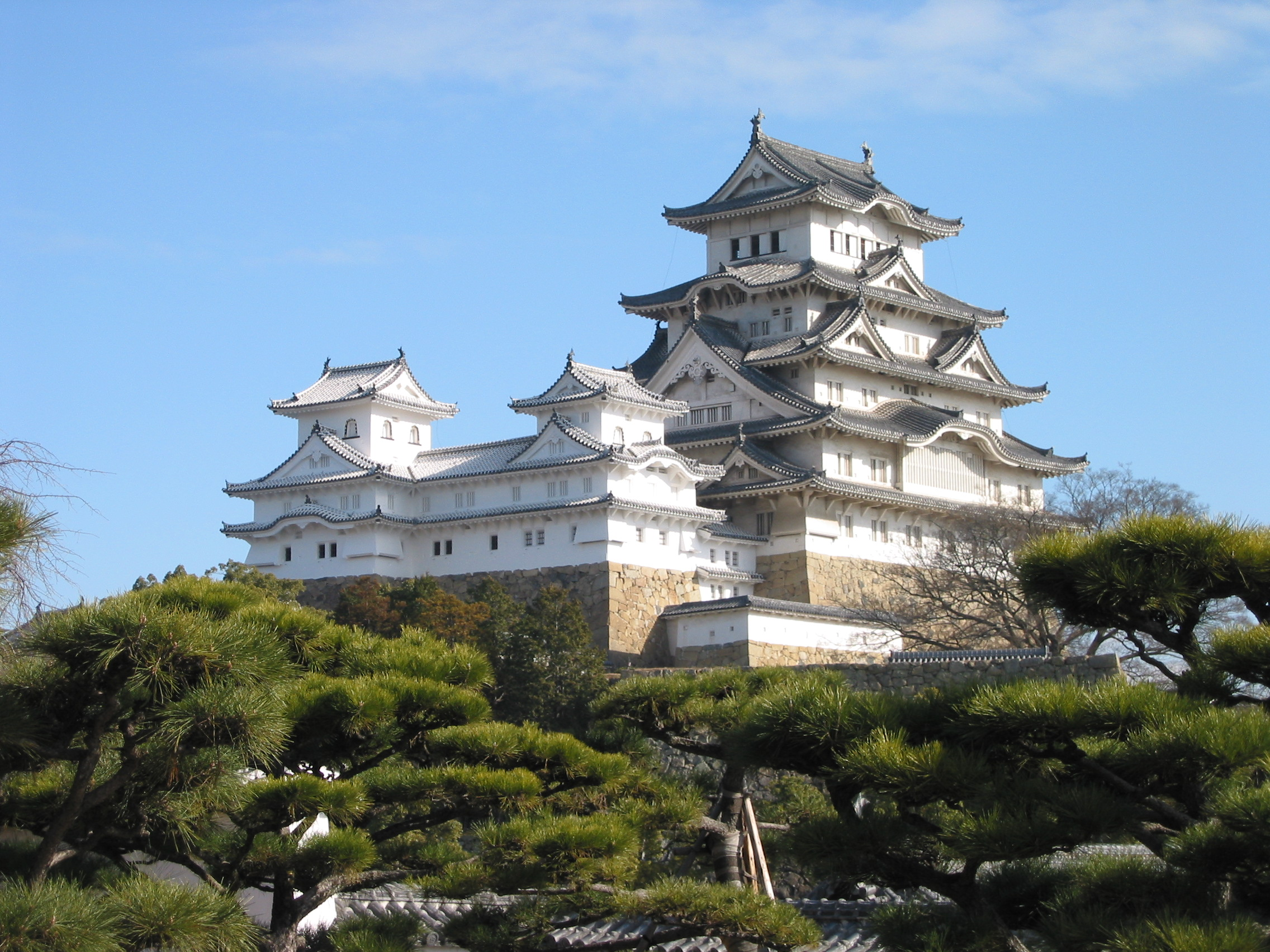
姫路城

江戸時代になると政治の中心は江戸へ移ったものの、京と大坂を中心とする「上方」は依然文化・経済の先進地域として繁栄した。西廻り航路を通じて日本海沿岸から瀬戸内海沿岸の物資が集積する大坂は「天下の台所」と呼ばれる日本最大の商都に成長し、その経済力を背景に元禄文化が開花する。井原西鶴や近松門左衛門、
坂田藤十郎などがその代表的人物である。また伊勢国と近江国からは有能な商人が輩出され、「伊勢商人」「近江商人」として名を馳せた。
江戸後期には江戸でも町人文化が成熟し、江戸っ子意識が確立する（化政文化）。それに伴い、江戸町人と上方町人との間で文化対立意識が生じるようになり、ステレオタイプな「関西人」（当時の呼称は「上方者」「上方衆」）像が形成され始める。また大坂を中心とする地域が「関西」と呼ばれるようになるのもこの頃からである。
近畿地方における有力な藩としては、徳川御三家の紀州藩（紀州徳川家、56万石）や彦根藩（井伊家、35万石）や姫路藩（池田家、52万石）や津藩（藤堂家、32万石）などがあった。紀州藩は西日本の鎮として睨みを利かせ、彦根藩は中山道沿線を領地として京都に対する備えとして、姫路藩は瀬戸内海に面する山陽道沿いを領地とし西国に対する備えとして、配置されていた。3藩とも幕府にとって重要な存在であったため、居城の和歌山城と彦根城と姫路城は大きな規模を誇っている。
光格天皇によって行われた朝廷権威の復権の取り組みを経て、幕藩体制が揺らいだ幕末には朝廷の地位が向上し、京都が一時的に政治的拠点としての機能を持った。幕府最後の将軍である徳川慶喜は一度も江戸に居住せず、二条城で大政奉還が行われた。

### 近現代

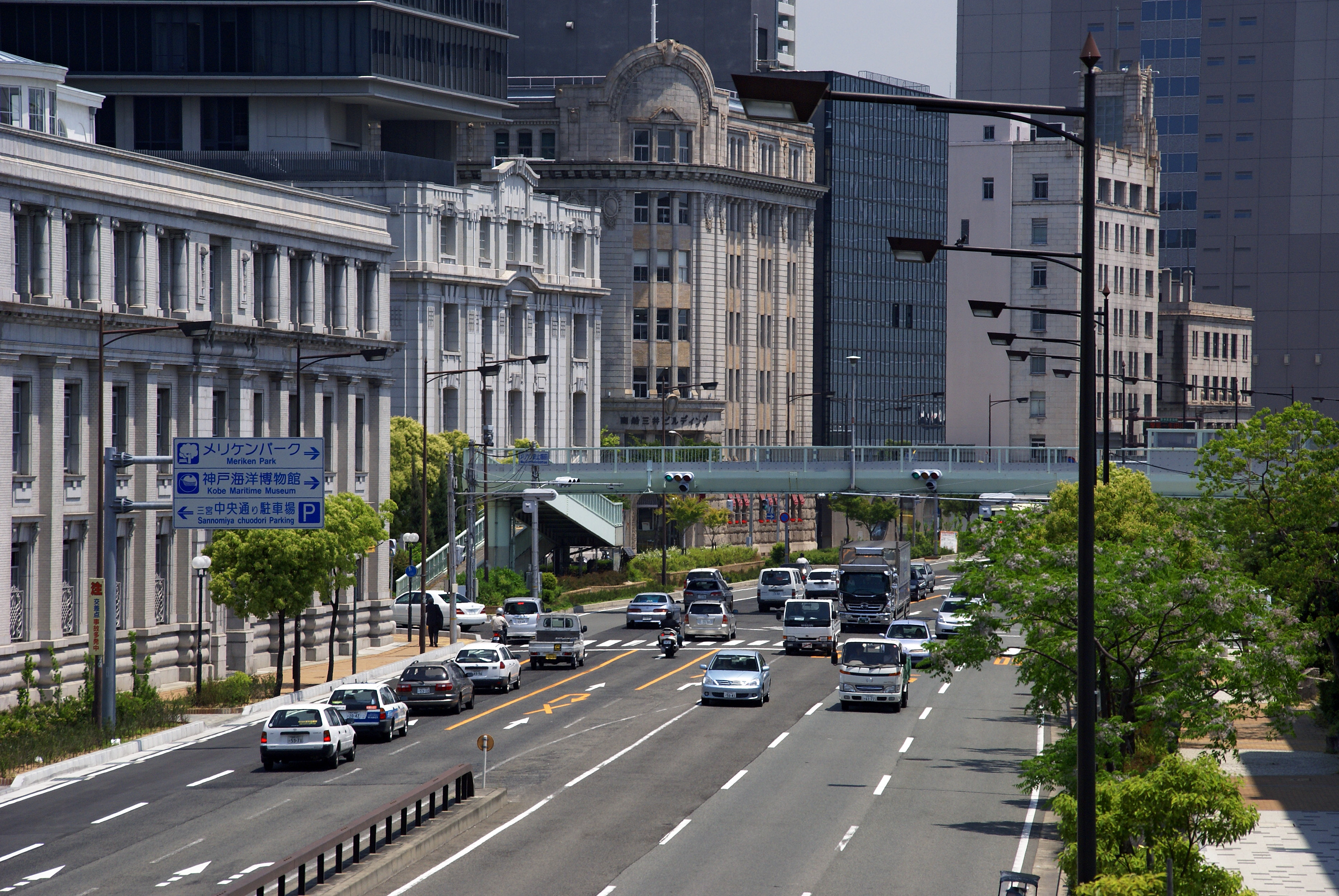
神戸旧居留地

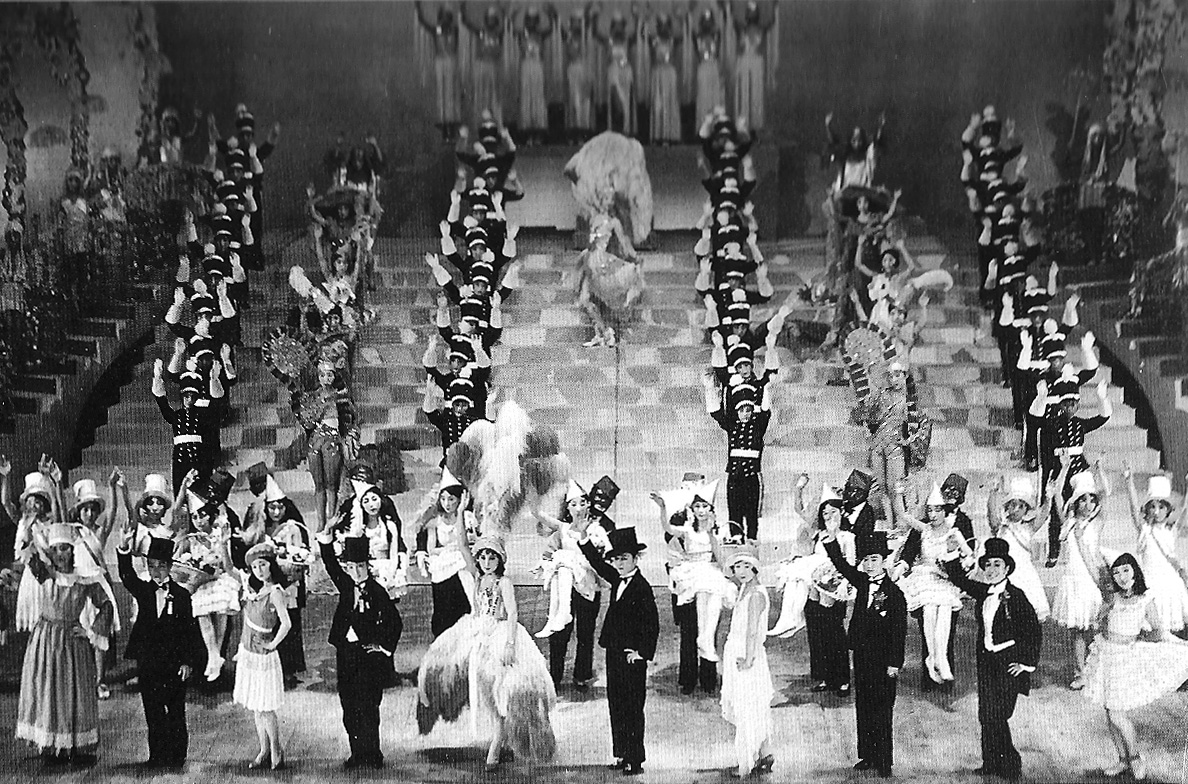
宝塚歌劇団

明治維新を迎えると、天皇は京都御所を出て江戸に移ることとなった（東京行幸・東京奠都）。江戸は東京と改名され、国家機関も東京に置かれた。人材・産業の流出など畿内では衰亡の危機も危惧されたが、1897年（明治 30年）の京都帝国大学（現京都大学）の創立を初めとして、文化の拠点として復興が行われた。大阪に改称された大坂は、一時は大名貸しの破綻による経済後退もあったが、引き続き日本経済の中心地となり、やがて「東洋のマンチェスター」と呼ばれる一大工業拠点にもなった。幕末に海軍操練所が置かれて維新直前に開港した神戸は明治20年代末には東洋最大の港湾都市へと発展する。
廃藩置県では、一時堺県・大阪府に統合された奈良県が1887年に再分割された時点で、現在の大阪府、京都府、兵庫県、和歌山県、奈良県、滋賀県、三重県の枠組みが形成された。1876年（明治9年）8月から1881年2月まで嶺南地方（現在の福井県南部）が滋賀県に編入されたこともあった。
交通面では、近畿地方各地を結ぶ鉄道が官民両者によって建設されるが、京阪神の都市間では電鉄会社が中心となって鉄道整備や多角化事業を活発に競い合い、近畿地方は長年「私鉄王国」と呼ばれることとなった。軍事面では、日本海沿岸の舞鶴に海軍の拠点（舞鶴鎮守府）が置かれた。
明治時代、東京にあった明治政府による藩債処分などの影響で大きな打撃を与えられた大阪であったが、明治20年代末以降は京阪神に富裕層が集まり、関東大震災による東京の一時的な衰退もあって、昭和初期まで東京に並ぶ日本の文化・経済の拠点として多くの文化人・経済人を輩出した（阪神間モダニズム）。しかし東京は短期間に復興し、特に昭和10年代に戦時体制がとられてからは有力企業や資本家の東京への移動が始まる。
大阪・神戸を中心に太平洋戦争による戦災を受けるも、高度経済成長期には1963年7月に名神高速道路が開通、1964年10月に東海道新幹線が開通し、1970年に日本万国博覧会（大阪万博）が開かれ、1970年代に神戸港が世界一のコンテナ港となるなど復興を遂げた。
1995年1月に阪神・淡路大震災が発生し阪神間に大きな被害を受け、特に震源に近い神戸市の市街地の被害は甚大で、コンクリート都市での災害として日本国内に留まらず世界中に衝撃を与えた。

## 文化

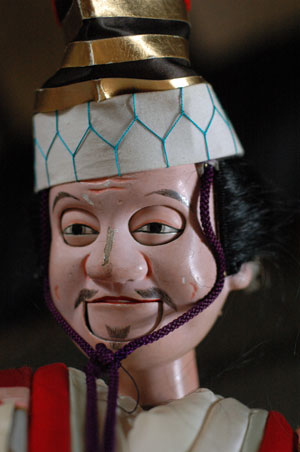
文楽

縄文時代以前は東日本や九州地方に比べ遺跡や出土品が少ない。
しかし、古墳時代からは稲作の発達と共に人口が増加し、日本文化の中心として活発な文化活動が行われ始め、現在も数多くの伝統芸能や文化財が継承されている。そのため、国宝・重要文化財の約6割、人間国宝の約3割、日本の世界文化遺産の19件中6件（法隆寺地域の仏教建造物・姫路城・古都京都の文化財・古都奈良の文化財・紀伊山地の霊場と参詣道・百舌鳥・古市古墳群）が国土面積7%の近畿地方に集中している。ことに京都や奈良は古都として名高く、国内外から多くの観光客を集める。
江戸時代の上方では、町人層の豊かな経済力を背景に元禄文化（上方文化）が花開いた。大衆演芸が活発に行われ、上方歌舞伎や文楽、上方落語などが発展した。近代には漫才が発達し、大阪はお笑いの拠点となった。町人主体の地域柄、大坂では合理主義的で実と本音を重んずる気風が育まれ、理想主義的で名と建前を重んずる武士主体の江戸の気風と比較された。現在でも大阪の気風や文化は東京側から特異なものとして誇張して捉えられることがあり、また関西全体がそうした大阪のイメージで一括りにされることもある。ステレオタイプな大阪・関西像についてはこちらも参照。

### 年中行事

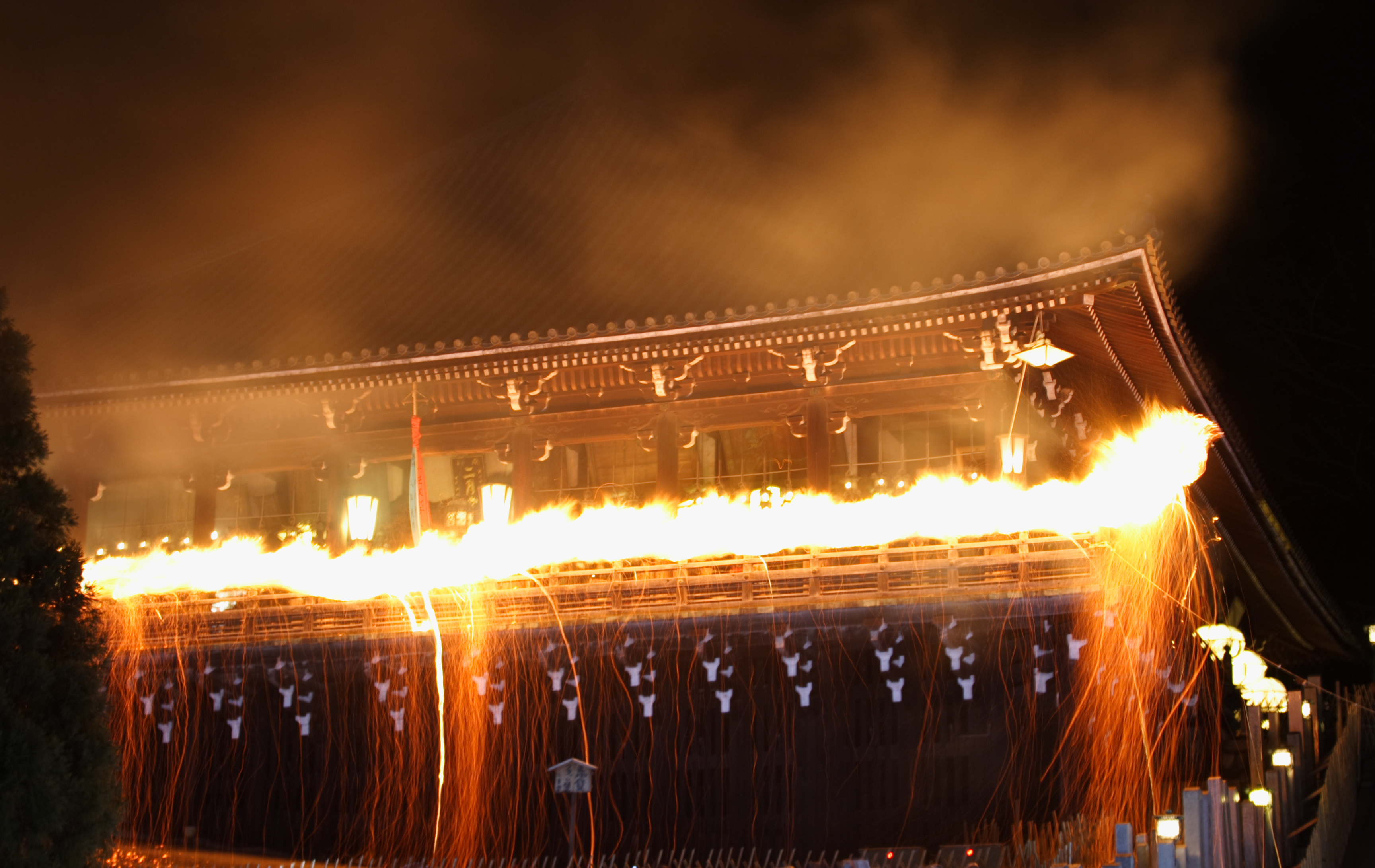
お松明

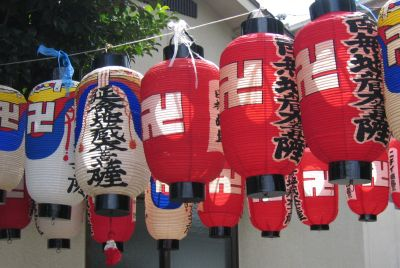
地蔵盆

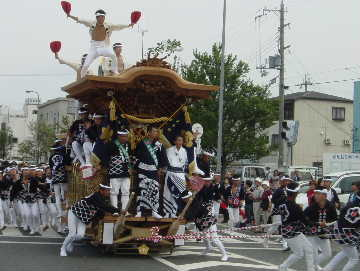
岸和田だんじり祭

- 正月 - 雑煮は白味噌仕立てに丸餅が主流。初詣は例年伏見稲荷神社・住吉大社・生田神社が人気。
- 十日えびす（1月10日ごろ） - 西宮神社では「開門神事福男選び」が行われる。
- 若草山山焼き（1月中旬）
- 節分 - 豆撒き・節分お化けのほかに恵方巻の風習がある。
- 東大寺のお水取り（3月上旬） - 「お松明」とも。関西に春の訪れを告げる行事。
- 雛祭り - 古式に則り、男雛を右側に飾る。
- 十三詣り（4月13日）
- 納涼床（5月〜9月）
- 葵祭（5月）
- 祇園祭（7月）
- 教祖祭PL花火芸術（8月1日） - 世界最大級の花火大会。
- 大阪三大夏祭り - 愛染まつり・天神祭・住吉祭
- なら燈花会（8月上旬）
- 五山送り火（8月16日）
- 地蔵盆（8月下旬）
- 地車（だんじり）（9月ごろ）
- 時代祭（10月）
- 播州の秋祭り、灘のけんか祭り（10月14・15日）
- 鞍馬の火祭（10月22日）
- えびす講（10月下旬または11月下旬）
- 正倉院展（10月下旬〜11月上旬）
- 大根焚き（12月上旬ごろ）
- 神戸ルミナリエ（12月中旬）
- 春日若宮おん祭（12月17・18日）

### 食文化

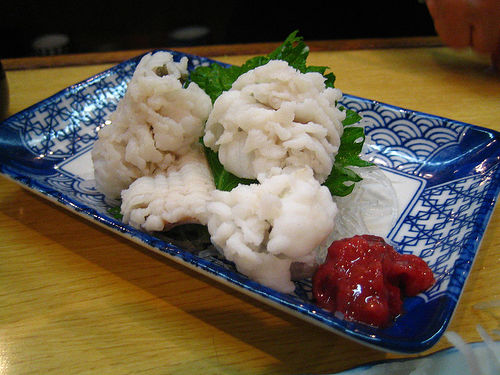
夏の味覚鱧

近畿地方の伝統的な食文化は、ダシの旨みが好まれ、関東地方に比べて薄味なのが特徴である。北前船によって蝦夷地からもたらされた昆布、播磨国龍野で考案されたうすくち醤油、宮中と関わりの深い白味噌（西京味噌）が伝統的に多用される。盆地で新鮮な海産物に恵まれなかった京都では京野菜や乾物を活かした京料理が発達した。海運を通じて食材の集積地となった大阪では様々な食文化が花開き、「京の着倒れ、大阪の食い倒れ」という諺が生まれた。現代ではたこ焼きやお好み焼きなどのこなもんと呼ばれるB級グルメも名物である。
「関西風（上方風）」と「関東風（江戸風）」の食文化の違いは近世からたびたび話題となってきた。蕎麦を好む東京に対してうどんを好む関西（出石など蕎麦が名物の地域もある）、鰻の蒲焼が背開きで蒸し焼きの関東風に対して腹開きで蒸さない関西風、握り寿司主流の江戸前寿司と押し寿司主流の関西寿司、桜餅の長命寺餅（関東）と道明寺餅（関西）など。東西で呼び名が異なる食べ物の例には「お造り」「関東煮」「フレッシュ」「サンライズ（神戸など）」「ぜんざい」「たぬき（大阪と京都でも異なる）」「豚まん」「飛竜頭」「ミンチカツ」「冷麺」「回転焼・太閤饅頭」などがある。
その他の近畿地方の食文化の特色としては、但馬牛（神戸牛）・松阪牛・近江牛といった和牛の産地を多く抱えて牛肉の消費量が多いこと、比較的洋食指向が強く大津市・京都市・神戸市を筆頭にパンや牛乳の消費が多いこと、一方で京都府や奈良県は日本茶の消費量が多いこと、灘五郷や伏見など日本酒の一大産地であることなどが挙げられる。また、名古屋めしの代表格とされる味噌かつや天むすは三重県津市が発祥の地である。

### 方言
中国方言に分類される但馬弁と丹後弁を除き、近畿地方の方言は近畿方言に分類される。近畿方言のうち、特に京阪神を中心に話されている方言は、俗に「関西弁」と呼ばれる。近畿方言は京言葉を中心に発展し、江戸時代に江戸言葉が台頭するまで事実上の共通語であった。現代では京言葉に代わって大阪弁が近畿方言の中核的な位置を占め、漫才などを通じて全国的にも知名度が高い。近畿地方は方言主流社会であり、方言に対して強い愛着を持つ住民が多いが、他地方と同様、社会の変化と共通語の普及によって伝統的な方言は衰退が進んでいる。また、近畿地方各地の様々な方言が関西共通語とも言うべきものに均質化する傾向もある。

### 教育

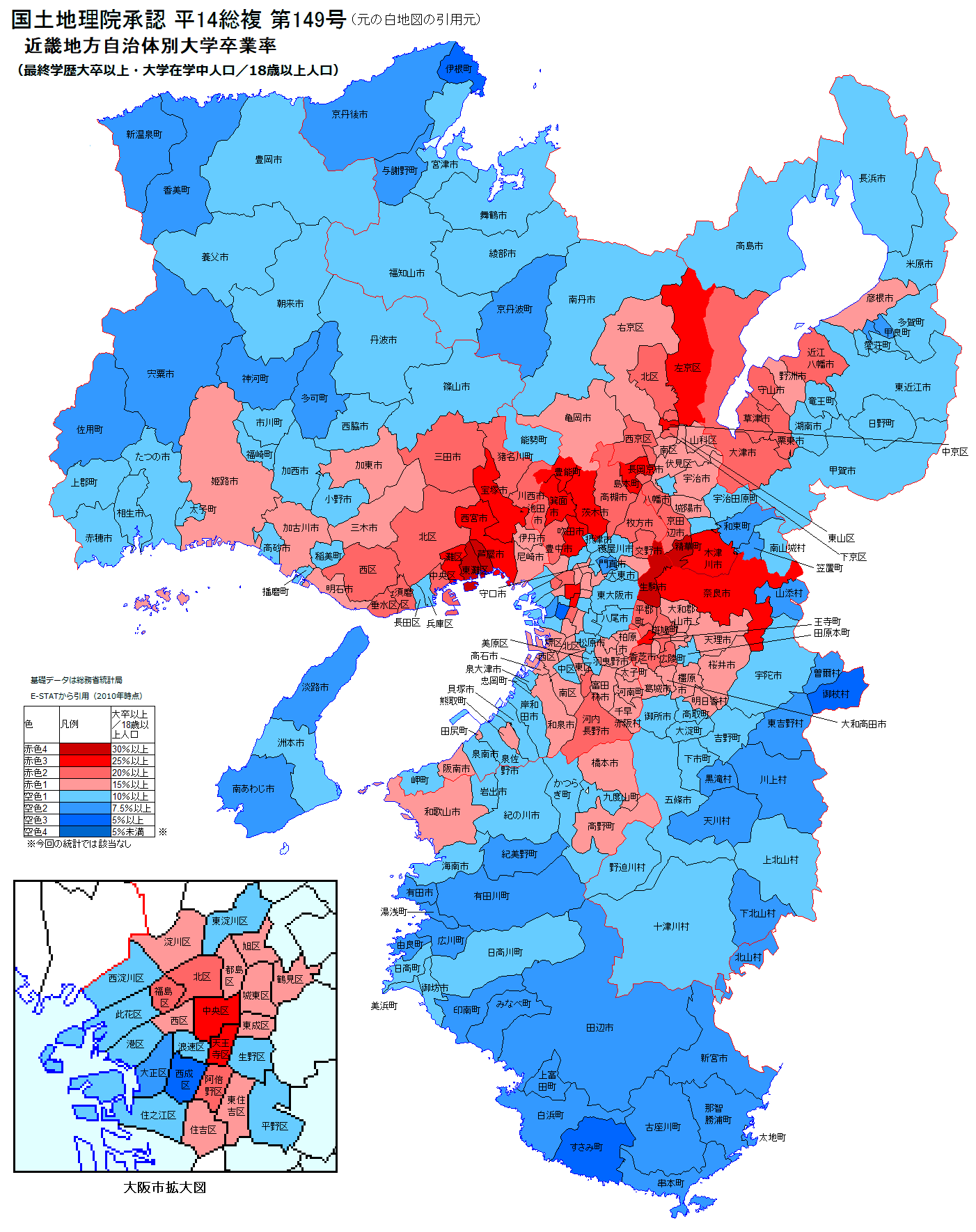
近畿地方の大卒率（自治体別）

首都圏と同じく都市部（大阪市、神戸市、京都市、奈良市等周辺）での高等教育は非常に充実している。

### スポーツ
野球
- 日本プロ野球
  - 阪神タイガース
  - オリックス・バファローズ
- 日本高等学校野球連盟（高校野球）
  - 選抜高等学校野球大会（春の甲子園大会）

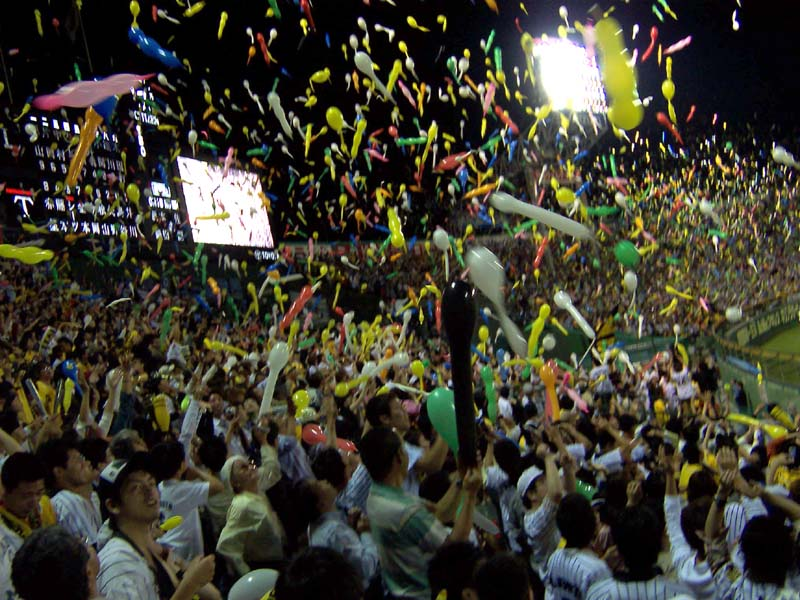
阪神ファン

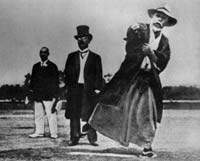
第一回全国中等学校優勝野球大会始球式

  - 全国高等学校野球選手権大会（夏の甲子園大会）
- 近畿学生野球連盟
- 関西学生野球連盟
- 関西六大学野球連盟
- 日本海オセアンリーグ
  - 滋賀GOブラックス
- 関西独立リーグ
  - 大阪ゼロロクブルズ
  - 兵庫ブレイバーズ
  - 和歌山ウェイブス
  - 堺シュライクス
  - 淡路島ウォリアーズ

サッカー
- 日本プロサッカーリーグ（Jリーグ）
  - ガンバ大阪
  - セレッソ大阪
  - FC大阪
  - 奈良クラブ
  - 京都サンガF.C.
  - ヴィッセル神戸
- 日本フットボールリーグ（JFL）
  - レイラック滋賀FC
  - ヴィアティン三重
  - アトレチコ鈴鹿クラブ
- 日本女子プロサッカーリーグ（WEリーグ）
  - セレッソ大阪ヤンマーレディース
  - INAC神戸レオネッサ
- 日本女子サッカーリーグ（なでしこリーグ）
  - スペランツァFC大阪高槻
  - ASハリマアルビオン
- 関西サッカーリーグ
- 関西学生サッカーリーグ

バスケットボール
- ジャパン・プロフェッショナル・バスケットボールリーグ

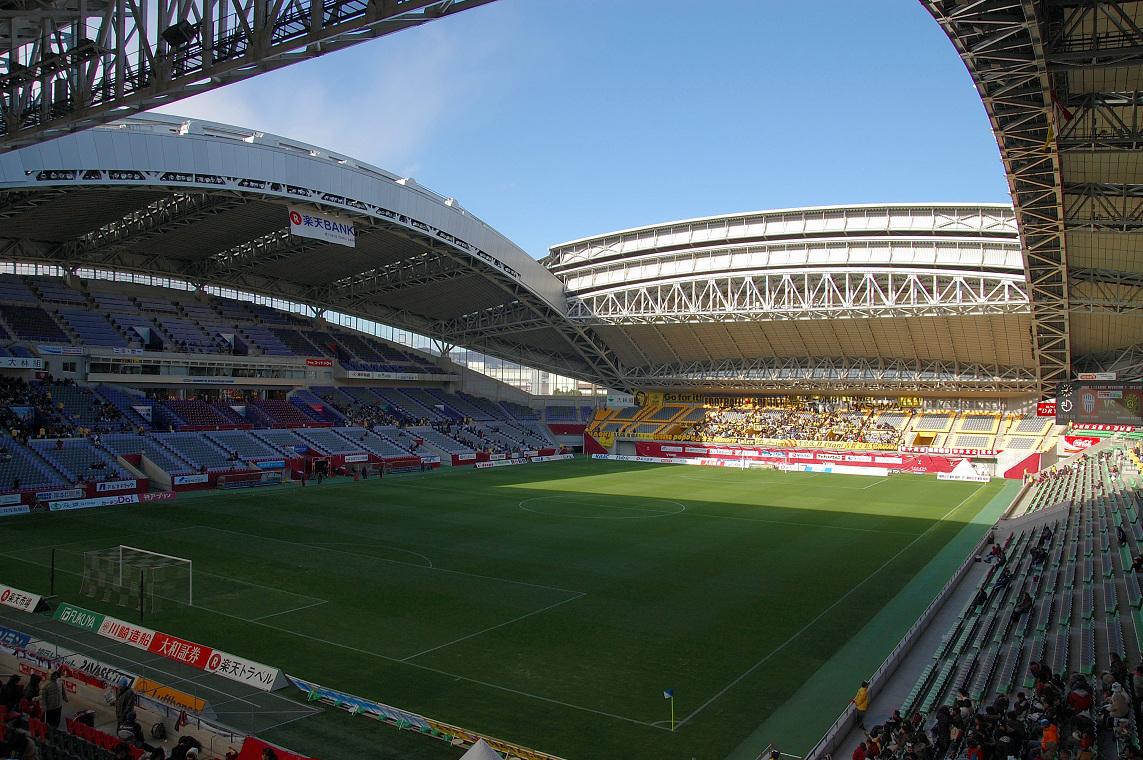
御崎公園球技場
（ノエビアスタジアム神戸）

  - 大阪エヴェッサ
  - 滋賀レイクスターズ
  - 京都ハンナリーズ
  - バンビシャス奈良
  - 神戸ストークス
- ジャパン・バスケットボールリーグ
  - ヴィアティン三重バスケットボール

バレーボール
- V.LEAGUE
  - サントリーサンバーズ（男子）
  - パナソニック・パンサーズ（男子）
  - 堺ブレイザーズ（男子）
  - 東レ・アローズ（女子）
  - JTマーヴェラス（女子）
  - 久光製薬スプリングス（女子）

ラグビー
- ジャパンラグビーリーグワン
  - コベルコ神戸スティーラーズ
  - NTTドコモレッドハリケーンズ大阪
  - 花園近鉄ライナーズ
  - 三重ホンダヒート
- 関西ラグビーフットボール協会
  - トップウェスト
  - 関西大学ラグビーフットボールリーグ
  - 全国高等学校ラグビーフットボール大会

アメリカンフットボール
- Xリーグ
  - パナソニック インパルス
  - アサヒ飲料チャレンジャーズ
  - アズワンブラックイーグルス
  - エレコム神戸ファイニーズ
  - ゴールデンファイターズ
  - 西宮ブルーインズ
  - 富士ゼロックスJ-Stars
- 関西学生アメリカンフットボール連盟
  - 甲子園ボウル
  - ニューエラボウル
- えびすボウル
- プライベートリーグ

フットサル
- 日本フットサルリーグ（Fリーグ）
  - シュライカー大阪
  - デウソン神戸

主な競技場
- 阪神甲子園球場
- 京セラドーム大阪
- ほっともっとフィールド神戸
- 京都市西京極総合運動公園野球場
- 西京極総合運動公園陸上競技場兼球技場
- サンガスタジアム by KYOCERA
- 万博記念競技場
- 市立吹田サッカースタジアム
- ヤンマースタジアム長居
- キンチョウスタジアム
- 神戸総合運動公園ユニバー記念競技場
- ノエビアスタジアム神戸
- 東大阪市花園ラグビー場
- 奈良市鴻ノ池陸上競技場

### テーマパーク
- ユニバーサル・スタジオ・ジャパン（大阪府）
- ナガシマスパーランド（三重県）
- ともいきの国 伊勢忍者キングダム（三重県）
- 志摩スペイン村（三重県）
- 鈴鹿サーキット（三重県）

## 交通

### 交通史
畿内は、古墳時代から日本の政治的中心であり続けた地域であり、律令時代には畿内を中心とした放射状交通網（東方の東海道、北東の東山道、北方の北陸道、北西の山陰道、西方の山陽道、南方の南海道）が整備された。江戸時代になると、京都を中心にして、東には東海道と中山道（途中、草津宿で分岐）が、西には西国街道が整備された。明治時代になると、大阪市（点）を中心にした放射状交通網が整備され、現在に至っている。

### 幹線交通網
明治以後の近畿地方の交通網は、概ね大阪を中心にした放射状幹線が整備されている。幹線ルートは、東海道・中山道ルート、北陸道ルート、南紀ルート、四国ルート、山陽道ルート、山陰道ルートに大きく分けられる。

### 鉄道

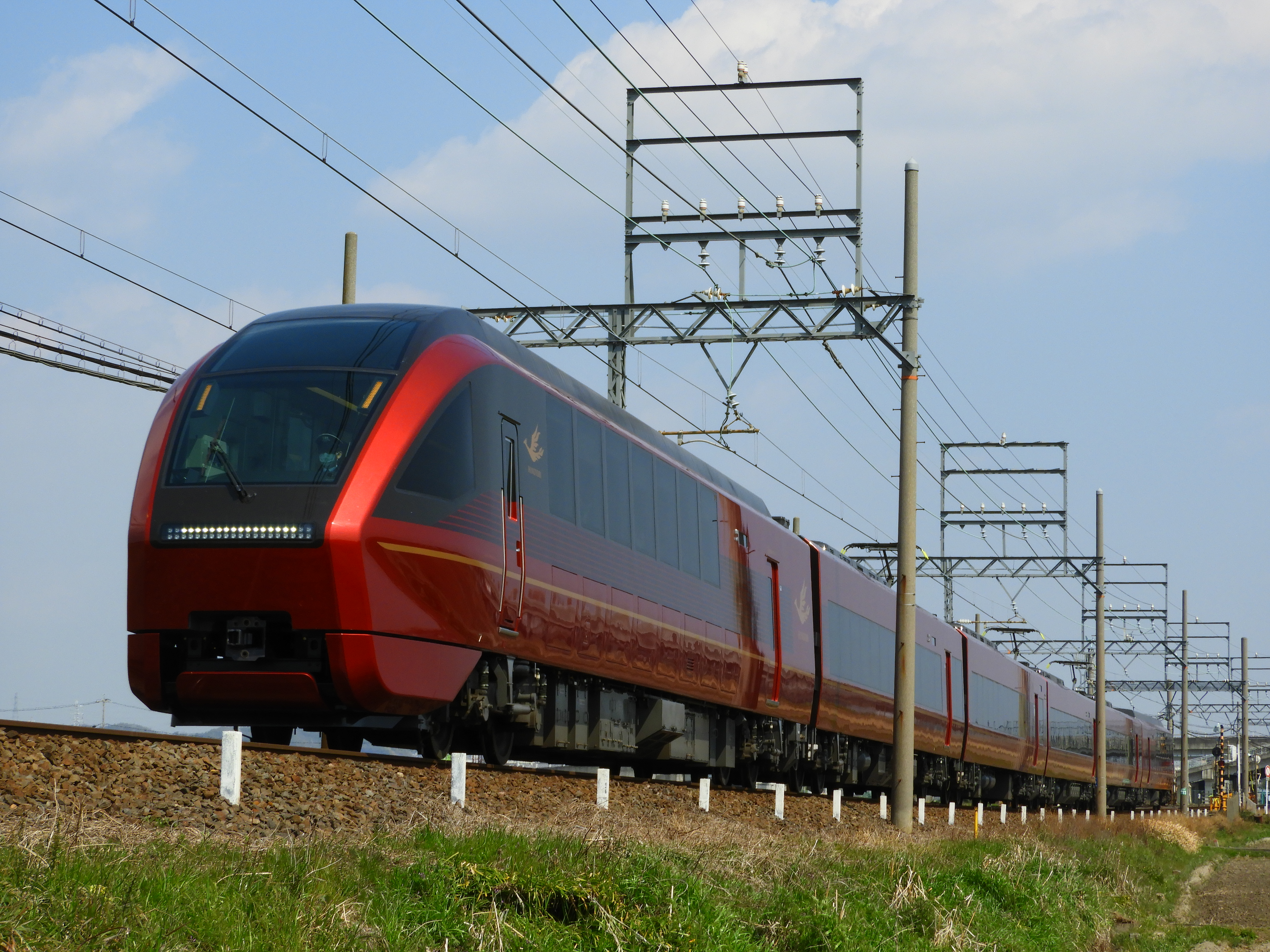
近鉄（近鉄特急）
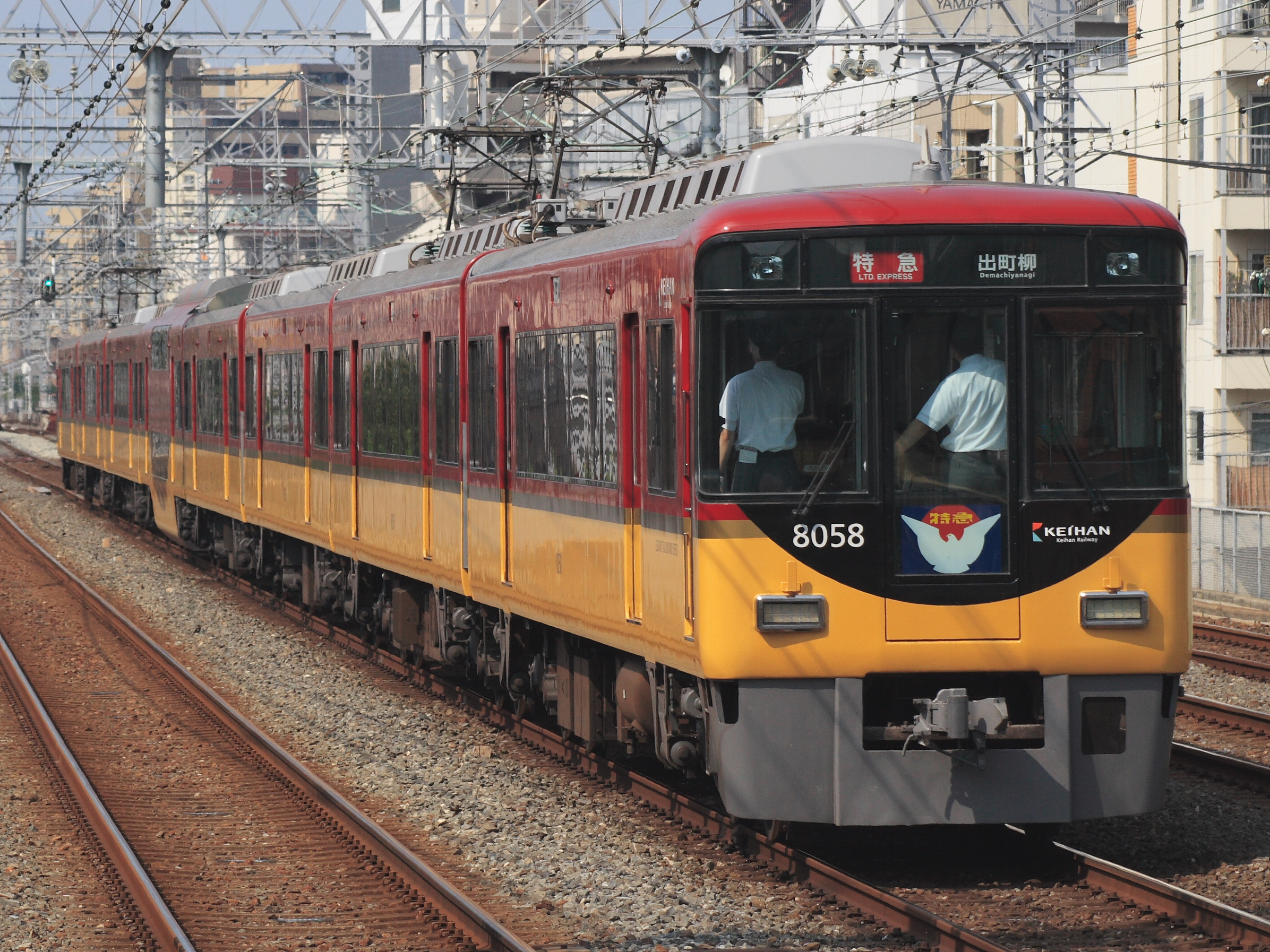
京阪（京阪特急）
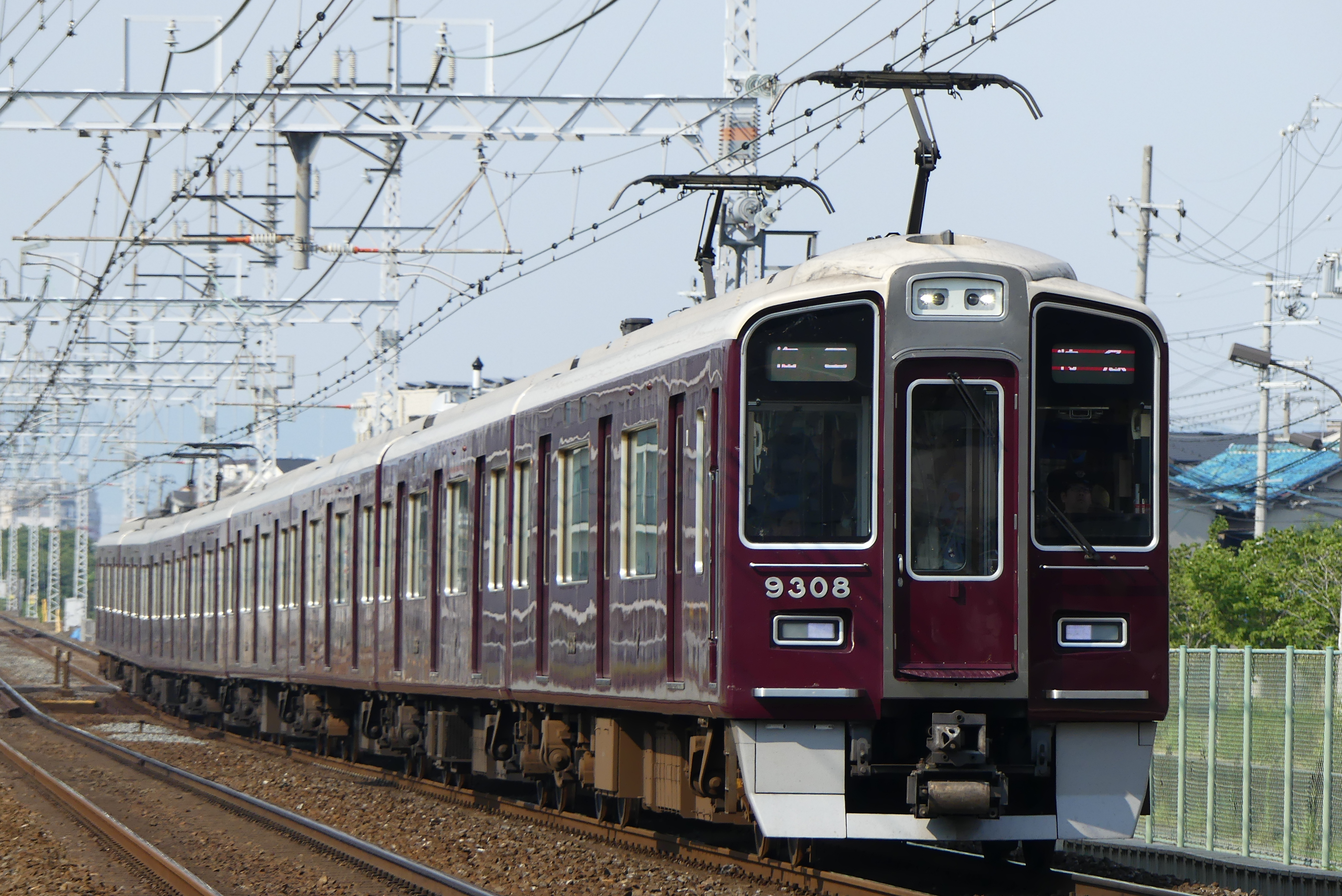
阪急
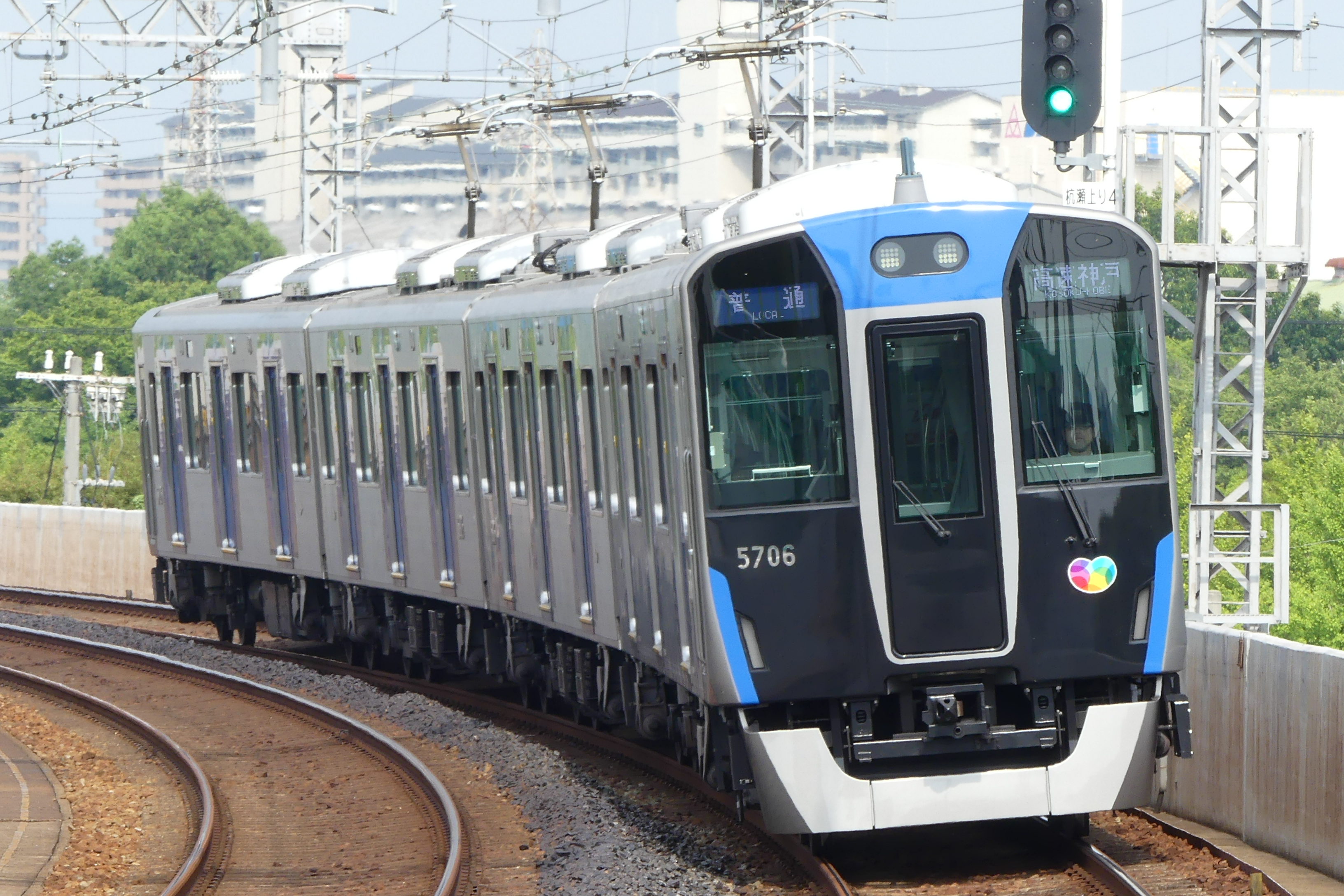
阪神
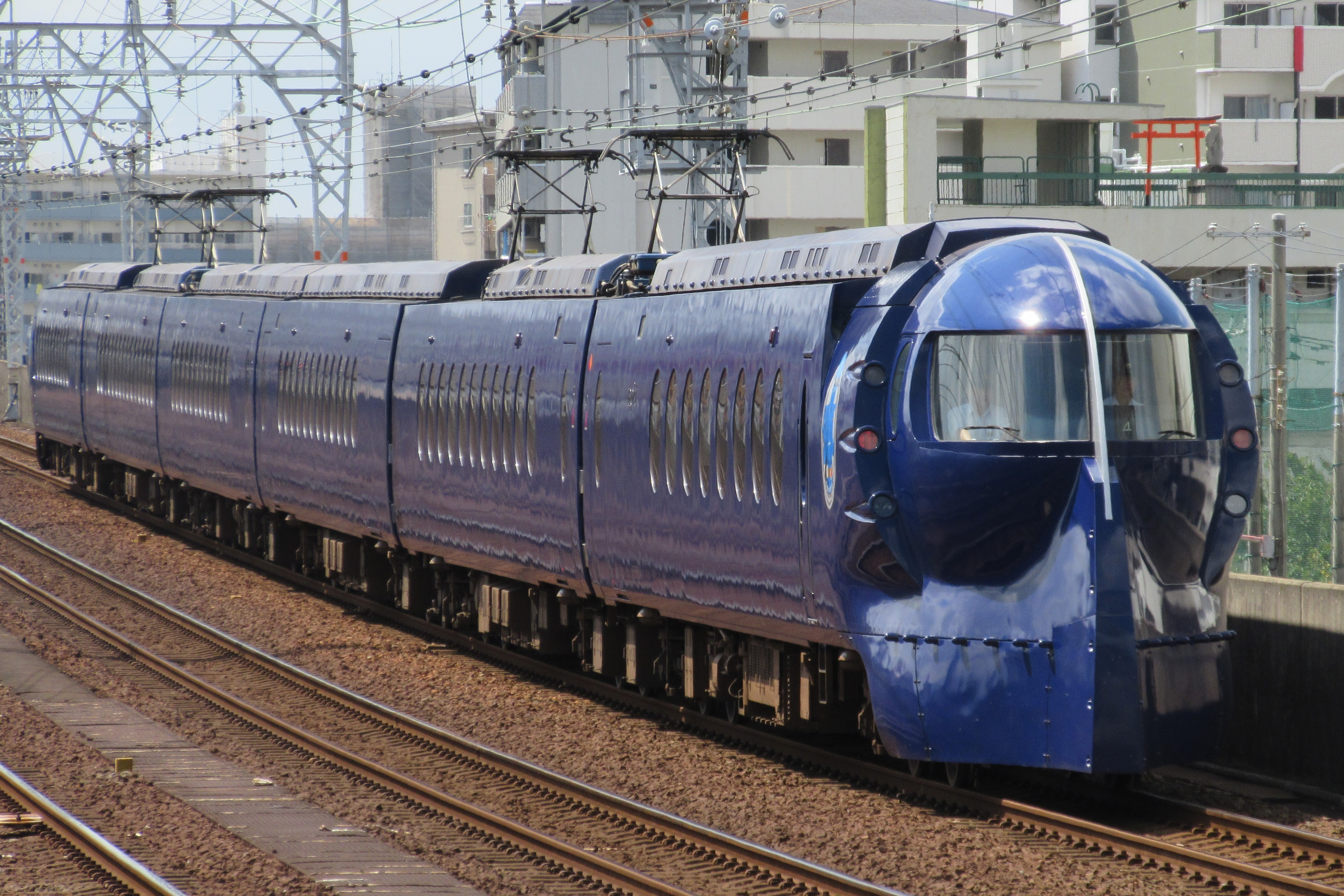
南海（rapi:t）

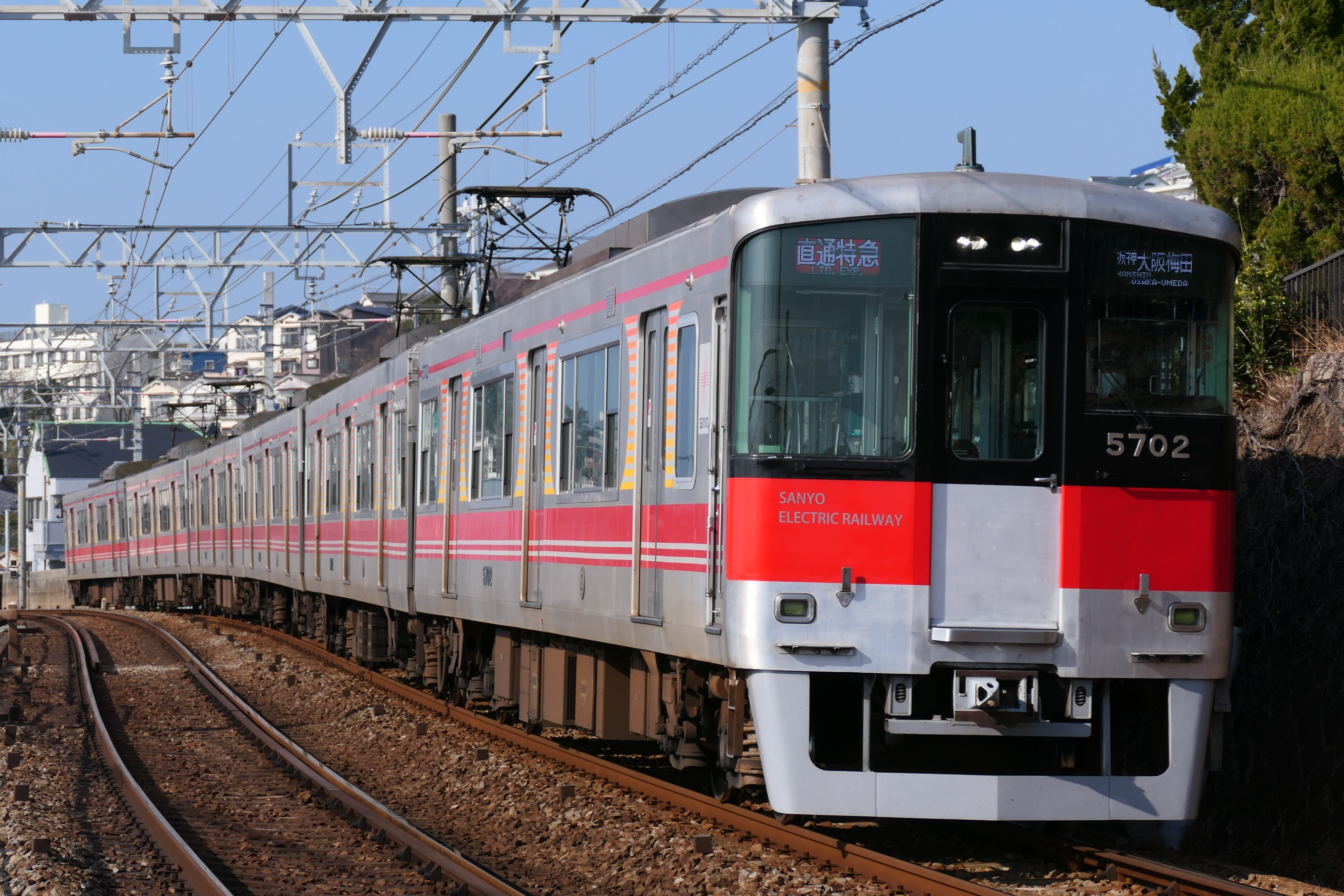
山陽電気鉄道
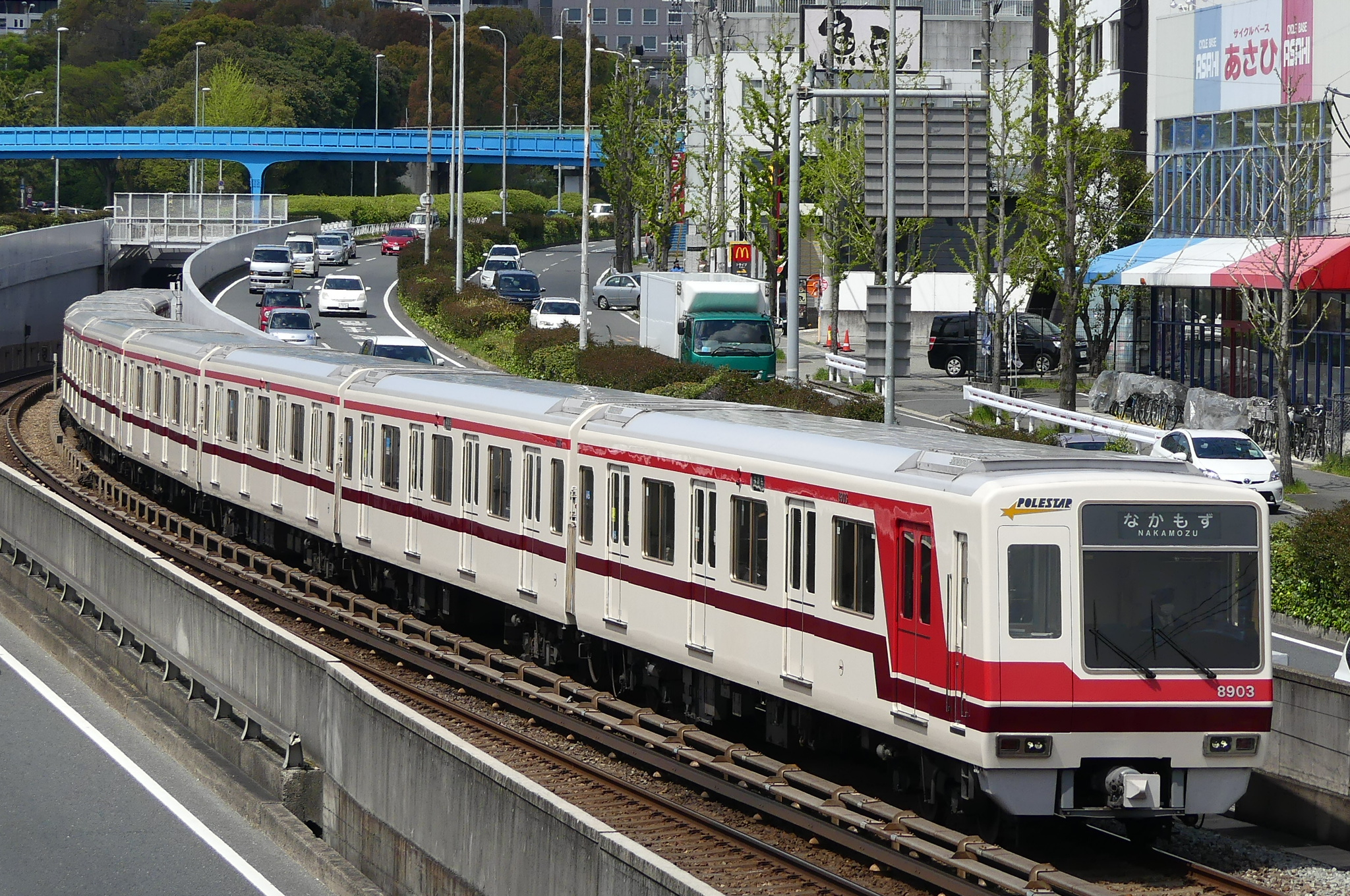
北大阪急行電鉄

近畿地方の中心は平野が細長い地形であり、散在する各中心都市間を結ぶ性格も併せて、同じ方向に2つ以上の事業者（JRと私鉄）の路線が並行したり、近接していることが多い。これらの都市間及び近郊からの通勤利用が多く、大阪圏は東京圏に次ぐ運行本数・利用者数となっており、特別料金不要の転換クロスシートも広く普及している。なお、関西私鉄の通称として「〜線」ではなく「〜電車」が使われる（例：阪急電車、京阪電車）。なお、大阪における鉄道の大動脈はJRの大阪環状線ではなく、新大阪・梅田・難波・天王寺などを結ぶOsaka Metro御堂筋線が担っており、関西大手私鉄の幹線は基本的に御堂筋線と接続している。
近畿地方外からの長距離需要としては主として、中部・関東方面を結ぶ東海道新幹線、中国・九州方面を結ぶ山陽新幹線、名古屋方面を結ぶ近畿日本鉄道の名阪特急などがある。
西日本旅客鉄道（JR西日本）

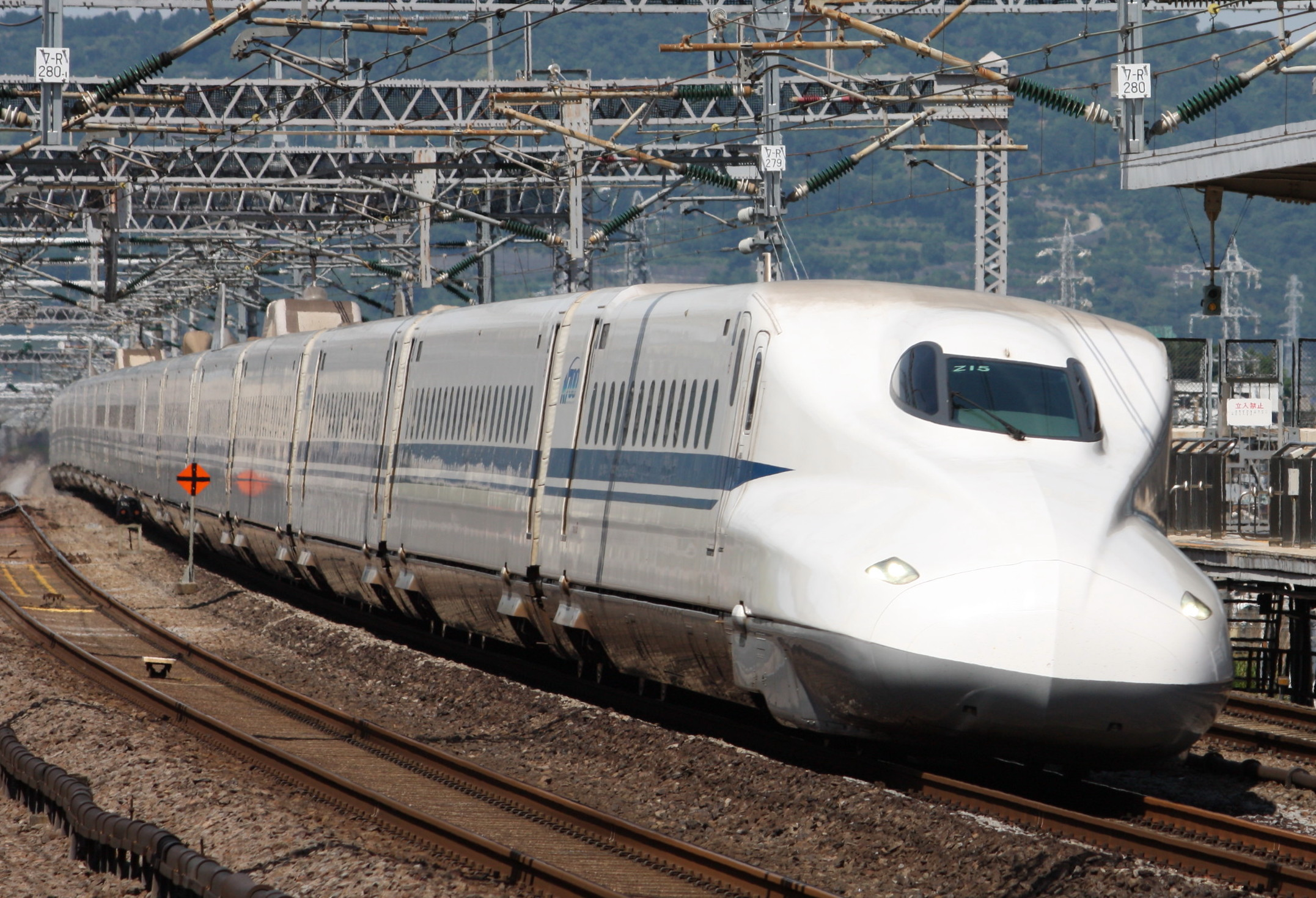
山陽新幹線
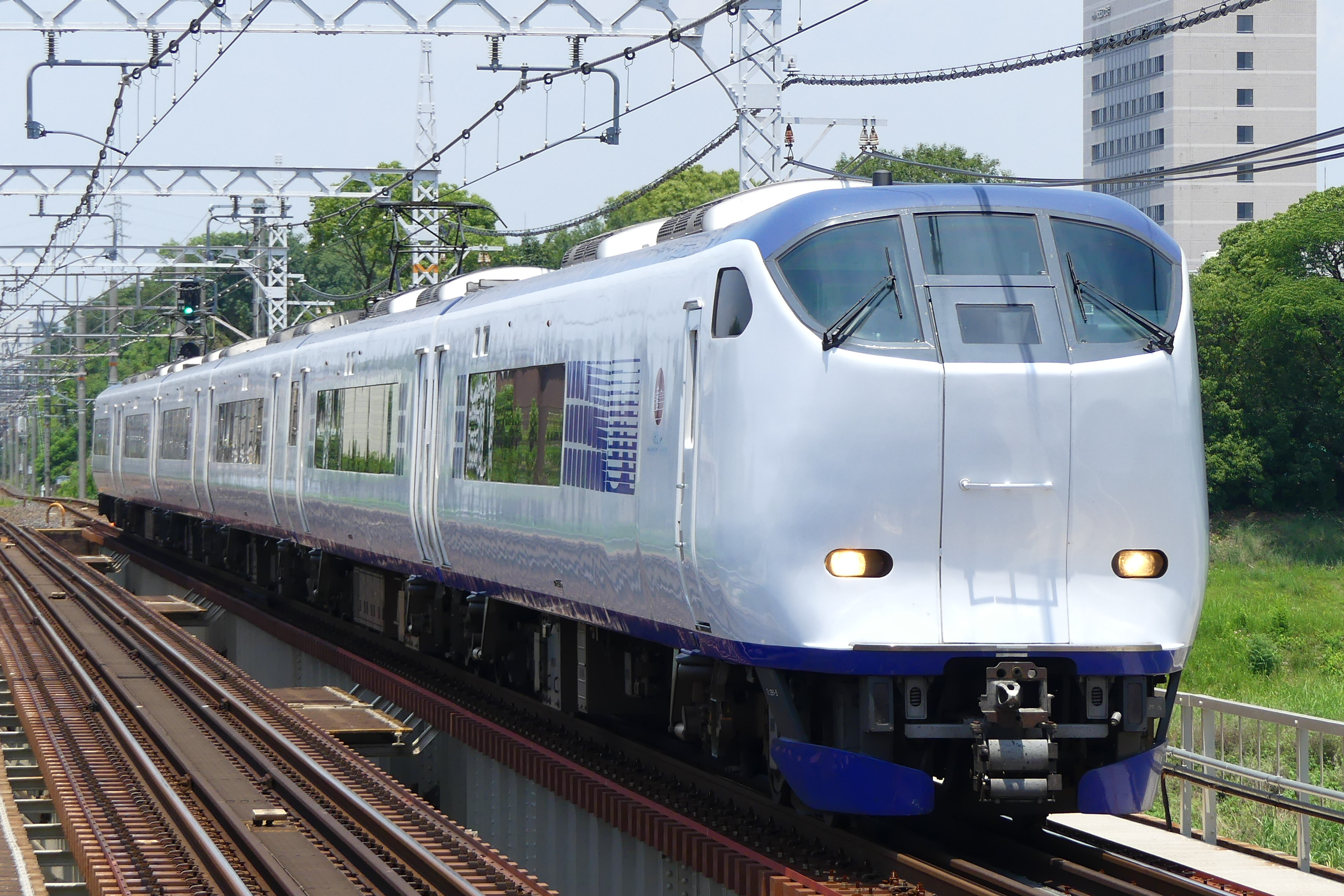
JR西日本「はるか」

- 北陸本線
- 湖西線
- 東海道本線（琵琶湖線・JR京都線・JR神戸線）
- 草津線
- 山陰本線（嵯峨野線）
- 奈良線
- 桜井線（万葉まほろば線）

- 大阪環状線
- 桜島線（JRゆめ咲線）
- 阪和線
- 関西空港線
- 紀勢本線（きのくに線）
- 関西本線（大和路線）
- 片町線（学研都市線）
- JR東西線
- 福知山線（JR宝塚線）

- 山陽本線（JR神戸線）
- おおさか東線
- 和歌山線
- 舞鶴線
- 小浜線
- 加古川線
- 播但線
- 姫新線
- 赤穂線

東海旅客鉄道（JR東海）
- 東海道新幹線
- 東海道本線
- 紀勢本線
- 関西本線
- 参宮線
- 名松線

- 東海道・山陽新幹線
- JR西日本「はるか」

大手私鉄
- 近畿日本鉄道（近鉄）
- 京阪電気鉄道（京阪）
- 阪急電鉄（阪急）
- 阪神電気鉄道（阪神）
- 南海電気鉄道（南海）

- 近鉄（近鉄特急）
- 京阪（京阪特急）
- 阪急
- 阪神
- 南海（rapi:t）

準大手私鉄
- 山陽電気鉄道（山陽、山電）
- 北大阪急行電鉄（北急）
- 神戸高速鉄道

- 山陽電気鉄道
- 北大阪急行電鉄

中小私鉄
- 神戸電鉄（神鉄）
- 京福電気鉄道（嵐電）
- 叡山電鉄（叡電）
- 阪堺電気軌道
- 北神急行電鉄
- 能勢電鉄（能勢電）
- 近江鉄道
- 比叡山鉄道
- 水間鉄道
- 和歌山電鐵
- 嵯峨野観光鉄道
- 三岐鉄道

第三セクター鉄道
- 京都丹後鉄道
- 信楽高原鐵道
- 智頭急行
- 北条鉄道
- 伊賀鉄道
- 伊勢鉄道
- 四日市あすなろう鉄道

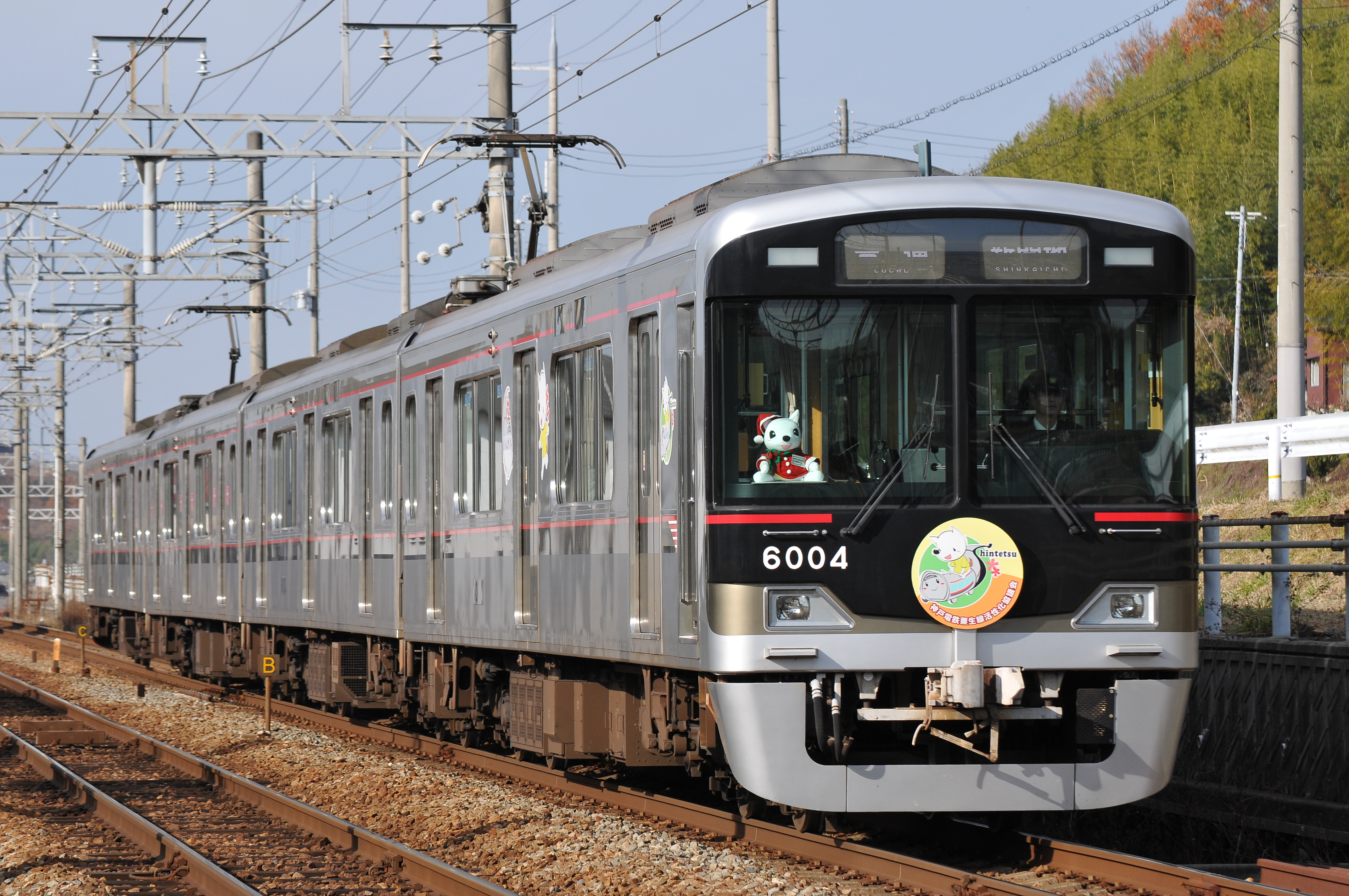
神鉄
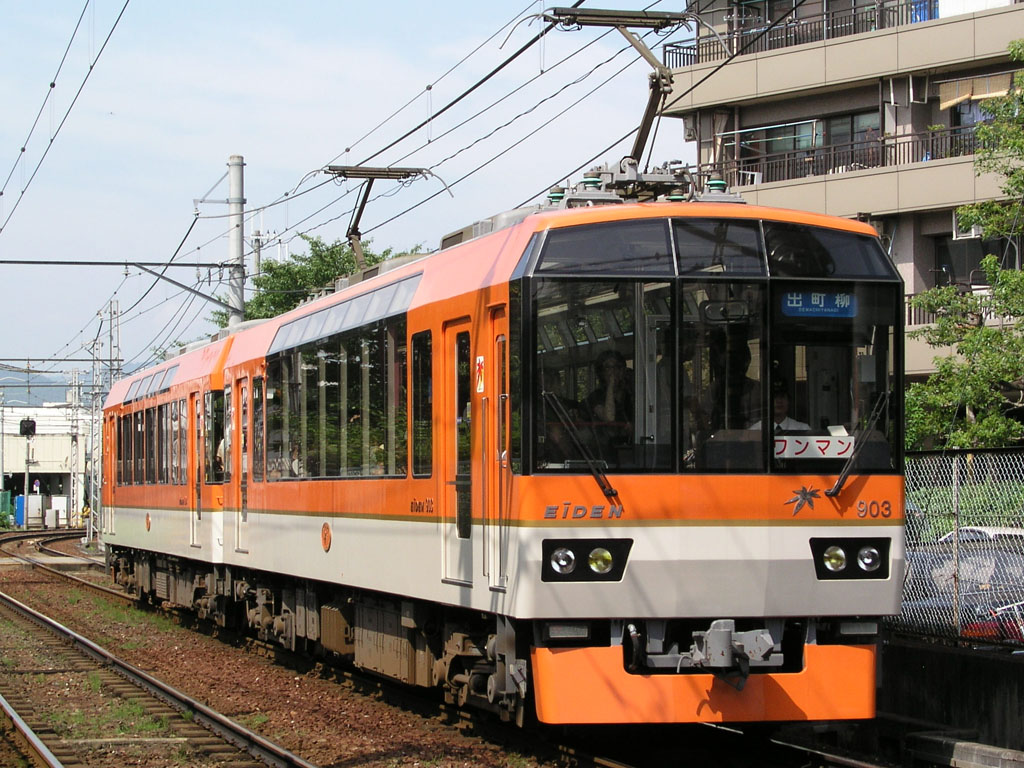
叡電
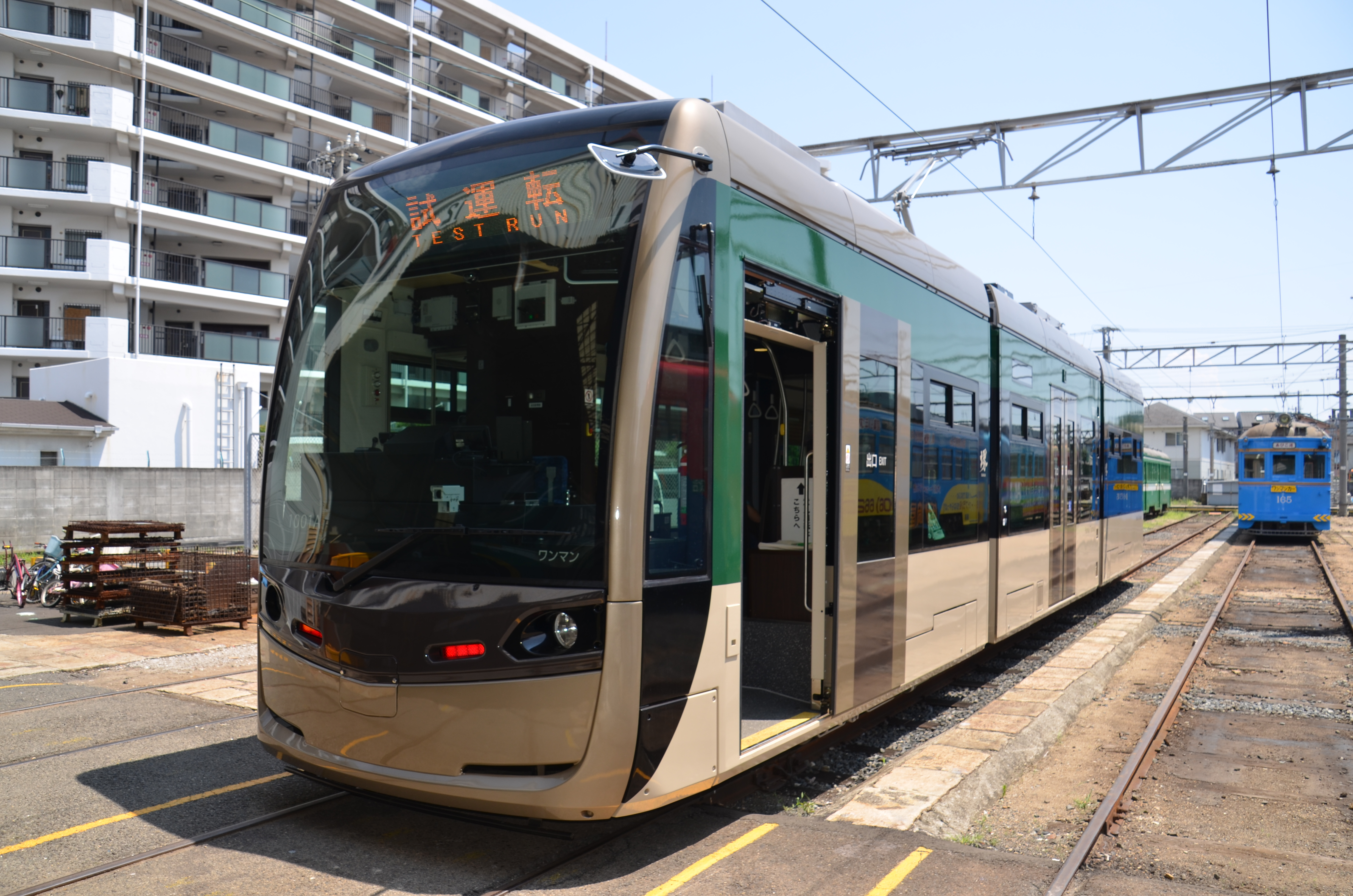
阪堺電気軌道
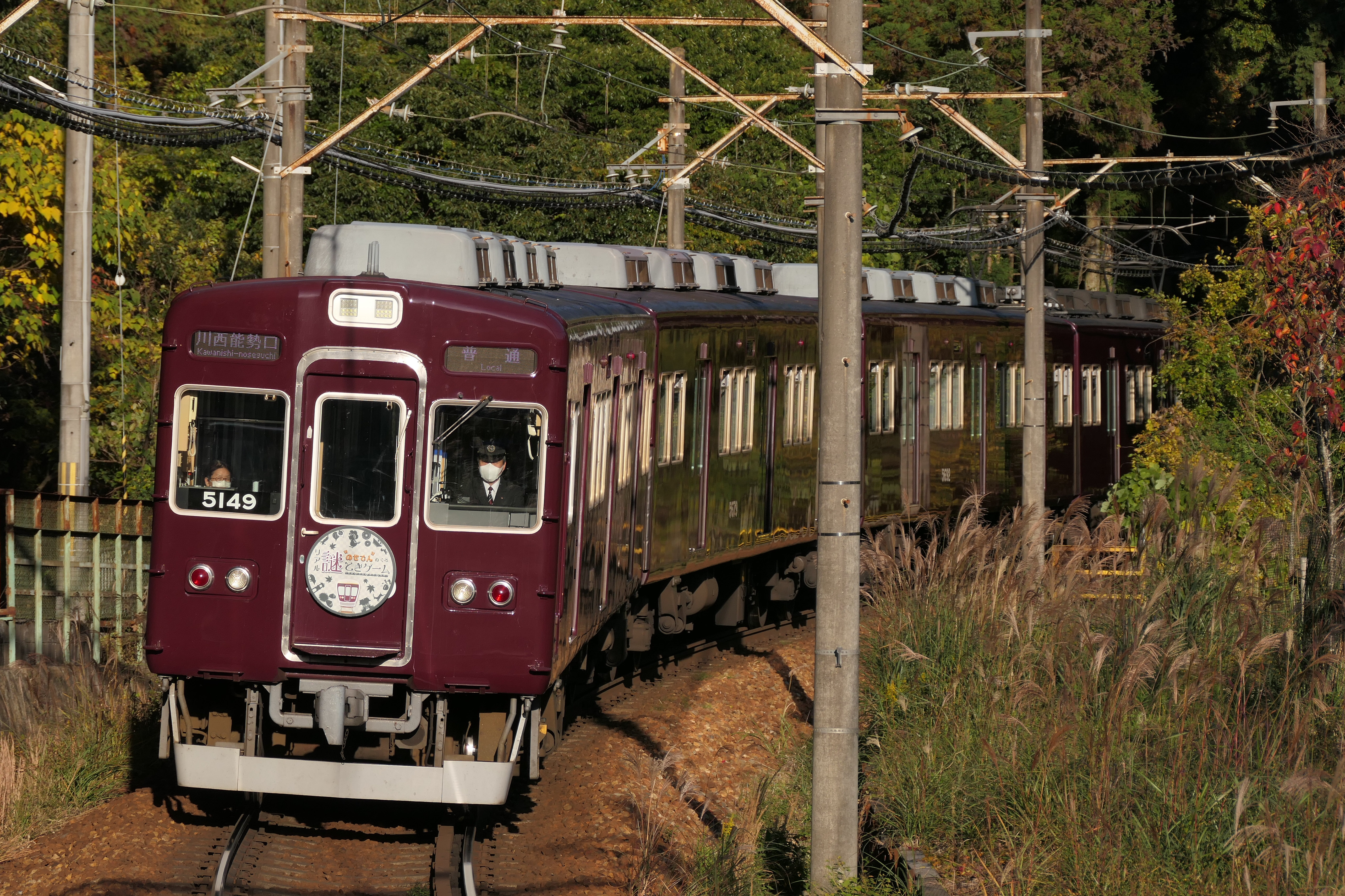
能勢電
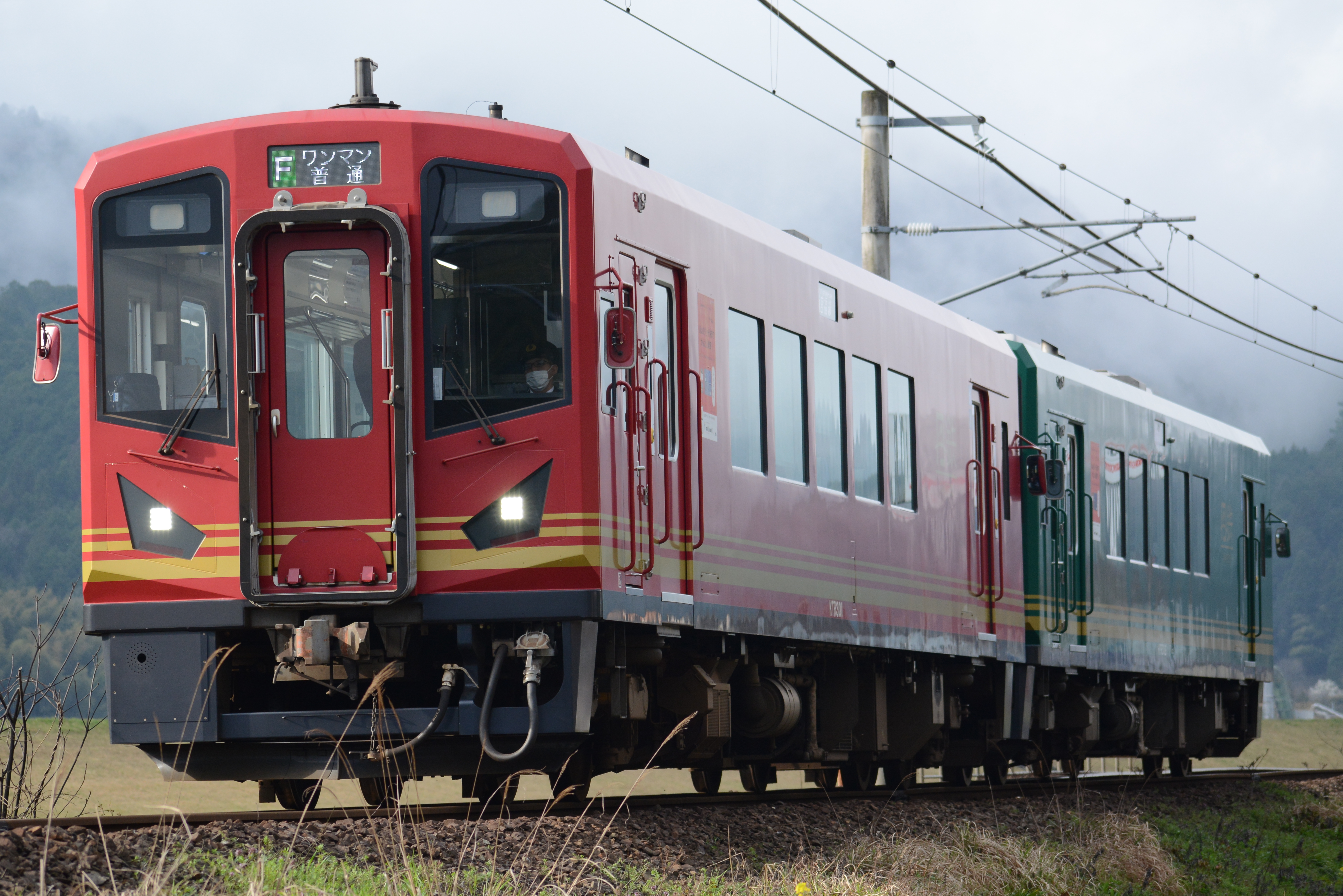
北近畿タンゴ鉄道
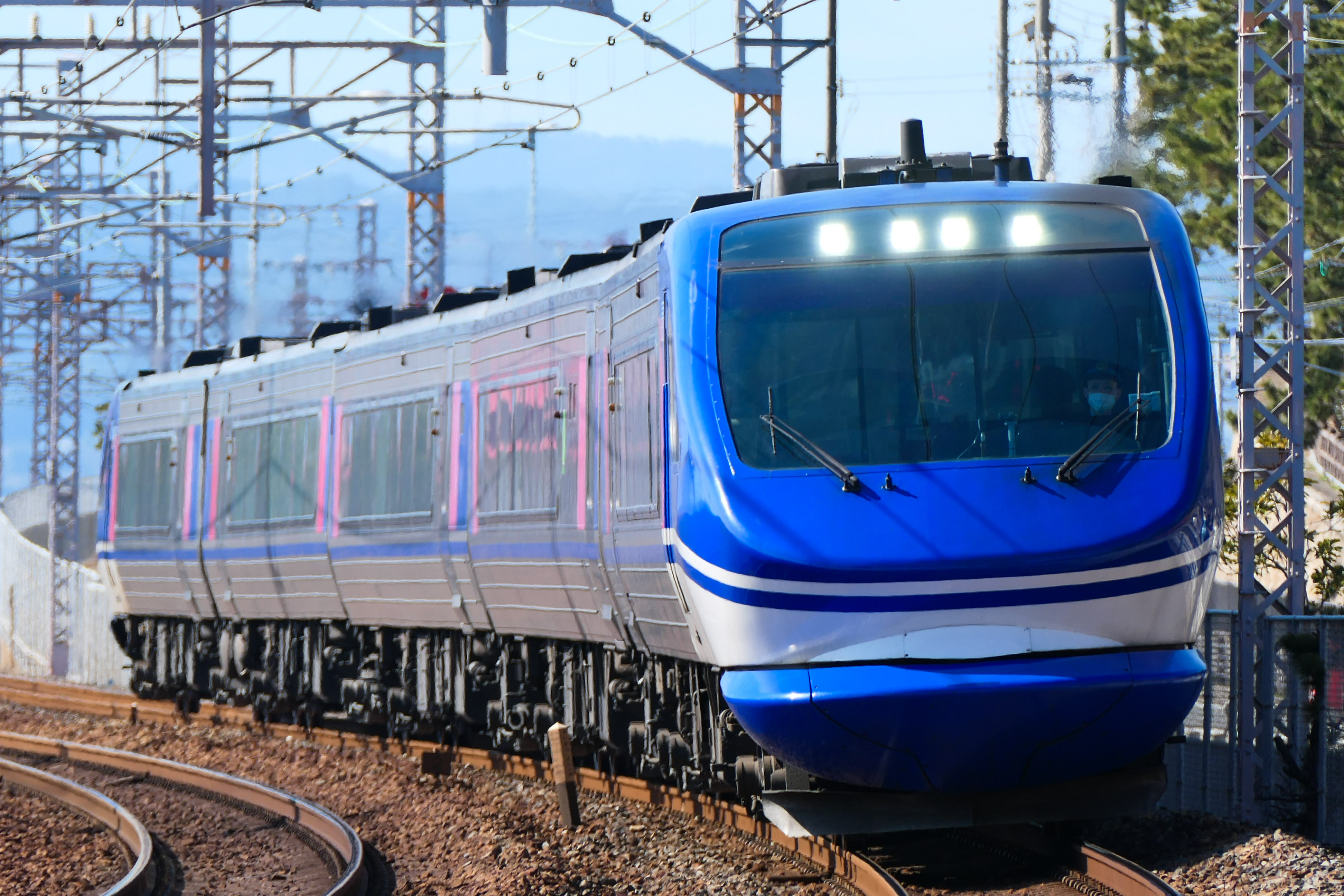
智頭急行（スーパーはくと）

地下鉄
- 大阪市高速電気軌道（Osaka Metro）
- 京都市営地下鉄
- 神戸市営地下鉄

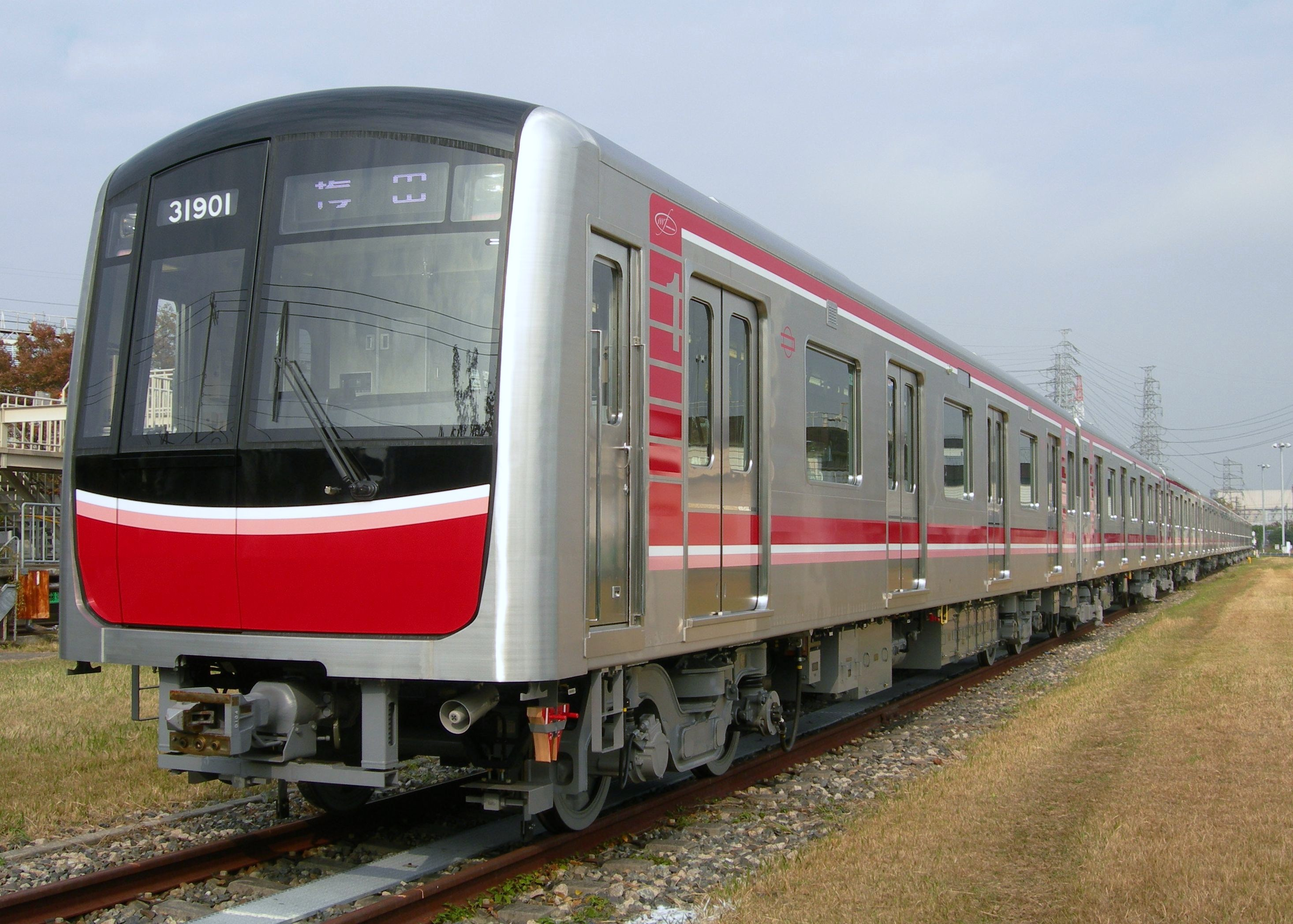
Osaka Metro（御堂筋線）
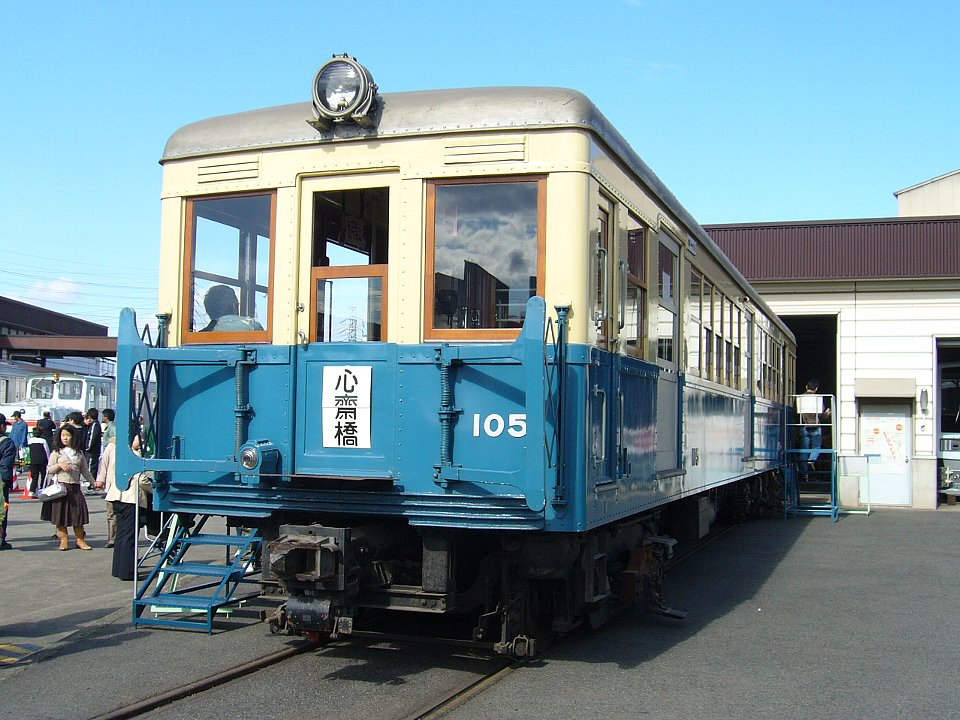
大阪地下鉄開業時の車両
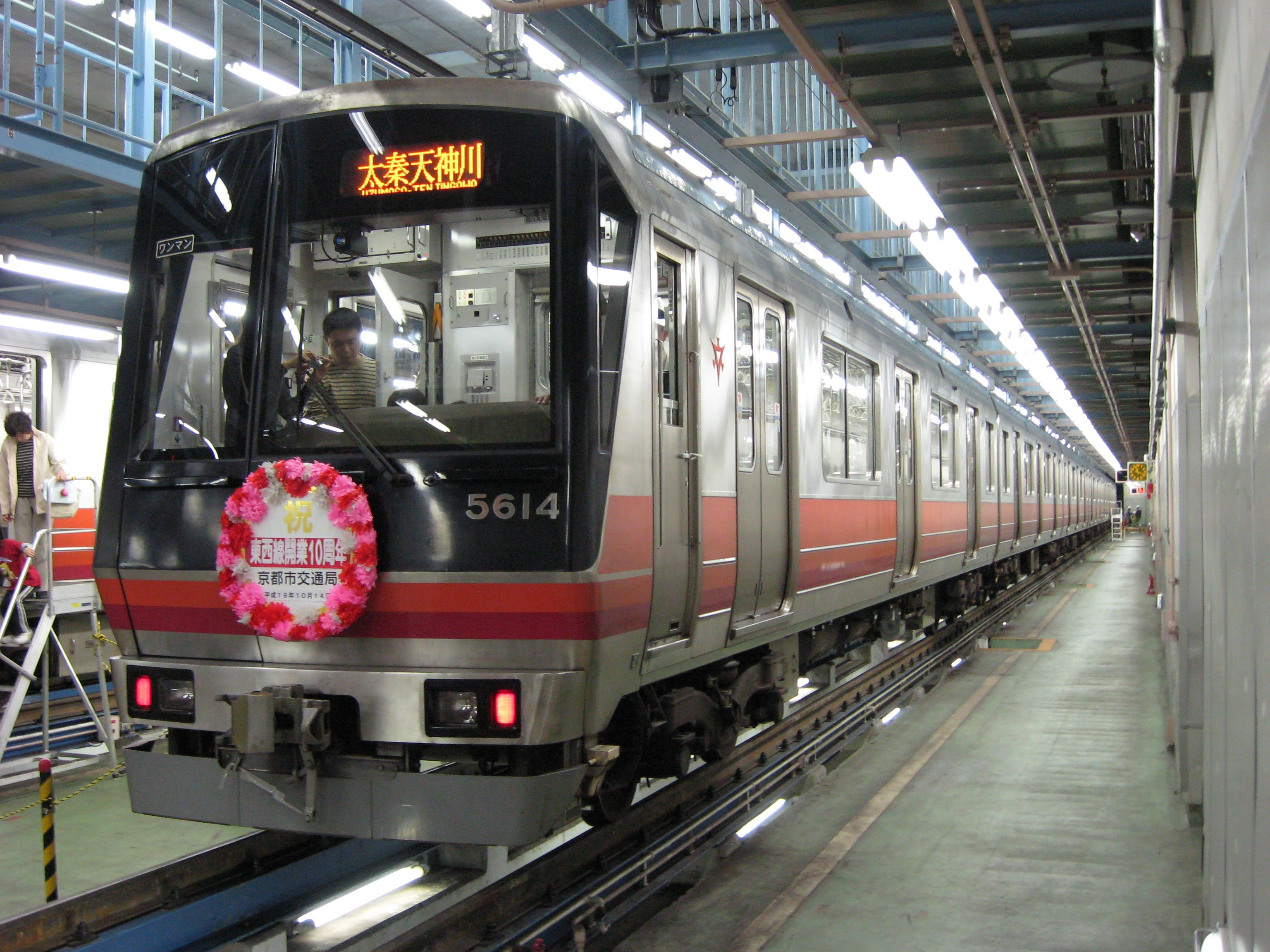
京都市営地下鉄
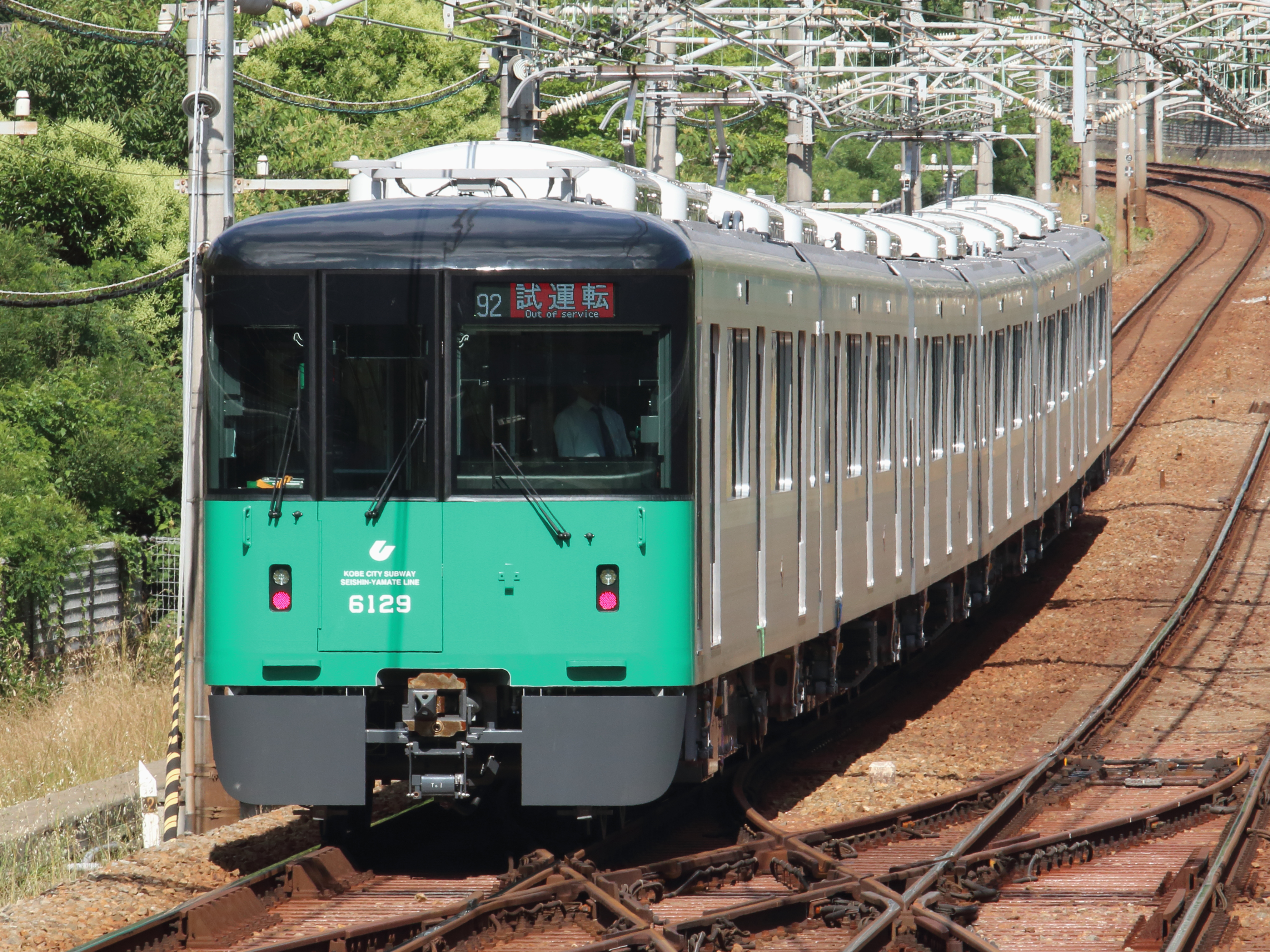
神戸市営地下鉄

新交通システム
- Osaka Metro南港ポートタウン線（ニュートラム、地下鉄と運賃制度は一体）
- 大阪高速鉄道（大阪モノレール）
- 神戸新交通（ポートライナー・六甲ライナー）

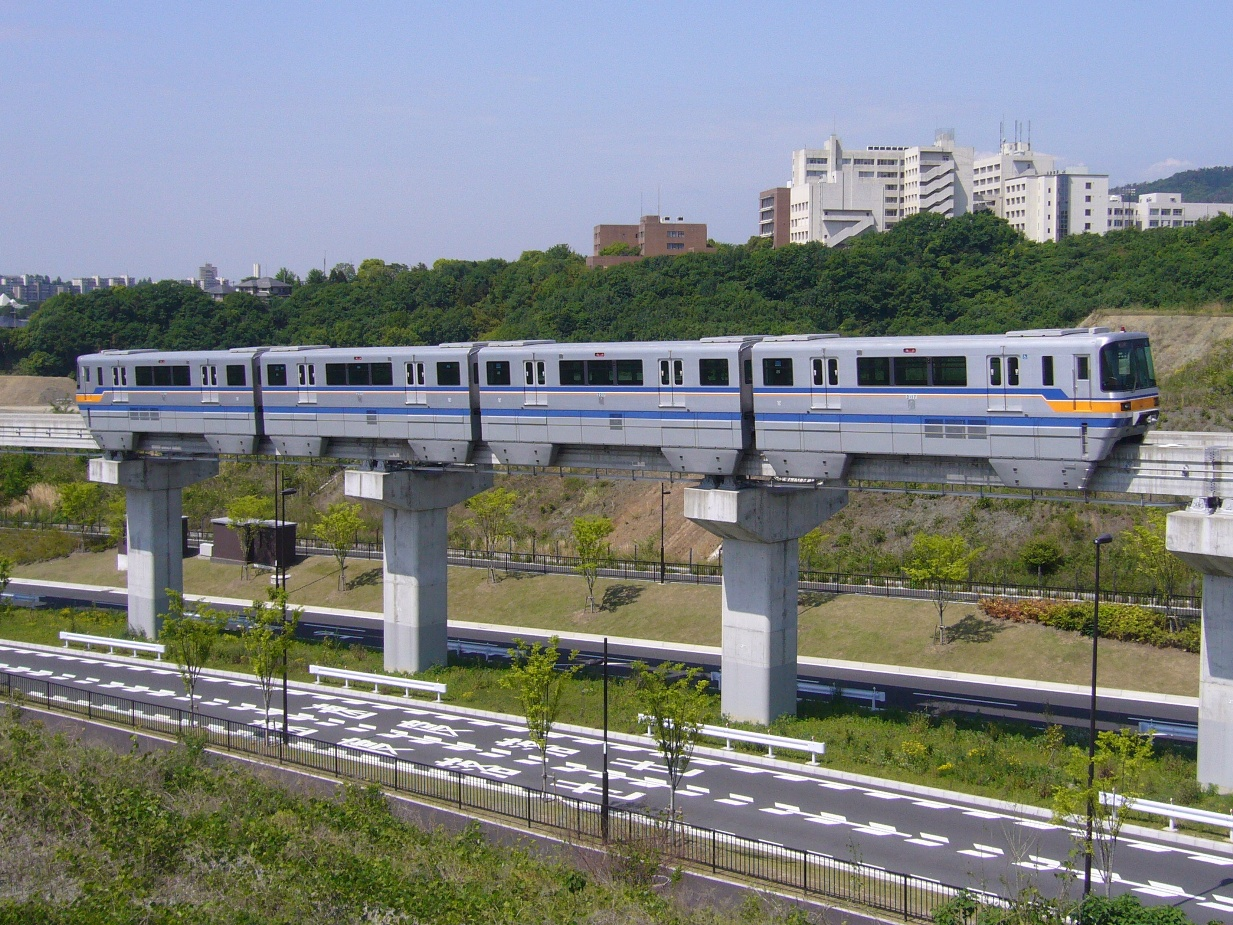
大阪モノレール
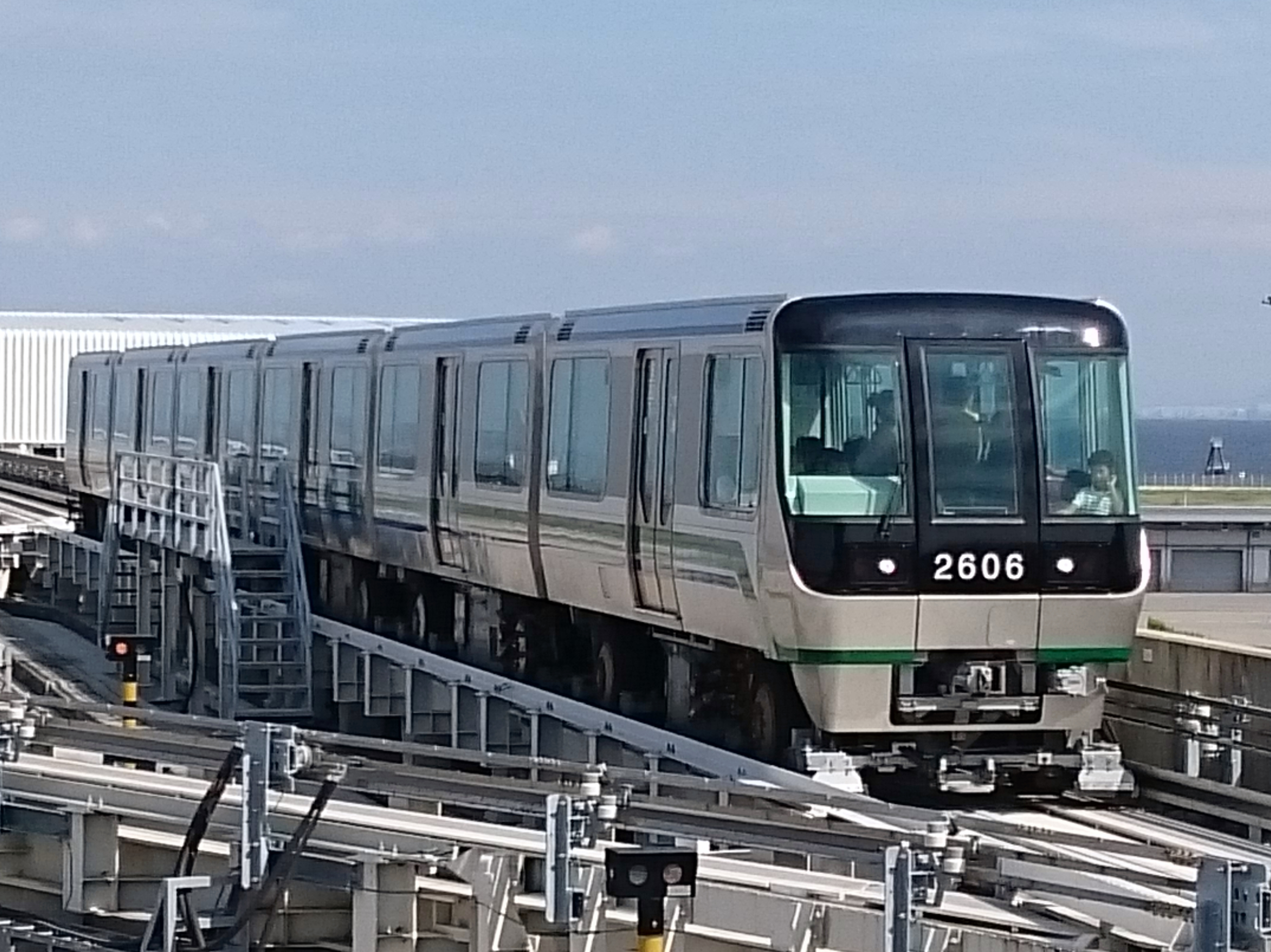
ポートライナー

### 道路
主な幹線道路

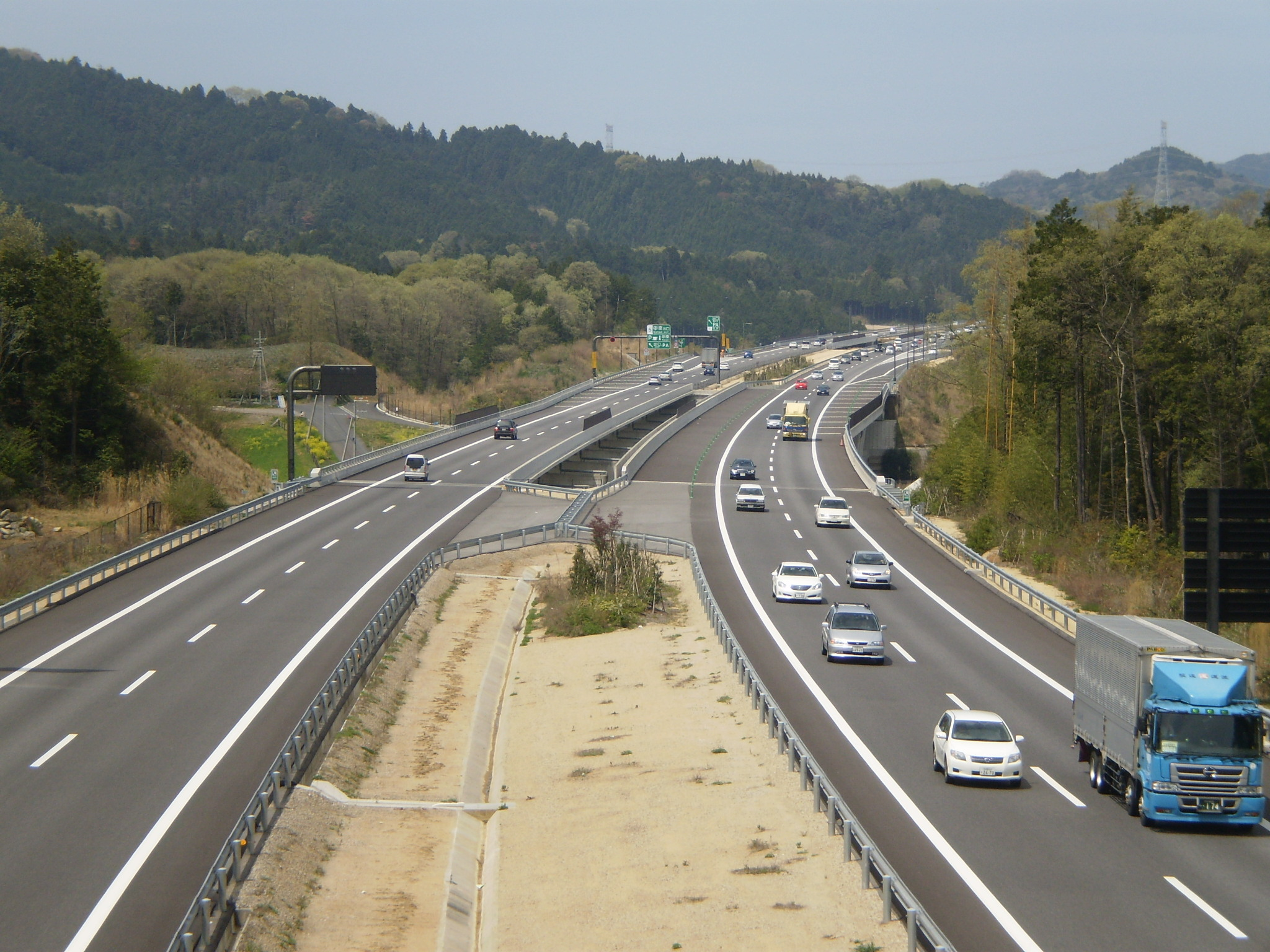
新名神高速道路

- 名神高速道路・新名神高速道路・京滋バイパス・伊勢湾岸自動車道・国道1号・国道21号
  - 名神高速道路尼崎-栗東間は日本初の高速自動車国道である。
- 北陸自動車道・国道8号
- 琵琶湖西縦貫道路・国道161号
- 東名阪自動車道・名阪国道・西名阪自動車道・近畿自動車道・国道25号
- 阪和自動車道・紀勢自動車道・伊勢自動車道・国道26号・国道42号・国道23号
- 京奈和自動車道・国道24号
- 阪奈道路・第二阪奈道路・国道308号
- 阪神高速道路
- 神戸淡路鳴門自動車道・国道28号
- 第二神明道路・加古川バイパス・姫路バイパス・太子竜野バイパス・明姫幹線・国道2号・国道250号
- 中国自動車道・山陽自動車道
- 姫路西バイパス・中国横断自動車道姫路鳥取線・国道29号
- 京都縦貫自動車道・国道9号
- 舞鶴若狭自動車道・国道27号・国道175号（三木バイパス）・国道176号
- 北近畿豊岡自動車道
- 五條新宮道路・国道168号
- 播但連絡道路・国道312号
- 国道171号

### 空港
- 関西三空港
  - 大阪国際空港（大阪空港・伊丹空港）
  - 関西国際空港（関西空港・関空）
  - 神戸空港（マリンエア）
- 但馬飛行場（コウノトリ但馬空港）
- 南紀白浜空港
- 八尾空港

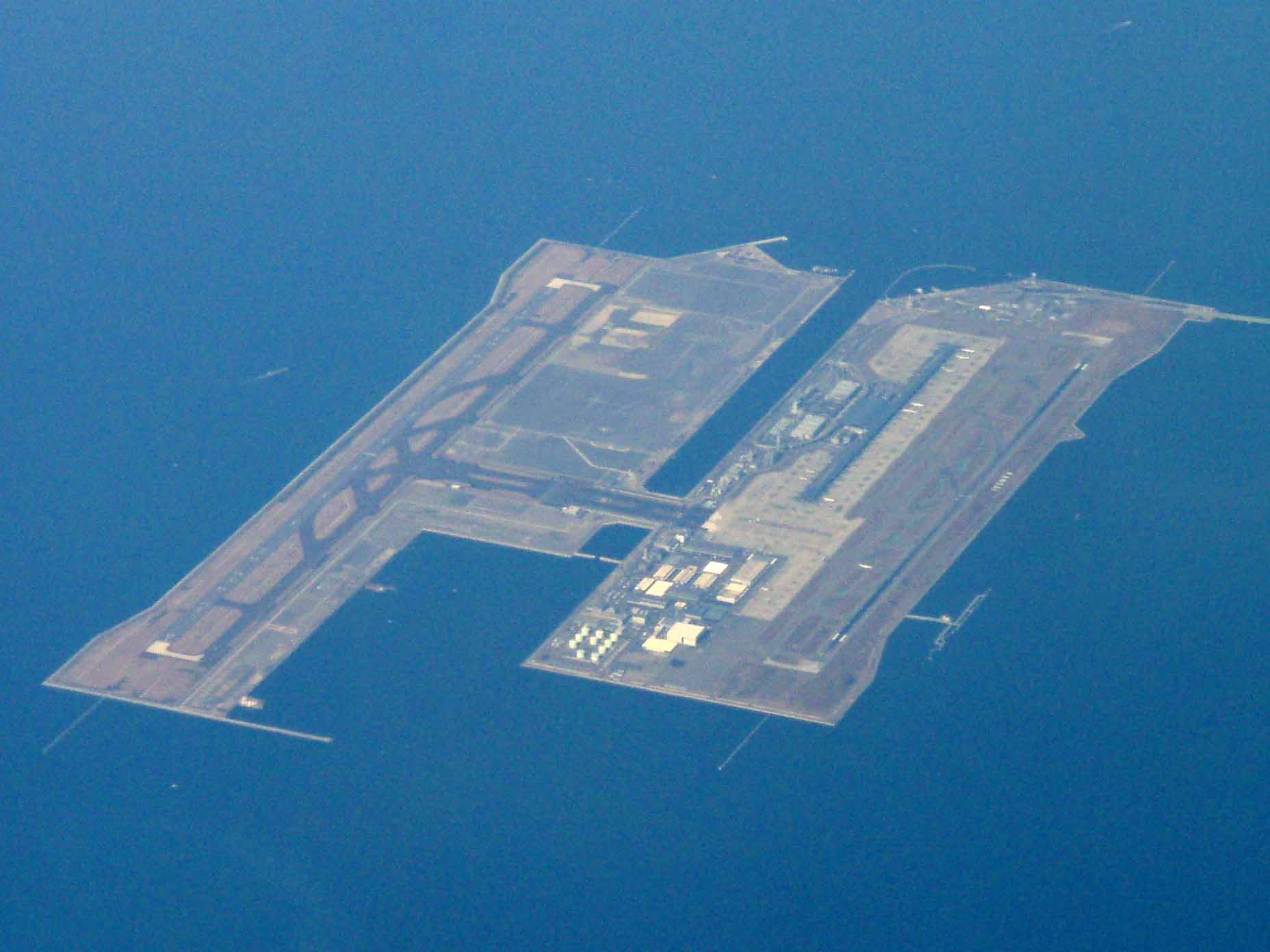
関西国際空港

伊丹、関西、神戸の関西三空港はIATA公認により、マルチエアポートとしての対応がなされている。

### 港湾
- スーパー中枢港湾（指定特定重要港湾）
  - 阪神港（大阪港、神戸港）
- 特定重要港湾

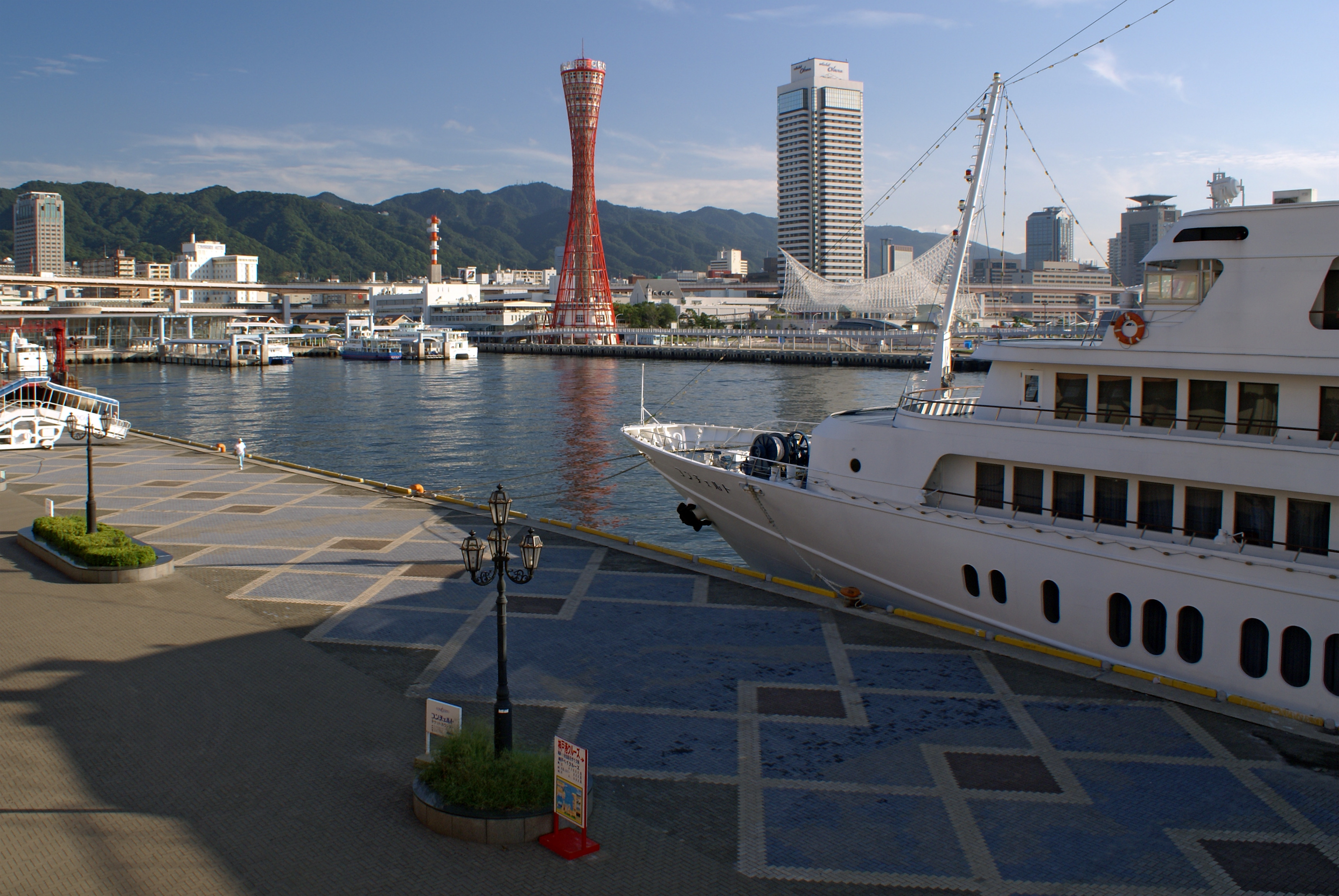
神戸港

  - 堺泉北港、和歌山下津港、姫路港、四日市港
- その他主要港湾
  - 舞鶴港、尼崎西宮芦屋港、大津港（浜大津港）、津松阪港、尾鷲港

## マスメディア

### 新聞
- 全国紙
  - 朝日新聞（1879年に創刊。1888年に東京進出）
  - 毎日新聞（1882年に「日本立憲政党新聞」として創刊。1906年に東京進出）
  - 産経新聞（1933年に「日本工業新聞」として創刊。1950年に東京進出）
  - 読売新聞（1874年に東京で創刊。1952年に大阪でも発行）
  - 日本経済新聞（1876年に「中外物価新報」として東京で創刊。1961年に大阪でも発行）
- ブロック紙
  - 中日新聞（名古屋市で発行されている。三重県の全域と、滋賀県の一部、和歌山県新宮市が販売対象地域となる）
- 主な地方紙
  - 京都新聞
  - 神戸新聞
  - 大阪日日新聞（鳥取県の日本海新聞系）
  - 両丹日日新聞
  - 奈良新聞
  - 紀伊民報
  - 紀州新聞
  - 伊勢新聞
  - 夕刊三重
- スポーツ新聞
  - デイリースポーツ（1948年に創刊。1955年に東京進出）
  - スポーツニッポン（1949年に創刊。1950年に東京進出）
  - サンケイスポーツ（1955年に創刊。1963年に東京進出）
  - スポーツ報知（1872年に「郵便報知新聞」として東京で創刊。1949年にスポーツ紙に転換、1964年に大阪でも発行）
  - 中日スポーツ（名古屋市で発行されている。三重県の全域と、滋賀県の一部、和歌山県新宮市及び京都府の一部が販売対象地域となる）
  - 大阪スポーツ（東京スポーツ系）
  - 中京スポーツ（東京スポーツ系。三重県全域及び滋賀県の一部で販売）

### 放送
近畿2府4県では、在阪局による広域放送（近畿広域圏）のほか、県域放送局もあり、後者の多くは独立放送局である。
なお、三重県については在名放送局による広域放送（中京広域圏）の放送対象地域 である。

#### ラジオ
中波放送 (AM)
- 近畿広域圏を放送対象地域とする放送局（括弧内はネットワーク系列）
  - MBS MBSラジオ（JRNとNRNのクロスネット）
  - ABC 朝日放送ラジオ（JRNとNRNのクロスネット）
  - OBC ラジオ大阪（NRN）
  - NHK大阪放送局（BK） : 放送波によって放送対象地域が異なるが、近畿2府4県についてはカバーしている。※詳しくは、同記事を参照。
- 県域放送（NHKについてはラジオ第2放送を除く）
  - KBS 京都放送（KBS京都ラジオ）（京都府・滋賀県／NRN）
  - CRK ラジオ関西（兵庫県／独立局）
  - WBS 和歌山放送（和歌山県／JRN・NRN）
  - NHK大津放送局（滋賀県）

超短波放送 (FM) （NHKは全て県域放送のため省略）
- 県域放送
  - エフエム大阪（大阪府／JFN）
  - FM802（大阪府／JFL）
  - エフエム京都（α-station）（京都府／独立局）
  - Kiss FM KOBE（兵庫県／JFN）
  - エフエム滋賀（e-Radio）（滋賀県／JFN）
  - 三重エフエム放送（radio CUBE FM三重）（三重県／JFN）
- 外国語放送
  - FM COCOLO（MegaNet）（2012年からFM802が1局2波で運営）

#### テレビ
- 近畿6府県を放送対象地域とする放送局（系列。ガイドチャンネル／リモコンキーID）
  - NHK大阪放送局教育テレビ（Eテレ）（アナログ12ch／デジタル2ch）
  - MBS 毎日放送（JNN。4ch）
  - ABC 朝日放送テレビ（ANN。6ch）
  - KTV 関西テレビ放送（カンテレ）（FNS・FNN。8ch）
  - ytv 讀賣テレビ放送（読売テレビ）（NNN・NNS。10ch）
- 県域放送
  - 滋賀県域
    - NHK大津 (デジタル1ch）
    - BBC びわ湖放送（独立局。デジタル3ch）

  - 京都府域
    - NHK京都 (デジタル1ch）
    - KBS 京都放送（独立局。デジタル5ch）

  - 大阪府域
    - NHK大阪 (デジタル1ch）
    - TVO テレビ大阪（TXN。デジタル7ch）

  - 奈良県域
    - NHK奈良 (デジタル1ch）
    - TVN 奈良テレビ （独立局。デジタル9ch）

  - 三重県域
    - NHK津 (デジタル3ch）
    - MTV 三重テレビ （独立局。デジタル7ch）

  - 兵庫県域
    - NHK神戸 (デジタル1ch）
    - SUN サンテレビ （独立局。デジタル3ch）

  - 和歌山県域
    - NHK和歌山（デジタル1ch)
    - WTV テレビ和歌山 （独立局。デジタル5ch）

## 近畿地方を舞台にした作品
- 近畿地方を舞台とした作品一覧を参照